# Danh sách lâu đài Tây Ban Nha
Các lâu đài ở Tây Ban Nha được xây dựng với mục đích phòng thủ. Trong suốt thời kì Trung Cổ, các vương quốc Kitô phía bắc tranh chấp biên giới lãnh thổ với các vương quốc Hồi giáo phía nam, vì vậy buộc các vua Kitô và Hồi giáo phải cấp lãnh địa (fief) biên giới cho các quý tộc ưu tú để gìn giữ.
Ngày nay, có khoảng 2500 lâu đài ở Tây Ban Nha tương ứng duy nhất với kiểu pháo đài. Đây là danh sách các lâu đài,

## Aragon

### Huesca (tỉnh)

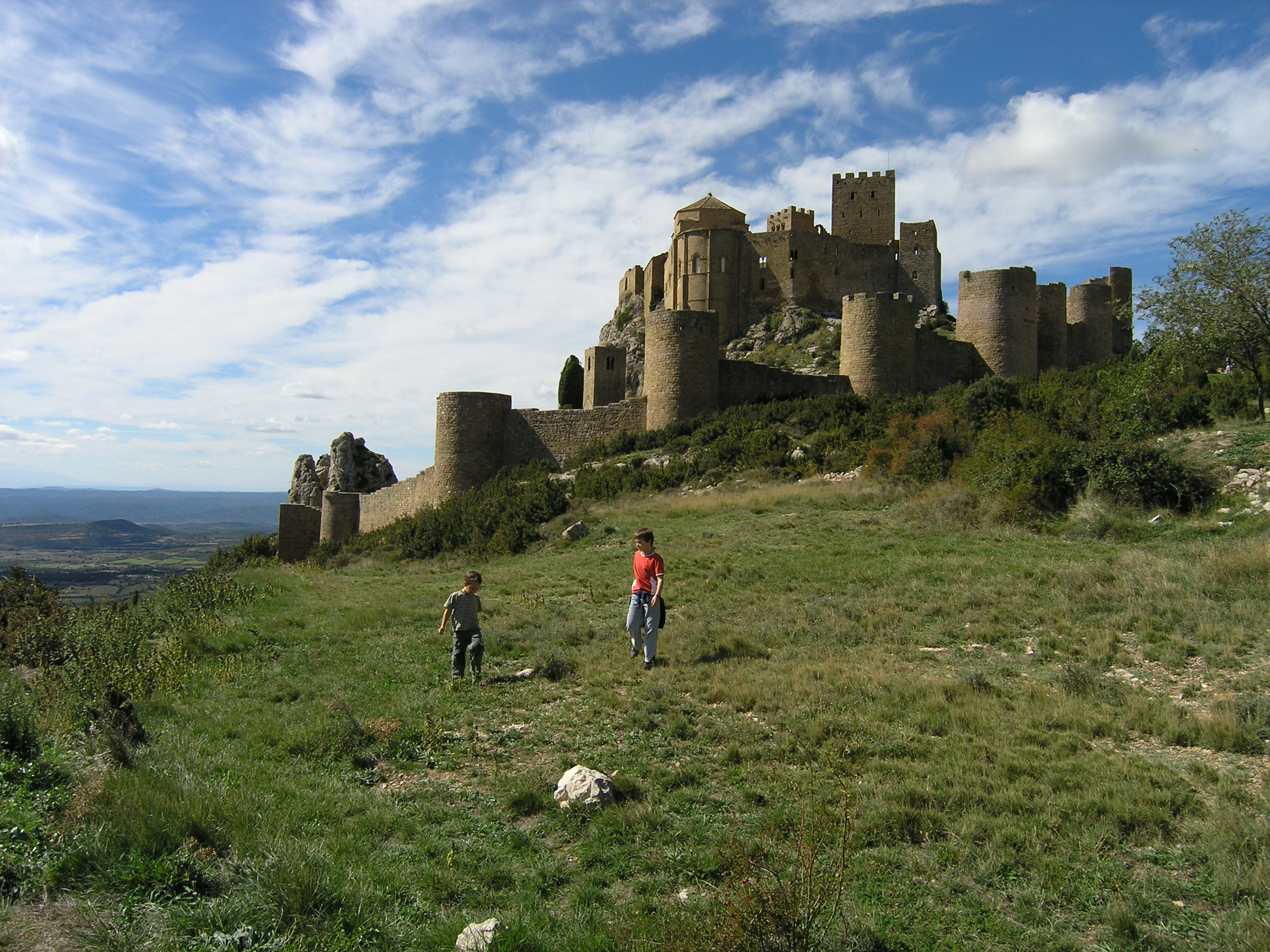
Lâu đài Loarre

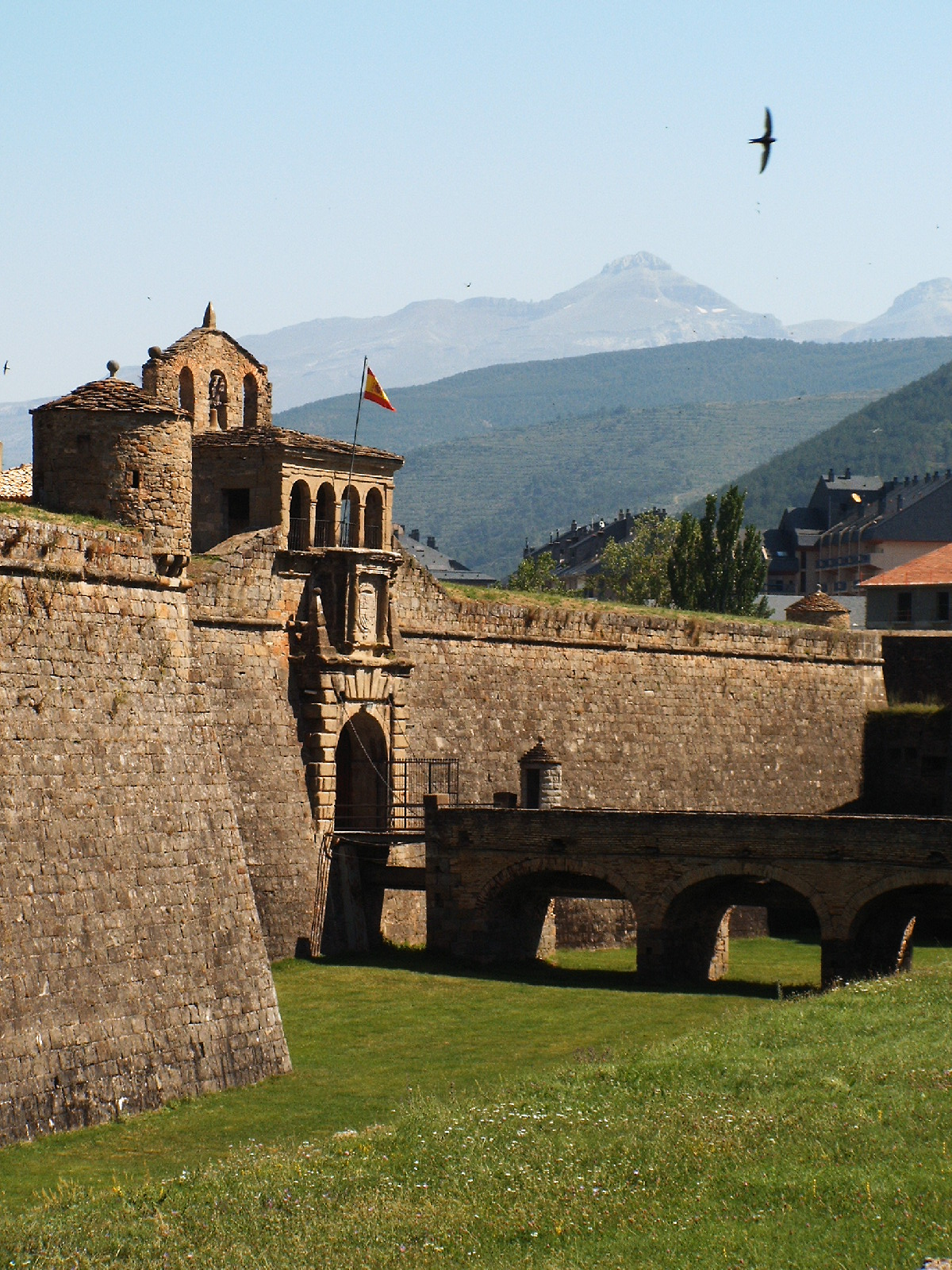
Citadel of Jaca

- Lâu đài Arrés
- Lâu đài Alquézar
- Lâu đài Palace of Argavieso
- Lâu đài Benabarre
- Lâu đài Boltaña
- Lâu đài Fantova
- Lâu đài Loarre
- Lâu đài Marcuello
- Monzón Castle
- Lâu đài Montearagón
- Lâu đài Samitier
- Lâu đài Torres-Secas
- Citadel of Jaca
- Tháp Fiscal
- Tường thành Antillón

### Teruel (tỉnh)

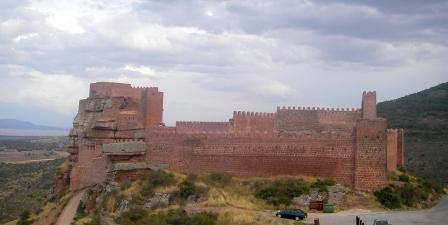
Lâu đài Peracens

- Lâu đài Albarracín
- Lâu đài Alcalá de la Selva
- Lâu đài Calanda
- Lâu đài de los Calatravos
- Lâu đài Mora de Rubielos
- Lâu đài Ojos Negros
- Lâu đài Peracense
- Lâu đài Puertomingalvo
- Lâu đài Tornos
- Lâu đài Valderrobres
- Lâu đài Villel

### Zaragoza (tỉnh)

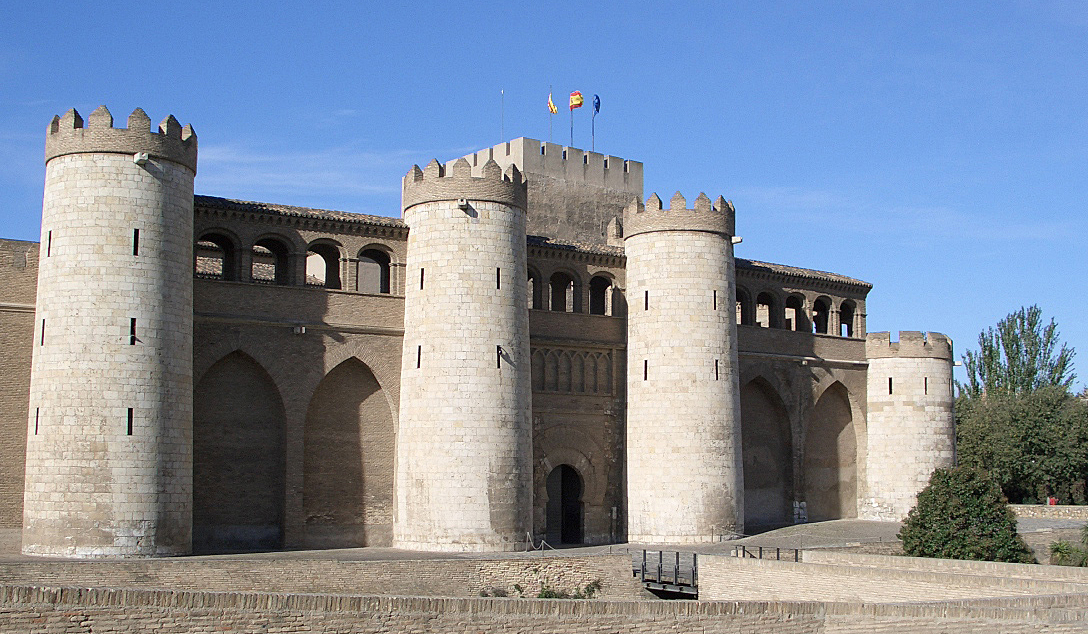
Lâu đài Aljafería

- Aljafería
- Lâu đài Bijuesca
- Lâu đài Arandiga
- Lâu đài Grisel
- Lâu đài Biel
- Lâu đài Daroca
- Lâu đài Jarque
- Lâu đài Luesia
- Lâu đài Mesones de Isuela
- Sádaba Castle
- Lâu đài Sibirana
- Lâu đài Trasmoz
- Lâu đài Uncastillo
- Lâu đài la Zuda (Borja)
- Lâu đài Mayor (Daroca)
- Torreón of La Zuda
- Roman Walls of Zaragoza

## Andalucía

### Almería (tỉnh)
- Alcazaba of Almería
- Lâu đài San Pedro
- Lâu đài Cuevas del Almanzora
- Lâu đài Gérgal
- Lâu đài Huebro
- Lâu đài San Cristóbal (Almería)
- Lâu đài San Juan de los Terreros
- Lâu đài Tabernas
- Lâu đài Vélez-Blanco

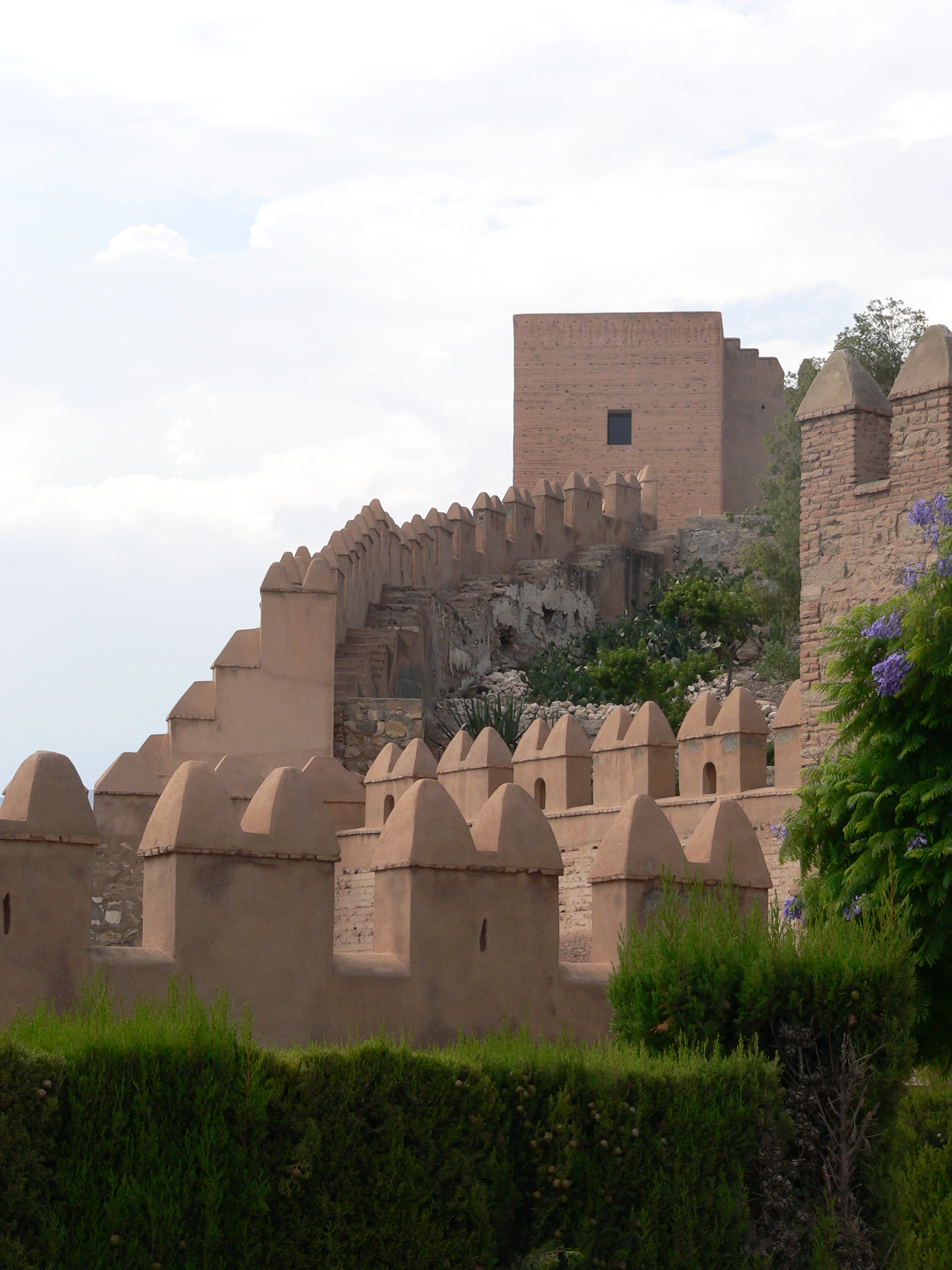
Alcazaba of Almería

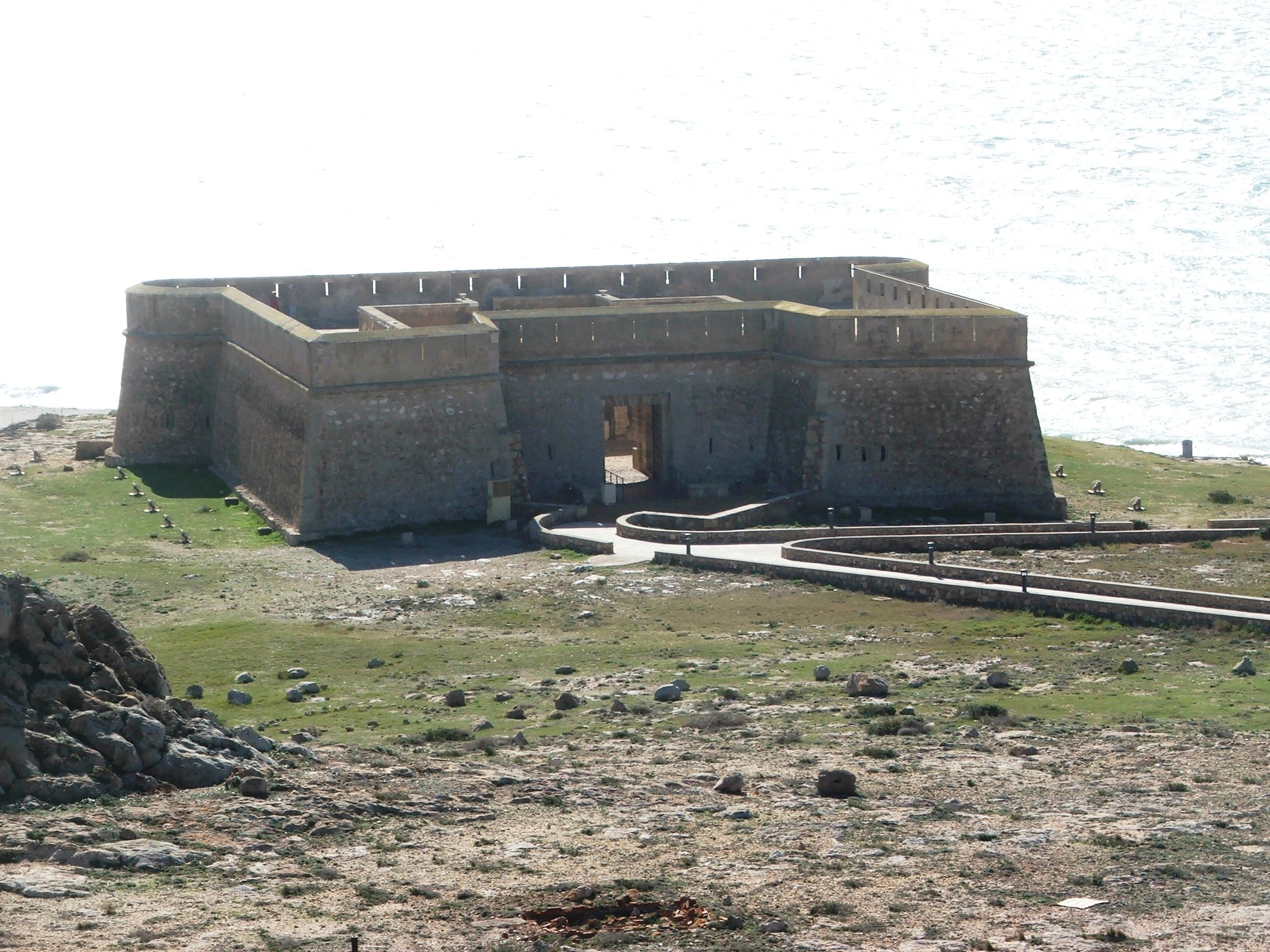
Battery of Guardias Viejas

- Lâu đài the Peñón de las Juntas, Abla
- El Castillejo (Abrucena), Abrucena
- Battery of Guardias Viejas
- Battery of San Felipe
- Battery of San Ramón
- Battery of Santa Ana
- Atalaya of San Miguel (Almería)
- Atalaya of the Perdigal, Almería
- Tháp Cárdenas
- Tháp García
- Tháp la Garrofa (Almería)
- Tháp Macenas
- Tháp Medala (Tahal)
- Tháp la Vela Blanca, Níjar
- Houses Forts (Almería)
- Tường thành Adra
- Caliphate Walls of Almería

### Cádiz (tỉnh)
- Alcazar của Jerez de la Frontera
- Caliphate Alcazaba of Tarifa
- Lâu đài Aznalmara
- Lâu đài Berroquejo
- Lâu đài del Espíritu Santo
- Lâu đài Gigonza
- Lâu đài Melgarejo
- Lâu đài Santa Catalina (Cádiz)
- Lâu đài San Sebastián (Cádiz)
- Lâu đài Sancti Petri
- Lâu đài San Romualdo

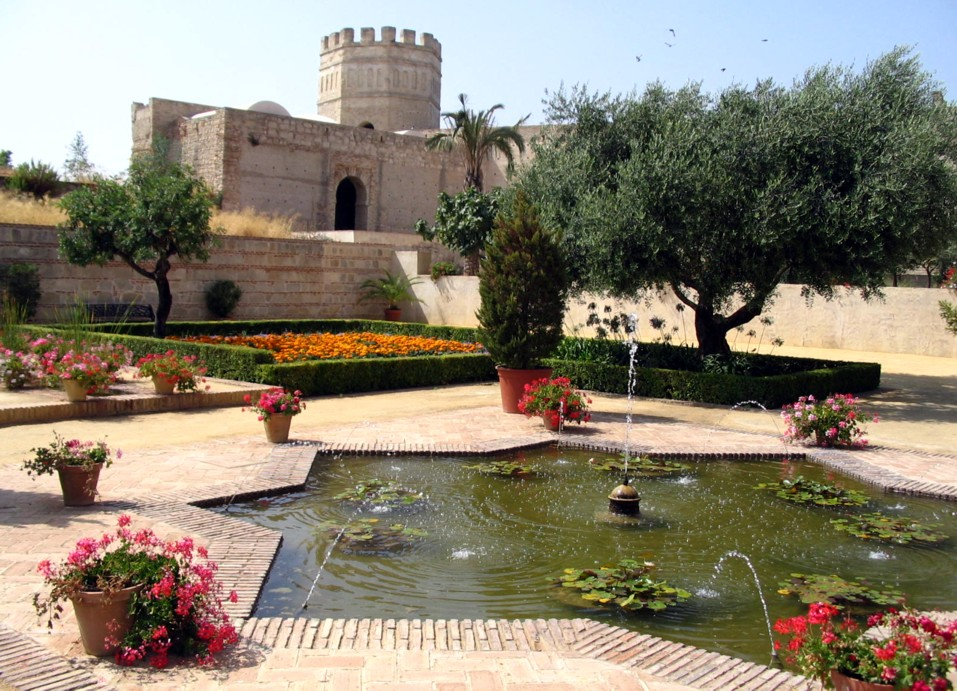
Alcázar of Jerez de la Frontera

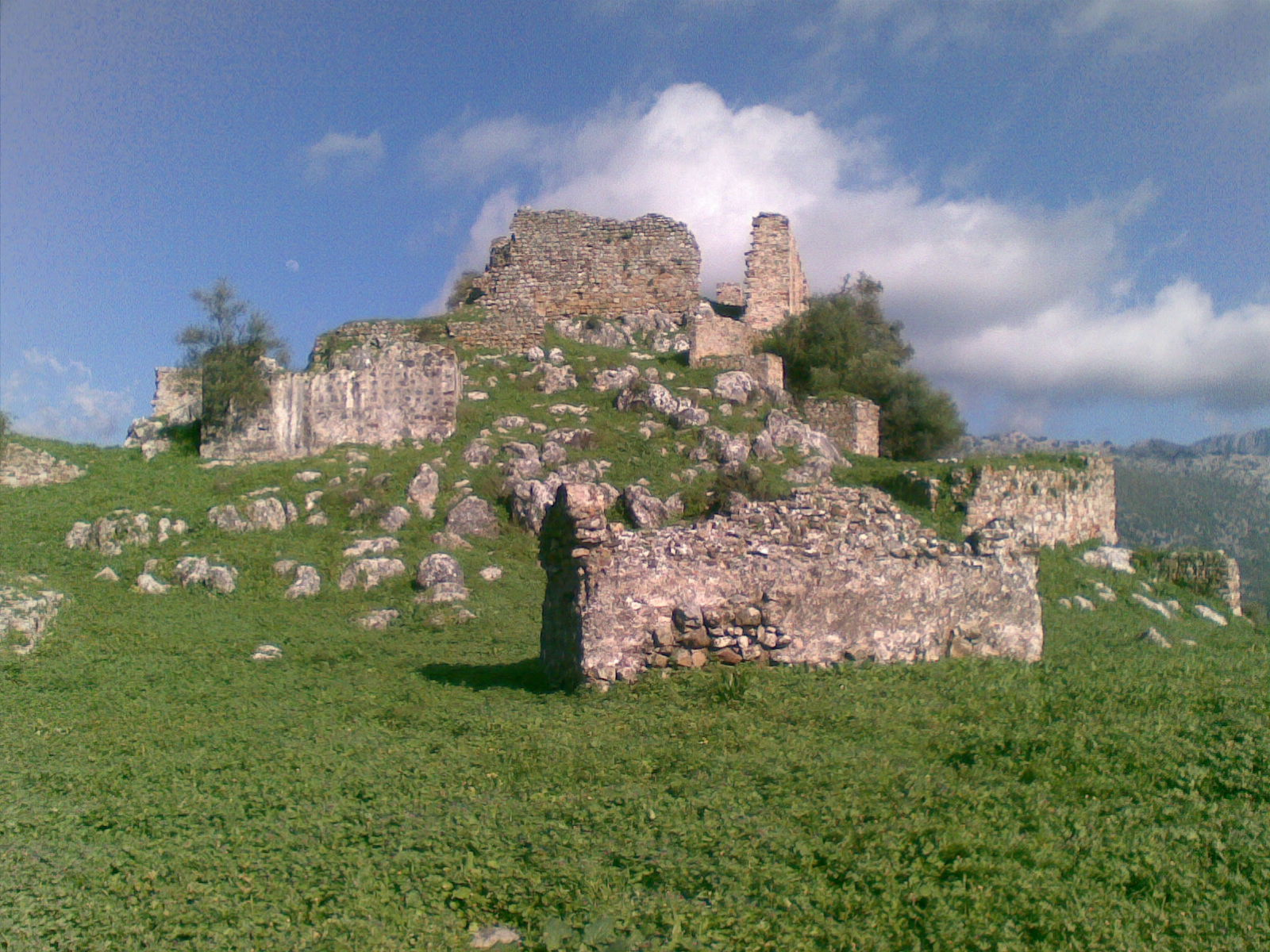
Lâu đài Aznalmara

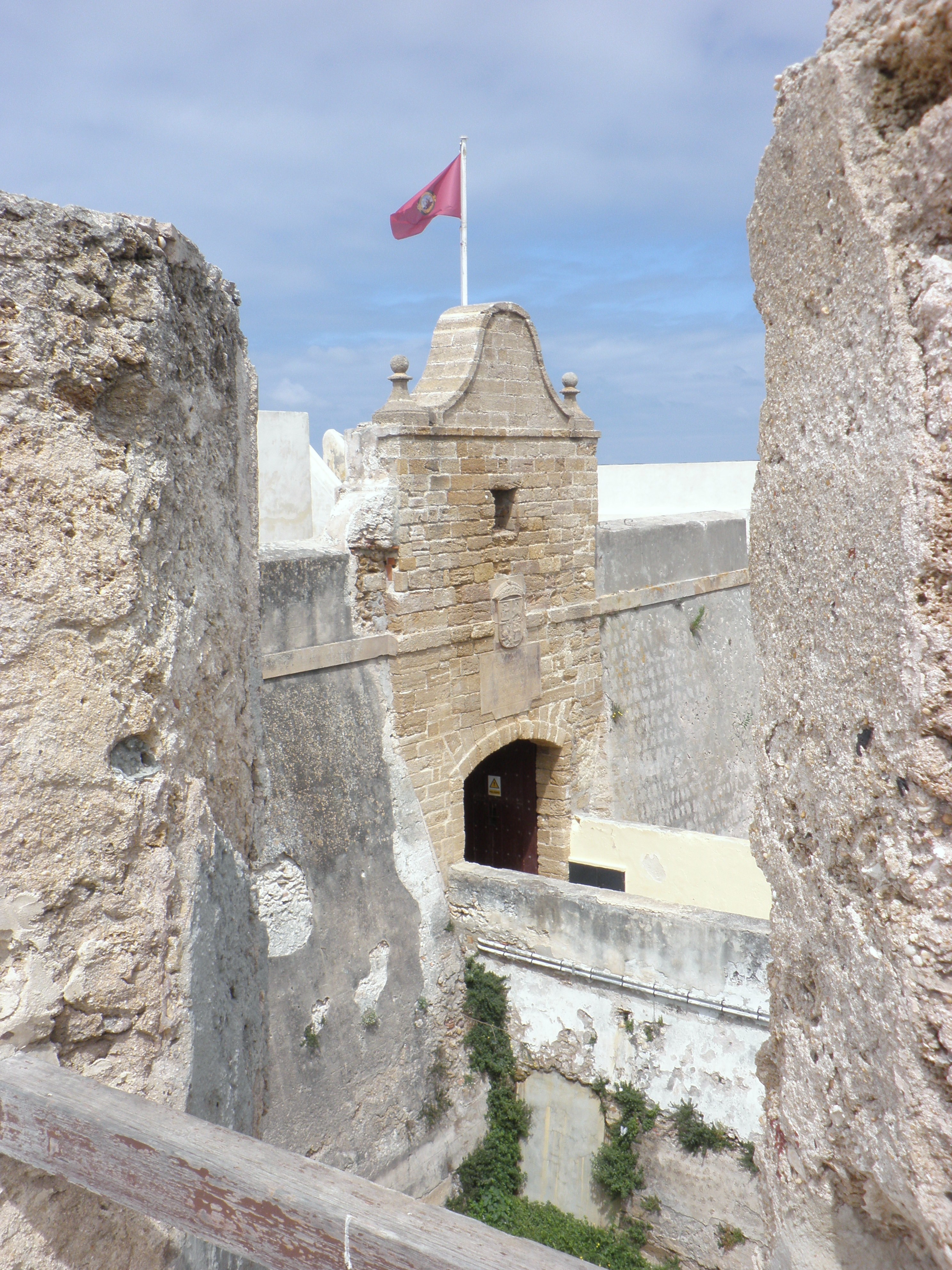
Lâu đài Santa Catalina (Cádiz)

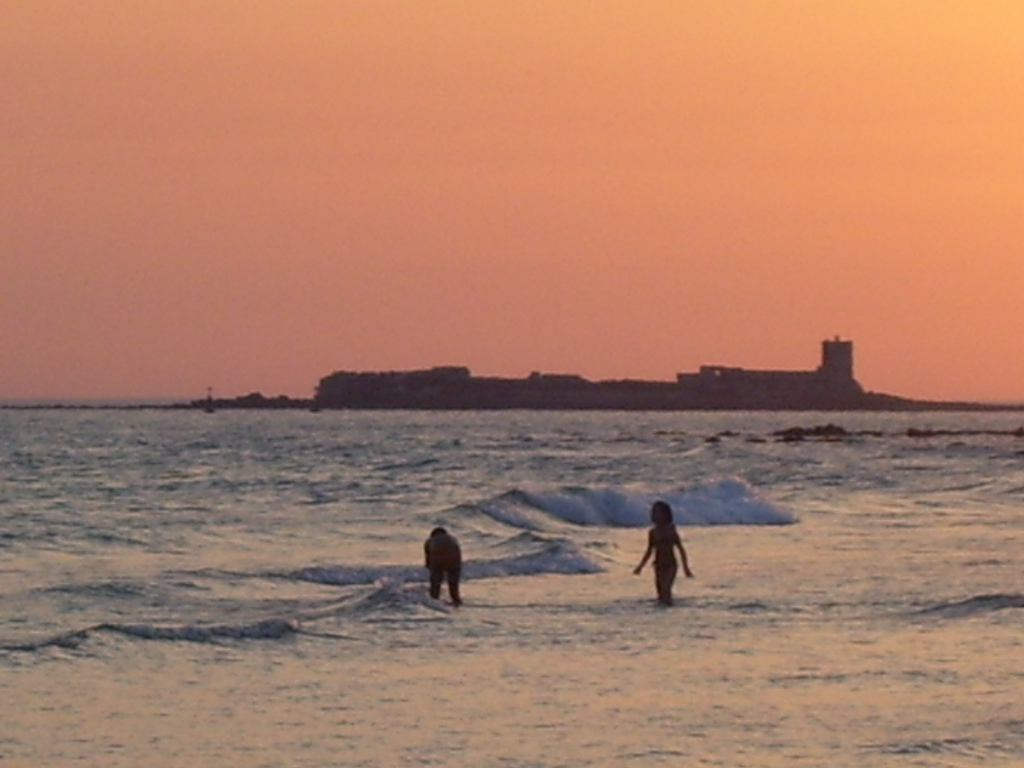
Lâu đài Sancti Petri

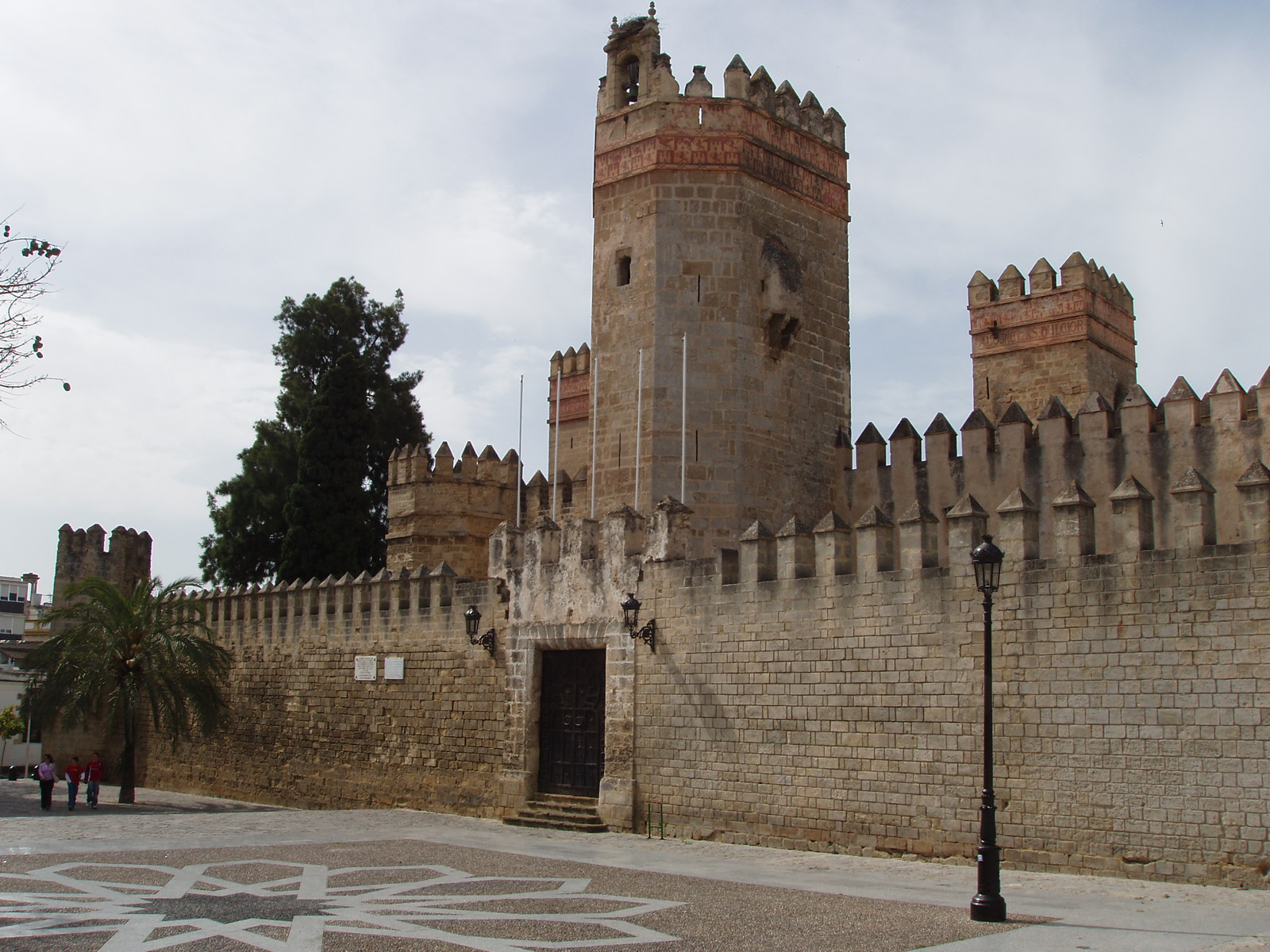
Lâu đài San Marcos

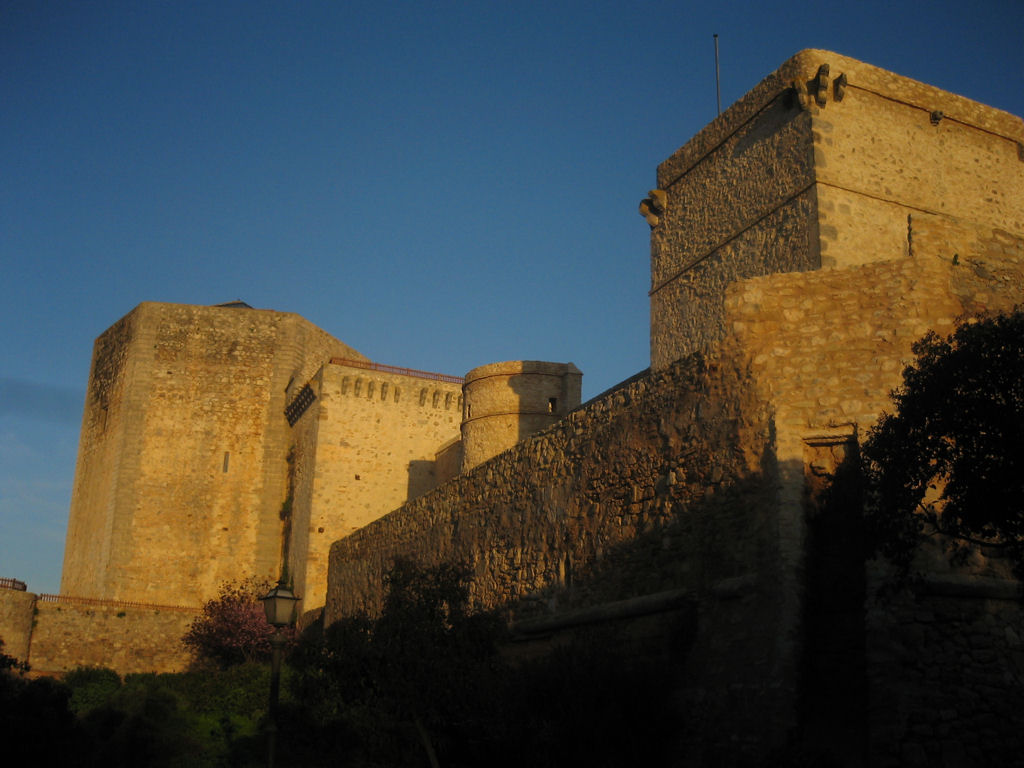
Lâu đài Santiago

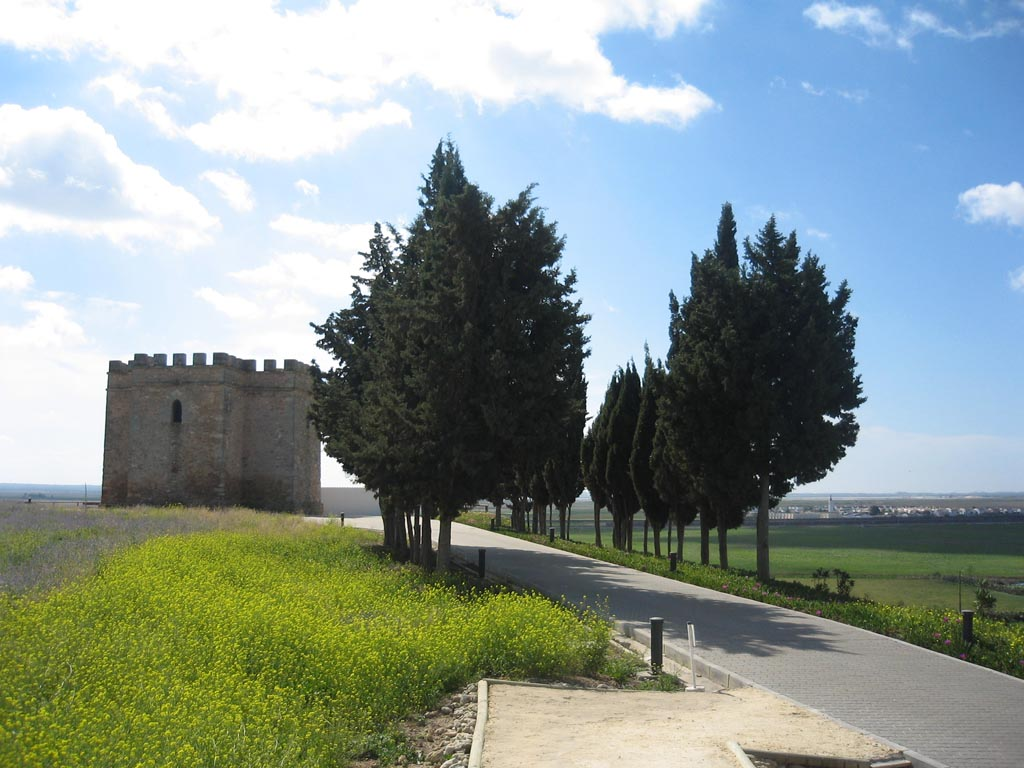
Lâu đài Doña Blanca

- Lâu đài San Marcos (El Puerto de Santa María) (El Puerto de Santa María)
- Lâu đài Tarifa
- Lâu đài Tarifa
- Lâu đài Zahara de la Sierra
- Lâu đài Zahara de los Atunes
- Lâu đài Jimena de la Frontera
- Lâu đài Alcalá de los Gazules
- Lâu đài Bornos
- Lâu đài Olvera
- Lâu đài Carastas
- Lâu đài Setenil de las Bodegas
- Lâu đài Arcos de la Frontera
- Lâu đài Benaocaz
- Lâu đài San Lorenzo del Puntal
- Lâu đài del Puntal
- Lâu đài Conil de la Frontera
- Lâu đài La Cortadura
- Lâu đài Vejer de la Frontera
- Lâu đài Ben Alud
- Lâu đài Luna (Rota)
- Lâu đài Torre-Alháquime
- Lâu đài Fátima (Ubrique)
- Lâu đài Matrera (Villamartín)
- Lâu đài Berroquejo (Jerez de la Frontera)
- Lâu đài Torrestrella
- Lâu đài Fortress of Tempul (Algar)
- Lâu đài Santiago (Sanlúcar de Barrameda)
- Lâu đài Medina-Sidonia
- Lâu đài Algeciras
- Lâu đài del Lirio (Chiclana de la Frontera)
- Lâu đài Carteia (San Roque)
- Lâu đài Fatetar
- Lâu đài Doña Blanca
- Lâu đài Gibalbín
- Lâu đài Jimena
- Lâu đài Castellar de la Frontera
- Fort of San Luis
- Battery of Aspiroz
- Battery of San Genís
- Battery of Urrutia
- Battery of Zuazo
- Tháp del Almirante
- Tháp Alta
- Tường thành Jerez del Frontera

### Córdoba (tỉnh)

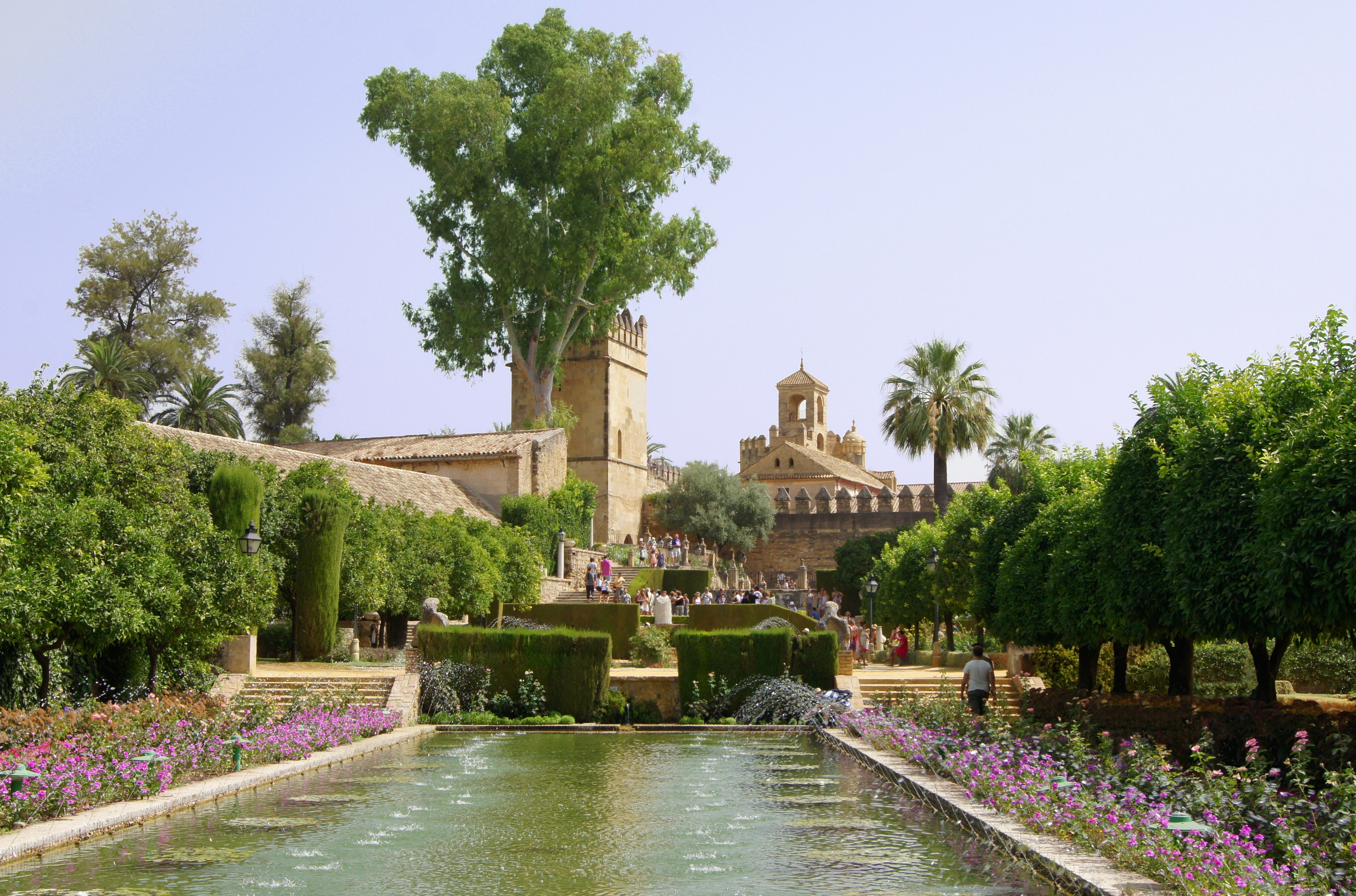
Alcázar de los Reyes Cristianos

- Alcázar de los Reyes Cristianos (Alcázar of the Christian Monarchs)
- Castillo de Almodóvar del Río
- Castillo de Belalcázar
- Castillo de Belmez
- Castillo de Bujalance
- Lâu đài Almodóvar del Río
- Lâu đài los Sotomayor Zúñiga y Madroñiz (Belalcázar)
- Lâu đài Belmez
- Lâu đài Espejo
- Castillo de Iznájar
- Lâu đài Torreparedones
- Lâu đài Zuheros
- Tháp Arias Cabrera
- Tháp albarrana

### Granada (tỉnh)
- Lâu đài Alhambra
- Alcázar Genil
- Alcazaba of Loja
- Alcazaba of Salobreña
- Alcazaba of Guadix
- Alcazaba of Baza
- Lâu đài La Calahorra
- Lâu đài Almuñécar
- El Castillejo (Los Guájares)
- Lâu đài Píñar
- Lâu đài Láchar
- Lâu đài Montefrío
- Lâu đài Moclín
- Lâu đài Iznalloz
- Lâu đài Illora
- Lâu đài Lanjarón
- Lâu đài Chite
- Lâu đài Dúrcal
- Lâu đài Lojuela
- Lâu đài Mondújar
- Lâu đài Restábal
- Fort of Juviles
- Atalaya of la Sierra del Muerto
- Atalaya of Sierra Bermeja
- Atalaya of Sierra Encantada
- Atalaya of the Campo-Botardo
- Atalaya of la Mesa
- Atalaya of la Porqueriza
- Atalaya of La Solana
- Atalaya of la Cantera de Valentín
- Atalaya of Cónchar
- Atalaya de Saleres
- Torreón of Huétor
- Tháps Bermejas
- Tháp atalaya of Mingoandrés
- Tháp la Gallina
- Tháp Marchena
- Tháp del Tío Bayo
- Tháp atalaya del Cautor
- Tháp la Rijana
- Silla del Moro

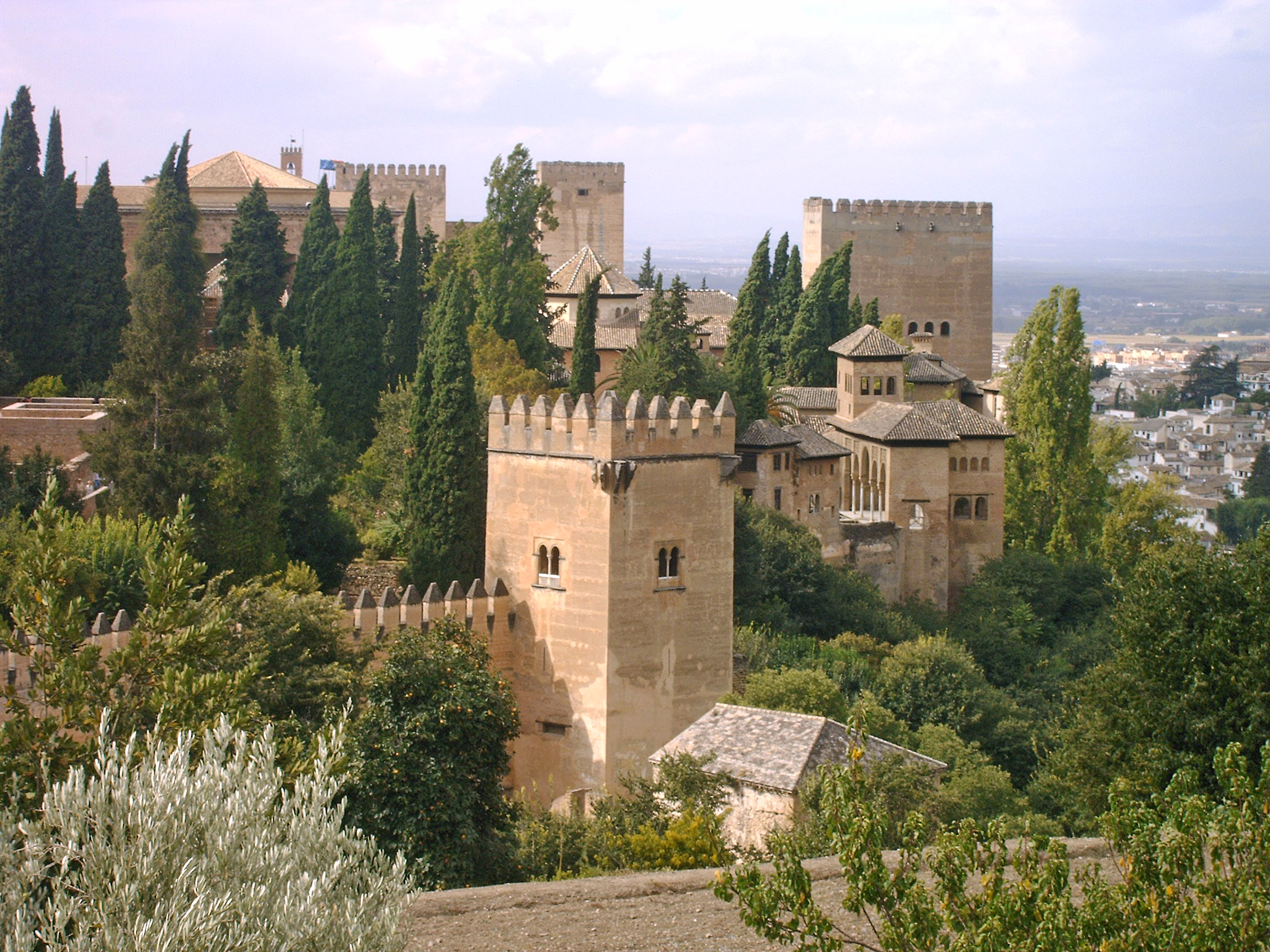
The Alhambra of Granada.

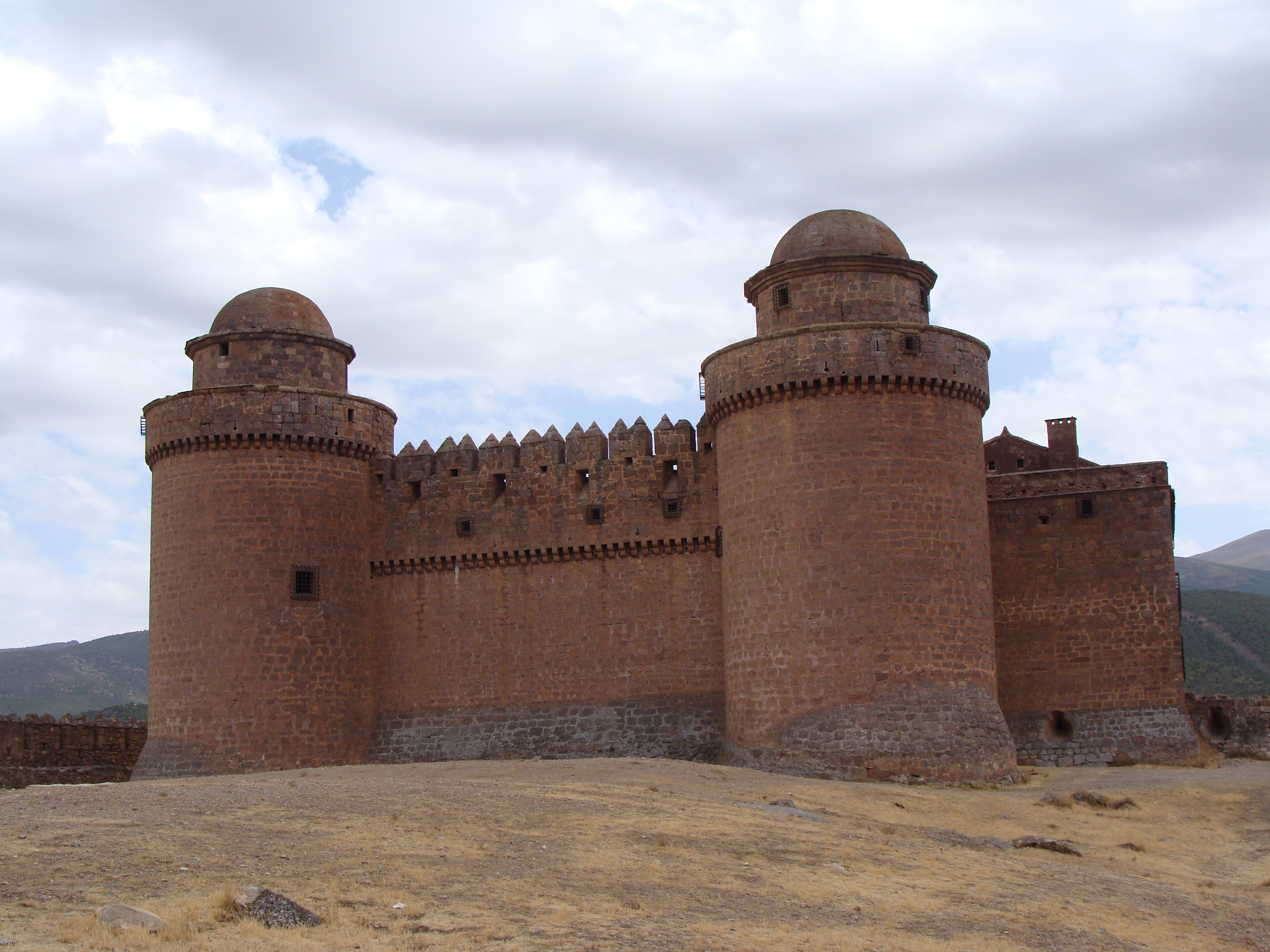
Lâu đài La Calahorra

- Other castles into the municipality of Motril và Gualchos

### Huelva (tỉnh)
- Alfayat of la Peña
- Mosque hermitage of Almonaster la Real
- Lâu đài Aracena
- Lâu đài Aroche
- Lâu đài Ayamonte
- Lâu đài Cortegana
- Lâu đài Cumbres Mayores
- Lâu đài fortress of Los Zúñiga (Cartaya)
- Lâu đài Gibraleón
- Lâu đài Moguer
- Lâu đài los Guzmanes (Niebla)
- Lâu đài Paymogo
- Lâu đài San Pedro de Huelva
- Lâu đài Sanlúcar de Guadiana
- Santa Olalla del Cala#The Castle
- Tháp del Catalán
- Tháp de Isla Canela

### Jaén (tỉnh)
- Lâu đài Jaén
- Lâu đài Alcaudete
- Lâu đài Aldehuela
- Lâu đài Andújar
- Lâu đài Arjona
- Lâu đài Begíjar
- Lâu đài Boabdil (Porcuna)
- Lâu đài Bujaraiza

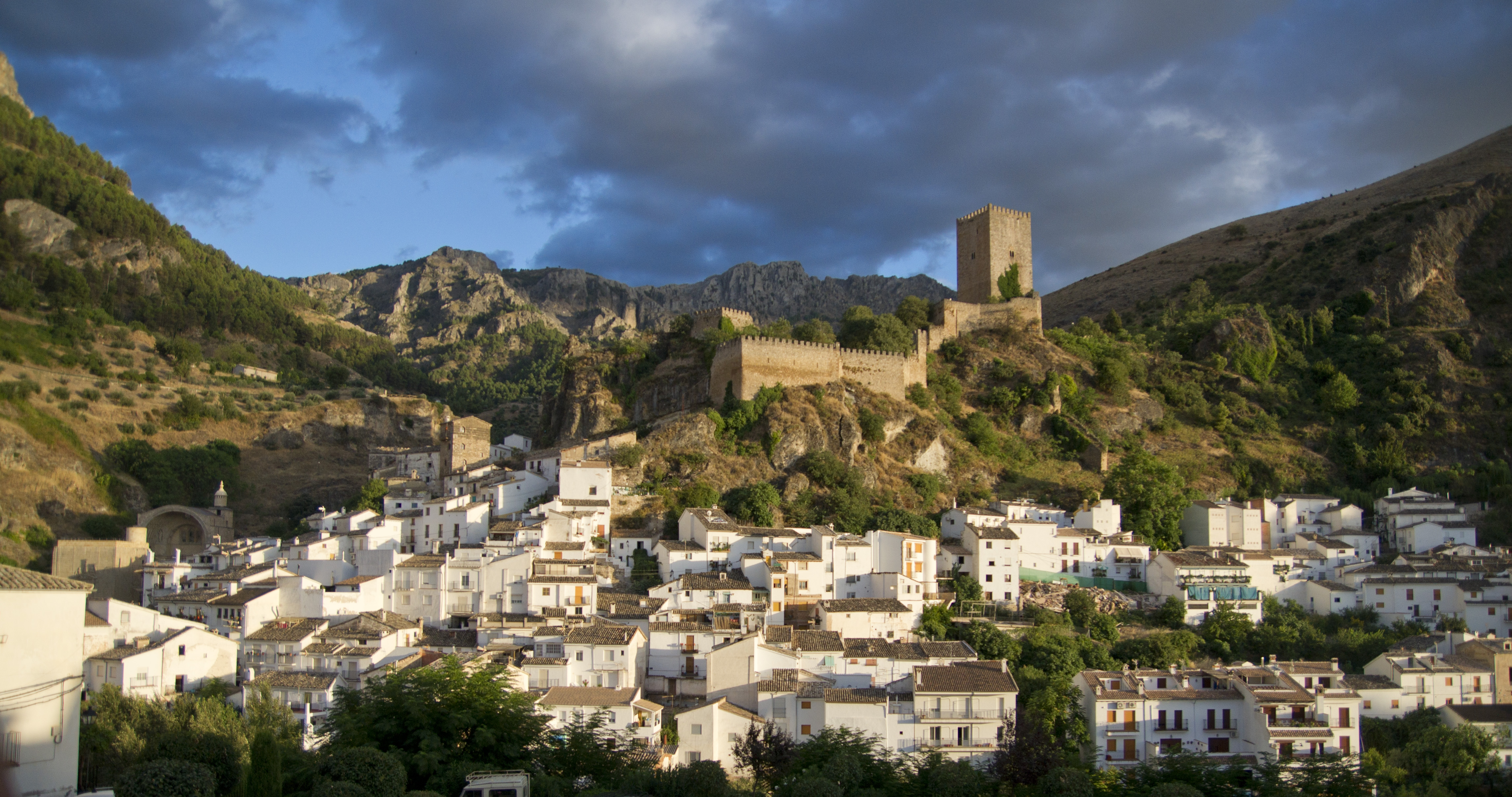
Lâu đài la Yedra

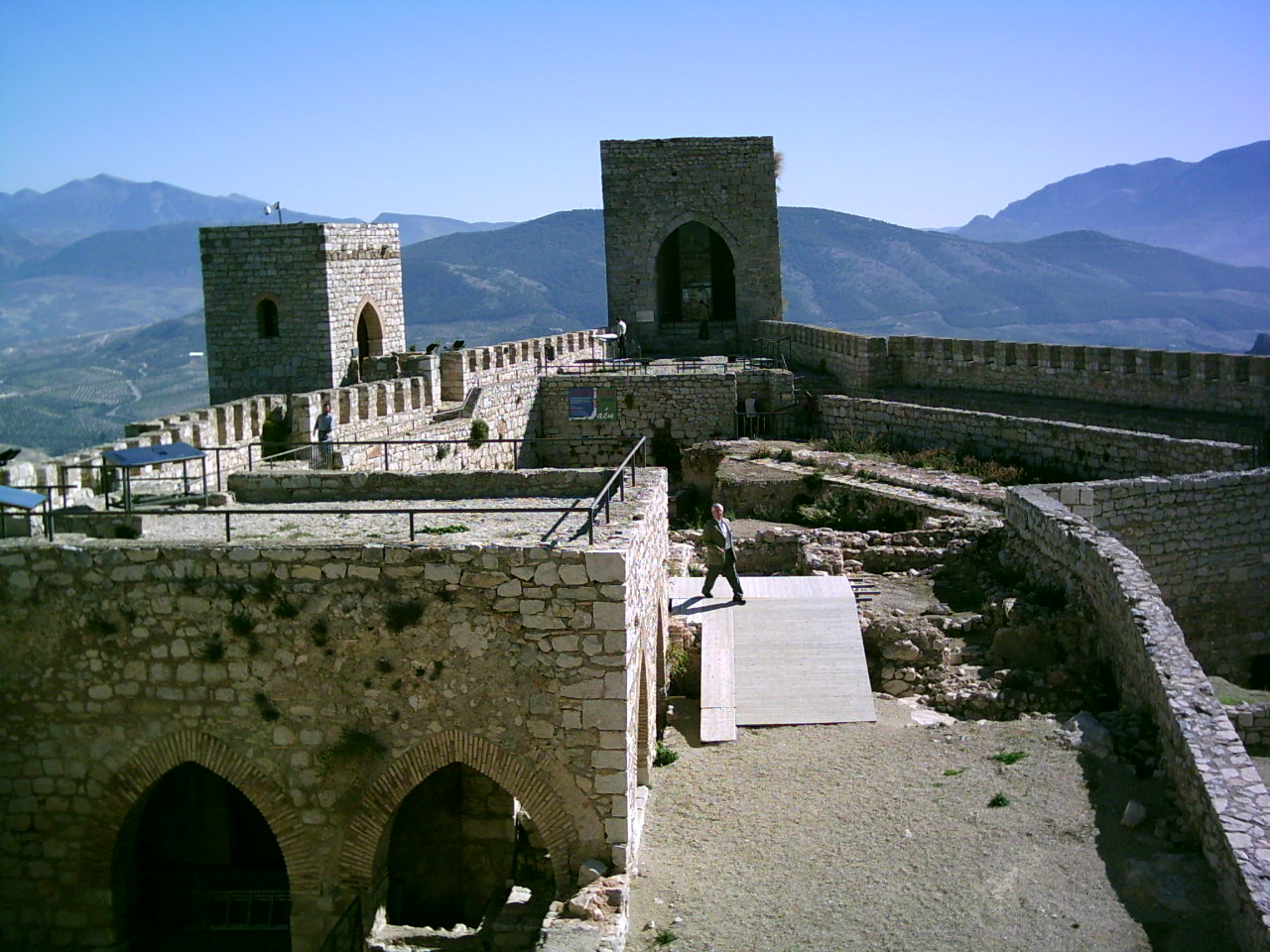
Lâu đài Santa Catalina

- Lâu đài Burgalimar (Baños de la Encina)
- Lâu đài Canena
- Lâu đài Cardete
- Lâu đài Castro Ferral (Santa Elena)
- Lâu đài Fuencubierta
- Lâu đài Giribaile (Vilches)
- Lâu đài Hornos
- Lâu đài Jaén
- Lâu đài Jamilena
- Lâu đài Jódar
- Lâu đài la Aragonesa (Marmolejo)
- Lâu đài la Encomienda de Víboras
- Lâu đài La Guardia de Jaén
- Lâu đài la Iruela
- Lâu đài la Muña
- Lâu đài la Peña de Martos
- Lâu đài la Tobaruela (Linares)
- Lâu đài la Villa de Martos
- Lâu đài la Yedra
- Lâu đài del Berrueco (Torredelcampo)
- Lâu đài Linares
- Lâu đài Lopera
- Lâu đài Sabiote
- Lâu đài del Trovador Macías (Arjonilla)
- Lâu đài las Navas de Tolosa
- Lâu đài Otíñar
- Lâu đài Peñaflor (Jaén)
- Lâu đài Peñolite
- Lâu đài the Peñón
- Lâu đài Tíscar
- Lâu đài Torredonjimeno
- Lâu đài Torre Alcázar
- Lâu đài Torre Venzala
- Lâu đài Torres de Albanchez
- Lâu đài Toya
- Lâu đài Santa Catalina (Jaén) (Jaén)
- Lâu đài Santa Eufemia (Cástulo)
- Lâu đài Segura de la Sierra
- Castillejo de Zumel
- Lâu đài la Torre de Martos
- Lâu đài Vilches
- Pháo đài la Mota (Alcalá la Real)
- Các tháp Santa Catalina
- Tháp Olvidada
- Tháp Santa Ana (Alcalá la Real)
- Peñas de Castro
- Tường thành Jaén
- Tường thành Úbeda

### Málaga (tỉnh)
- Alcazaba of Málaga
- Lâu đài Gibralfaro (Málaga)
- Sohail Castle
- Alcazaba of Antequera
- Alcazaba of Vélez-Málaga
- Lâu đài del Águila
- Lâu đài Álora
- Lâu đài Archidona
- Bentomiz Castle
- Lâu đài Bezmiliana
- Lâu đài Cártama
- Lâu đài Hins-Canit
- Lâu đài Jévar
- Lâu đài Santa Catalina (Málaga)
- Lâu đài Zalia
- Tháp Battery of La Cala del Moral
- Tháp Bermeja (Benalmádena)
- Tháp Calaburras
- Torre Ladrones
- Torre Río Real
- Tháp Calaburras
- Tháp Molinos
- Tháp del Muelle
- Tháp Quebrada

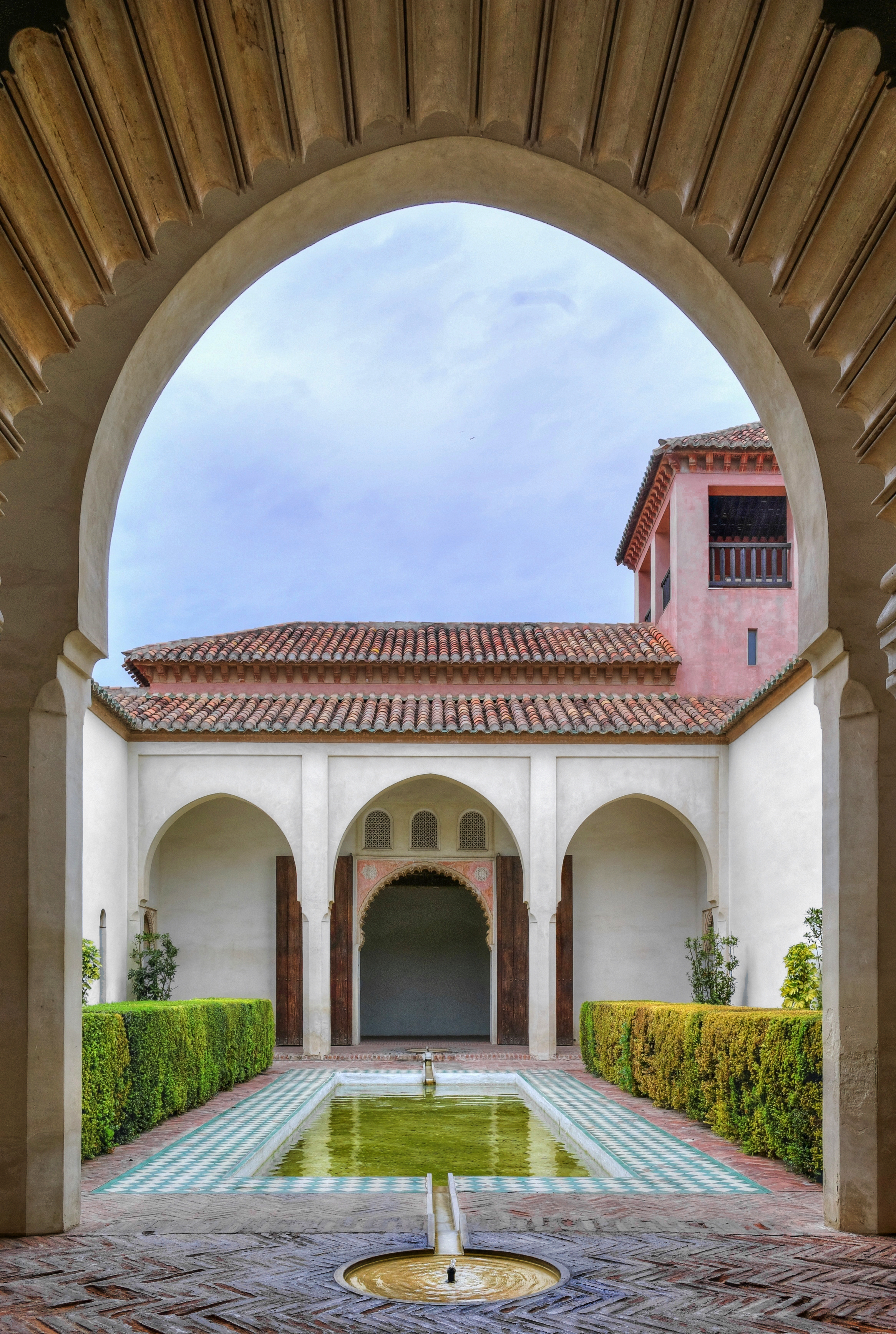
Alcazaba of Málaga.

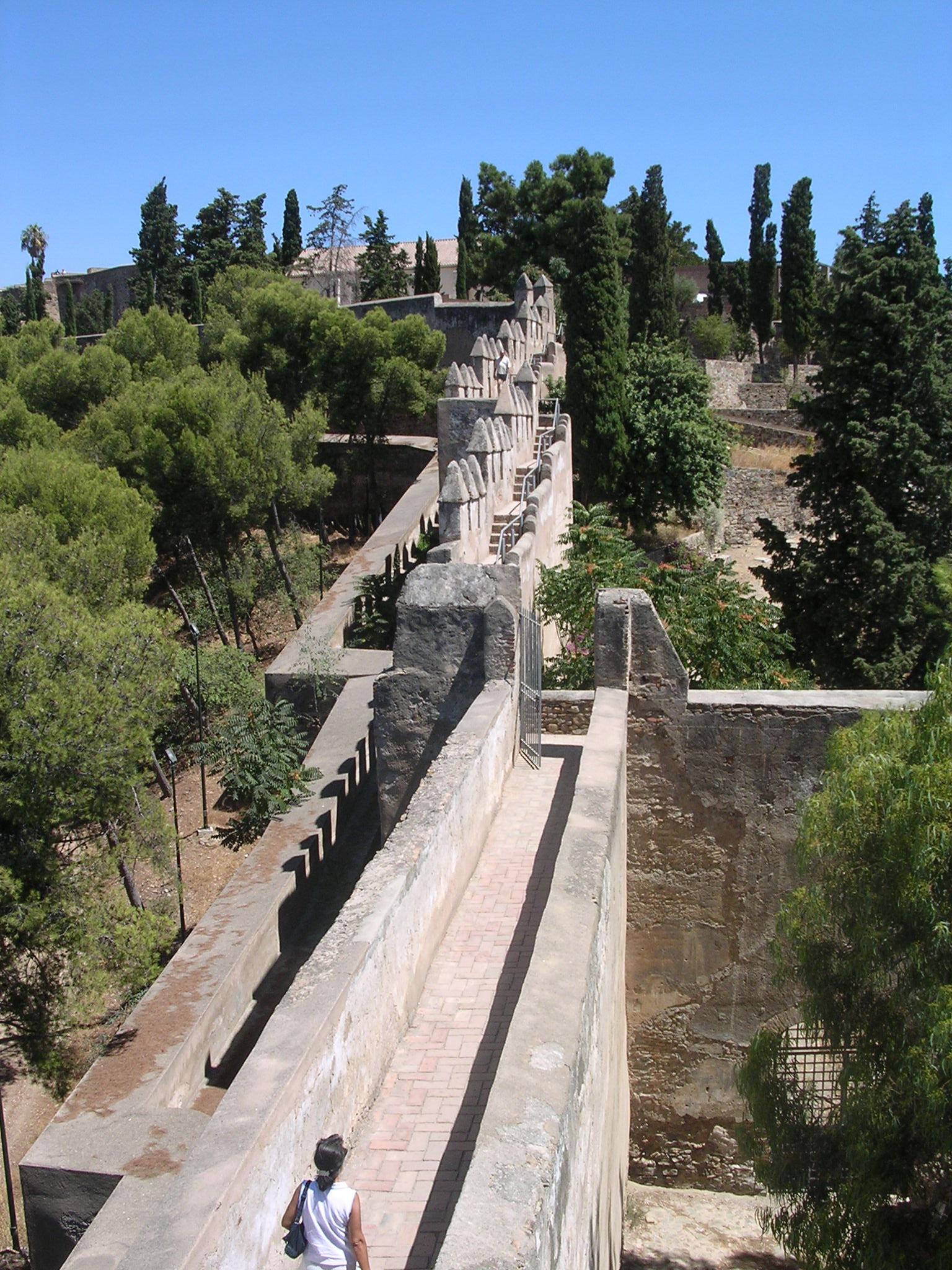
Gibralfaro Castle, Málaga.

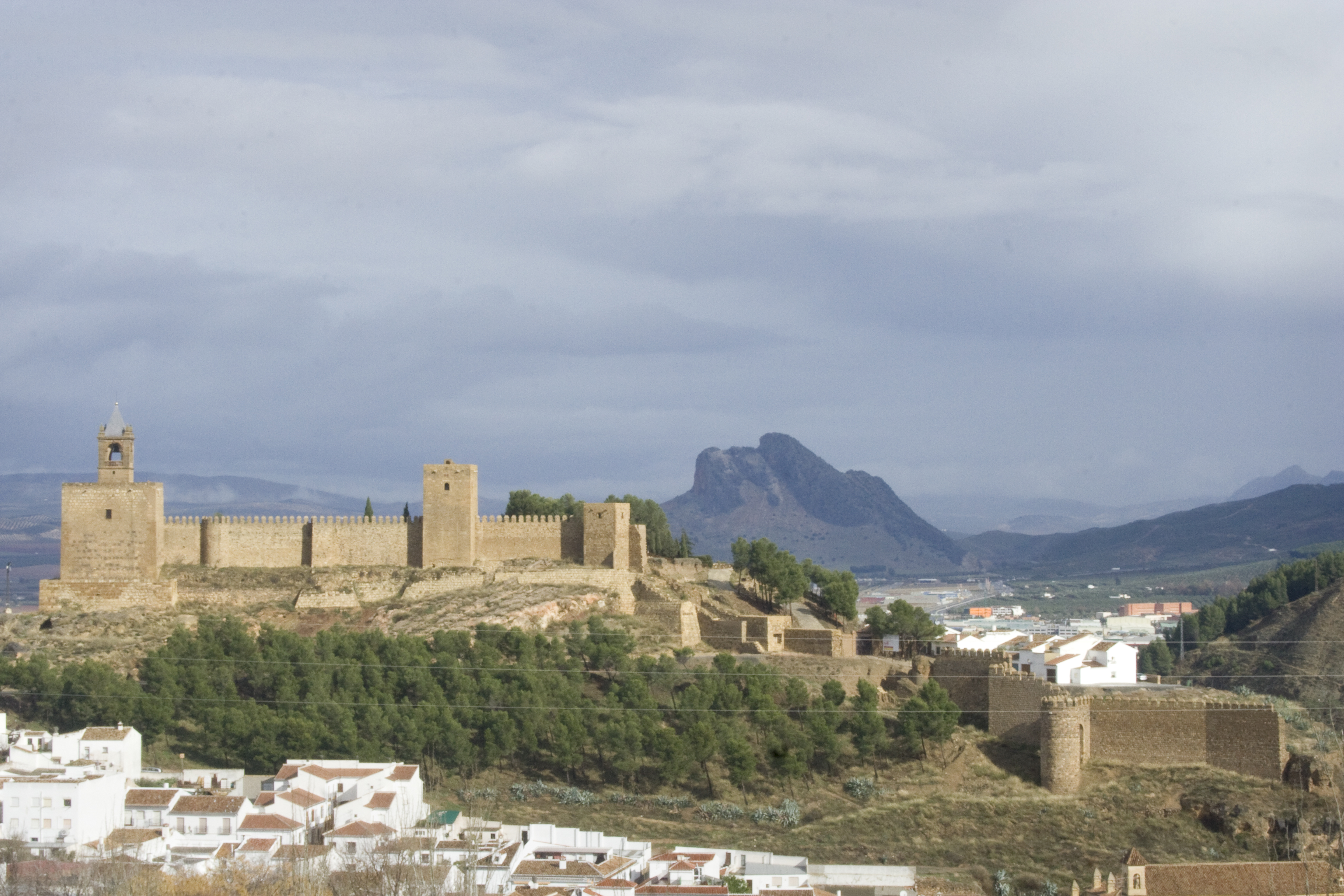
Alcazaba of Antequera

- Nasrid Walls and Port Walls (Málaga)
- Phoenician Walls of Málaga
- Muralla urbana de Marbella

### Sevilla (tỉnh)
- Alcázar of the King Don Pedro

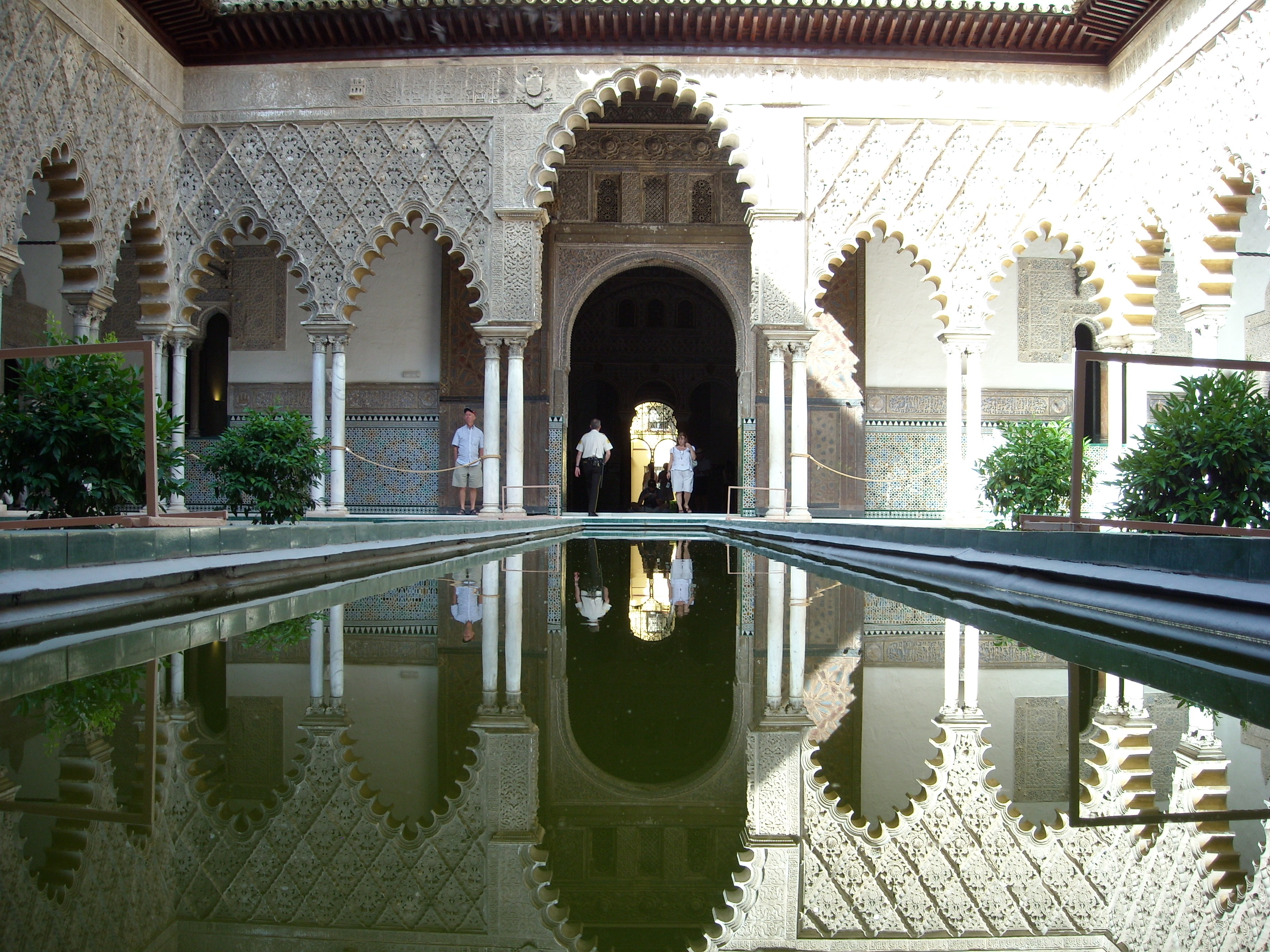
Alcázar of Seville

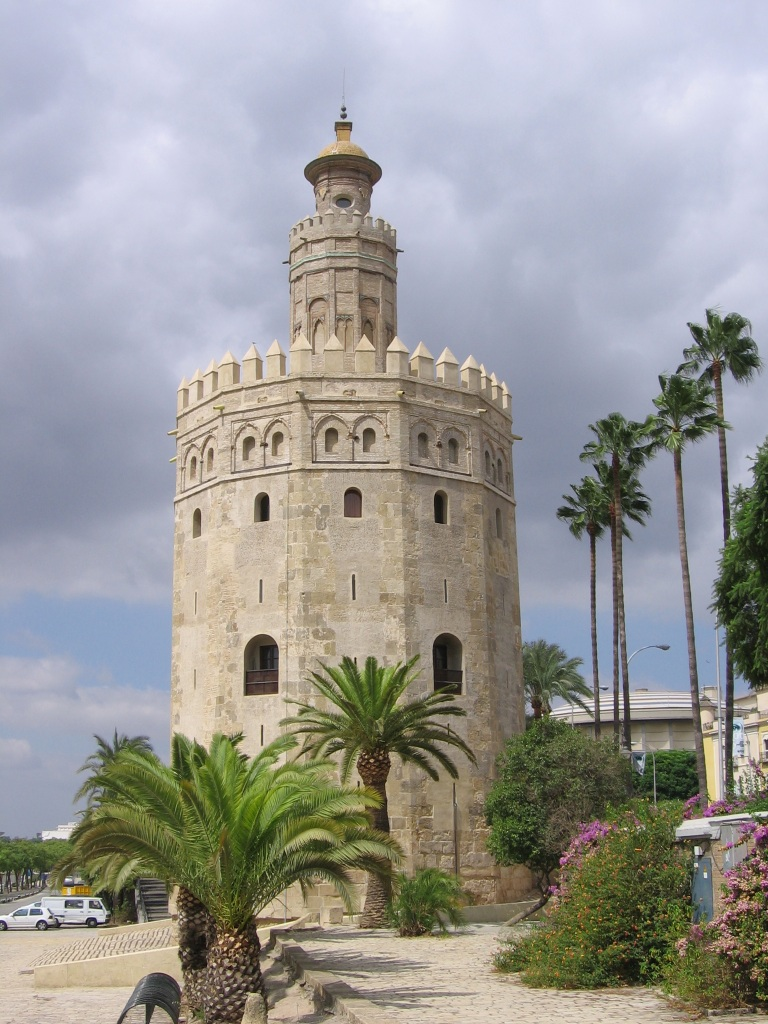
Torre del Oro

- Alcázar Puerta de Sevilla, Carmona
- Alcazar of Alcalá de Guadaíra
- Alcázar của Sevilla
- Lâu đài Cote (Montellano)
- Lâu đài El Coronil
- Lâu đài El Real de la Jara
- Lâu đài Estepa
- Lâu đài las Aguzaderas (El Coronil)
- Lâu đài Lebrija
- Lâu đài Los Molares
- Lâu đài Luna (Mairena del Alcor)
- Lâu đài Marchenilla (Alcalá de Guadaíra)
- Lâu đài Morón de la Frontera
- Lâu đài Setefilla
- Lâu đài Utrera
- Tháp Abd el Aziz
- Torre del Oro
- Torre de la Plata
- Tháp la Rijana
- Tháp los Herberos

## Asturias

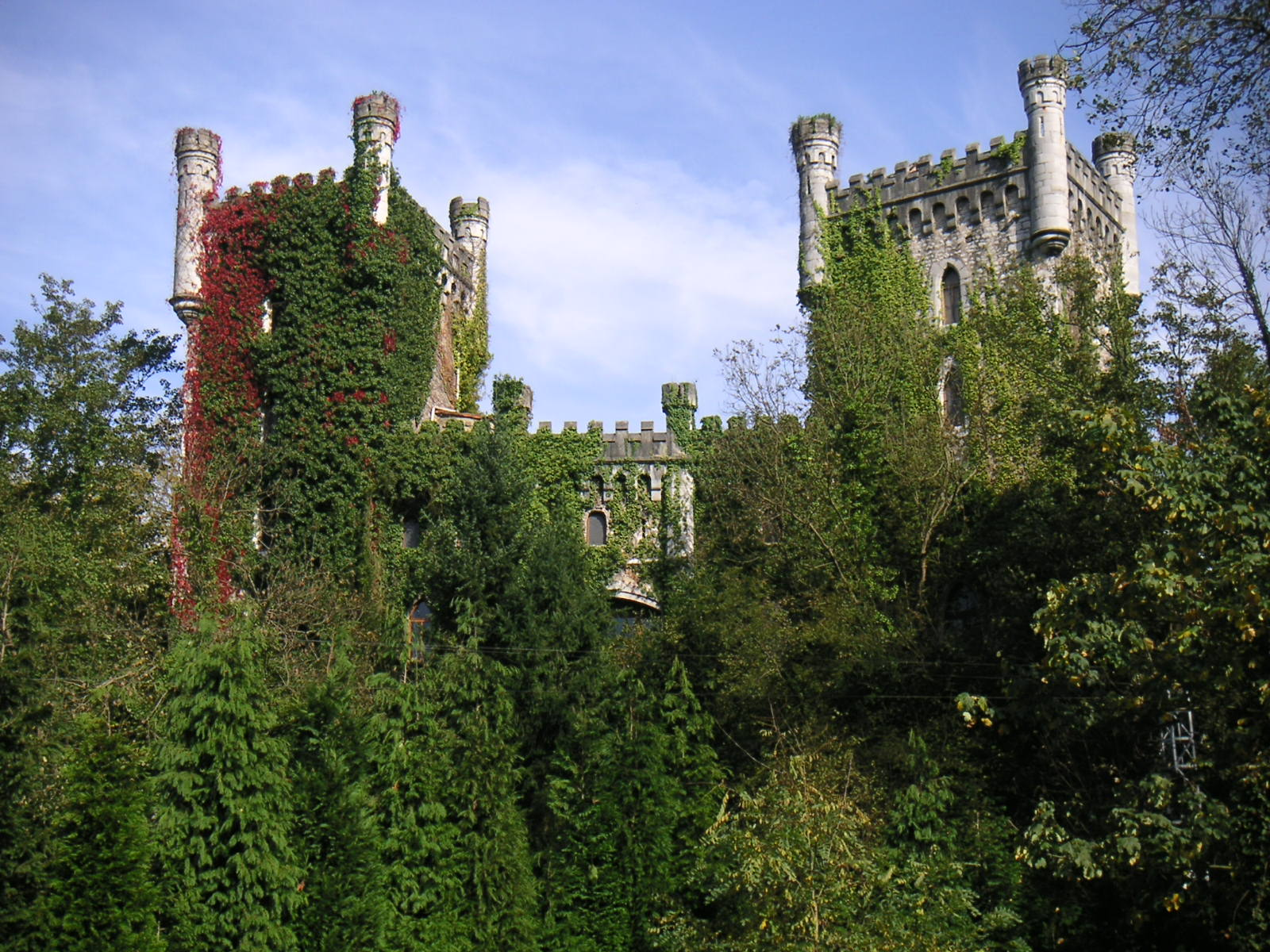
Lâu đài Las Caldas

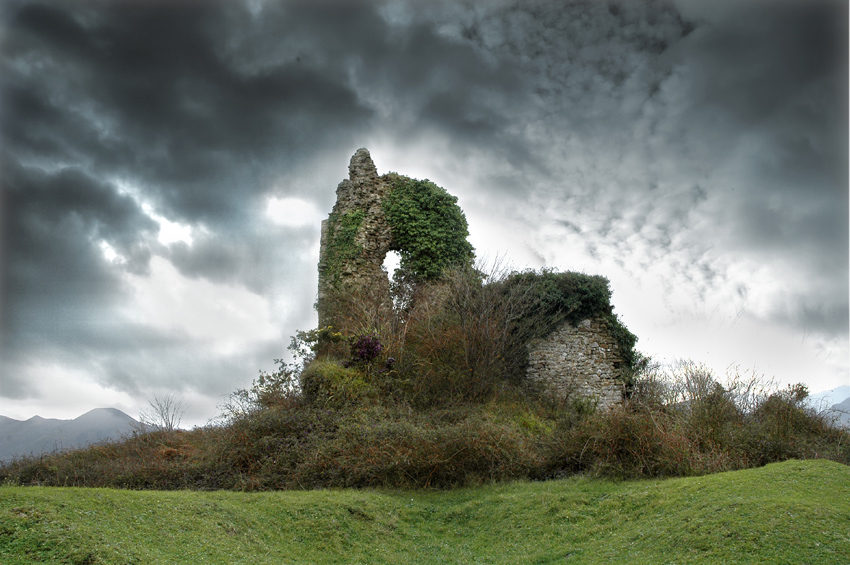
Lâu đài Tudela

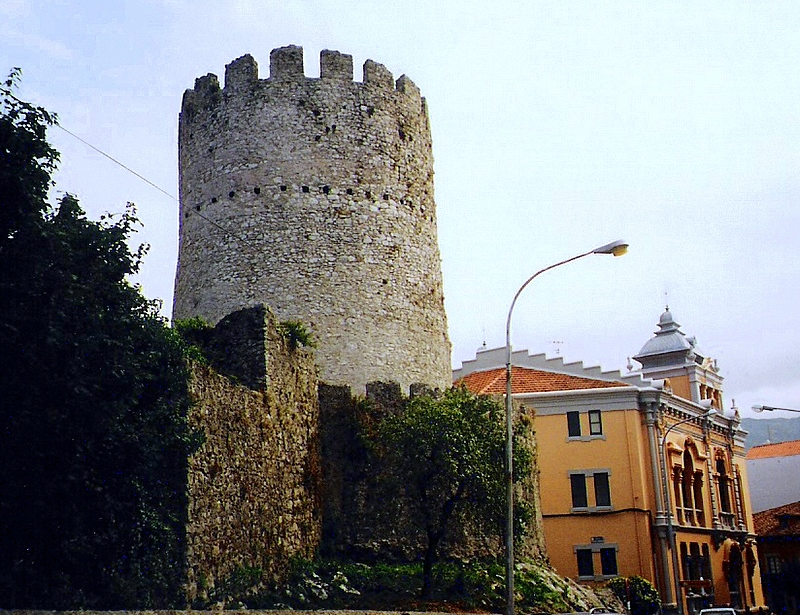
Torreón of Llanes

- Lâu đài Alba (Quirós)
- Lâu đài Alba (Somiedo)
- Lâu đài Alesga
- Lâu đài Campogrande
- Lâu đài Las Caldas
- Lâu đài la Cabezada
- Lâu đài Gauzón
- Lâu đài Peña Manil
- Castillo de Salas (castle)
- Lâu đài San Martín
- Lâu đài Soto (Aller)
- Lâu đài Soto (Ribera de Arriba)
- Lâu đài Soto de los Infantes
- Lâu đài Tudela
- Lâu đài Villademoros
- Lâu đài Villamorey
- Palace Ferrera (Báscones)
- El Torreón
- Torreón of Llanes
- Torreón of Lludeña
- Torreón of Peñerudes
- Tháp del Valledor
- Tháp the Lâu đài Yabio
- Tháp los Valdés
- Tháp Proaza
- Tháp la Quintana
- Tháp los Valdés
- Tháp San Julián
- Tháp Tronquedo
- Tường thành Oviedo

## Xứ Basque (cộng đồng tự trị)

### Álava
- Lâu đài Zabala
- Lâu đài Gebara
- Lâu đài Eskibel
- Lâu đài Ocio
- Roman Oppidum of Iruña-Veleia
- Tháp Mendoza
- Tháp los Varona
- Tháp Barrón
- Tháp Doña Otxanda in Vitoria, Tây Ban Nha
- Tháp Orgaz và Tháp Kondestable
- Tháp Negorta
- Tháp-House of Calderondar eta Salazatar
- Tháp-House of Galartza
- Tường thành Vitoria-Gasteiz
- Old town of Vitoria-Gasteiz
- Walled town of Labraza
- Walled town of Antoñana
- Walled town of Laguardia, Álava
- Walled town of Gatzaga Buradon
- Walled town of Peñacerrada-Urizaharra

### Guipuscoa
- Lâu đài Gaztelu Zahar
- Lâu đài Charles V (Hondarribia)

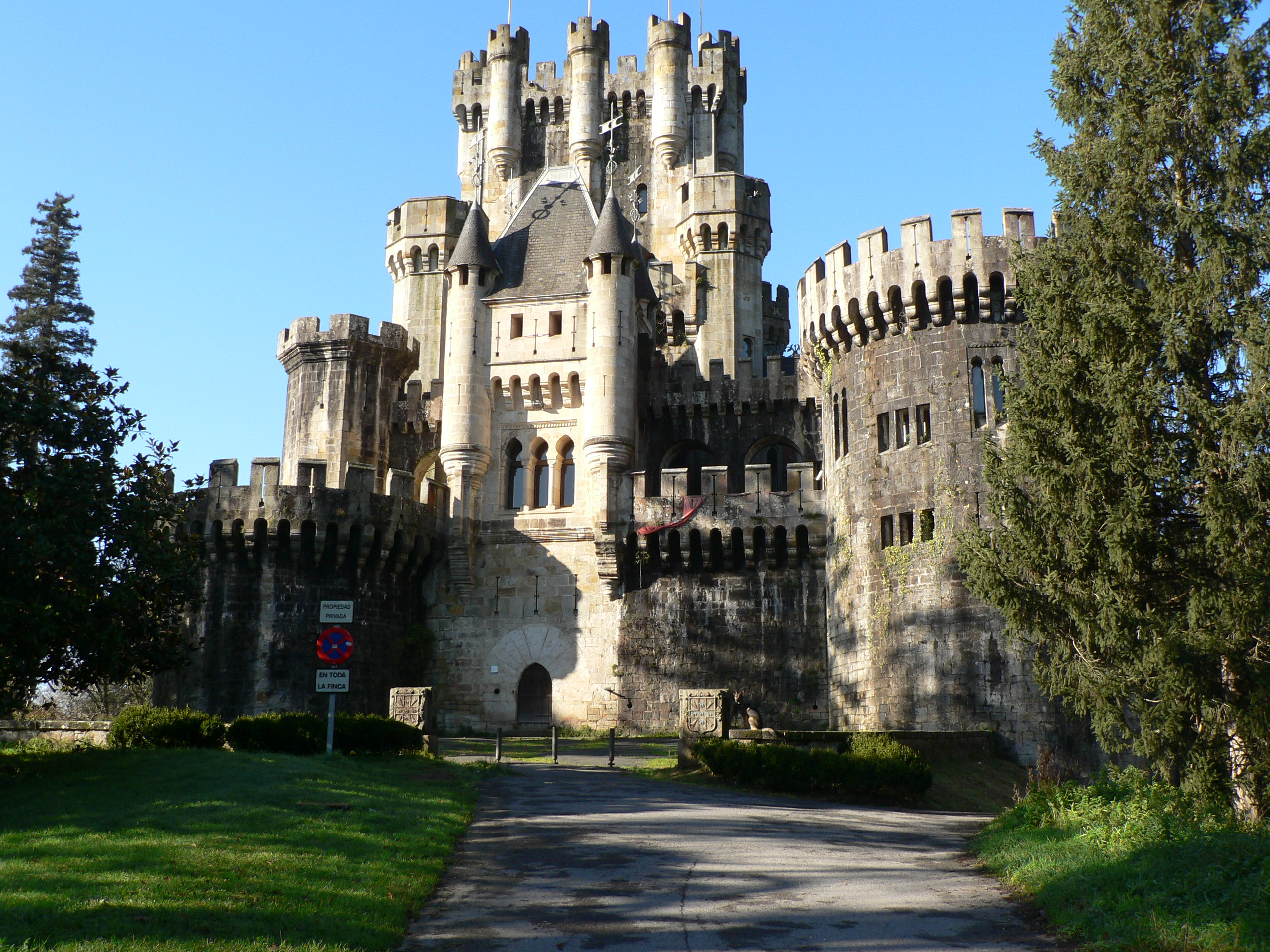
Lâu đài Butrón

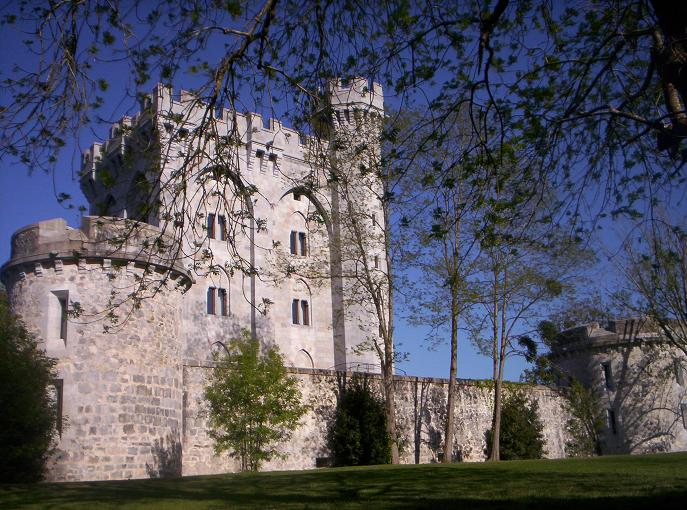
Lâu đài Empress Eugénie de Montijo

- Lâu đài la Mota in the Urgull in San Sebastián
- Lâu đài Atxorrotx
- Fort of San Marcos
- Tháp Idiakez
- Tháp Sasiola
- Tháp Zumeltzegi
- Tháp-House Enparan
- Walled town of Hondarribia
- Walled town of Leintz-Gatzaga

### Biscay
- Butrón
- Castillo Concejuelo
- Castillo de la Emperatriz Eugenia de Montijo
- Lâu đài Muñatoizko San Martin
- Lâu đài Malmasin
- Complex of coastal fortresses of the Mount Serantes
- Fort of la Galea
- Tháp Lezama
- Tháp Malpika
- Tháp Salazar
- Tháp Zamudio
- Tháp Martiartu
- Tháp Muntsaratz
- Tháp-House Likona
- Tháp-House of Urrutia
- Walled town of Bermeo

## Quần đảo Baleares

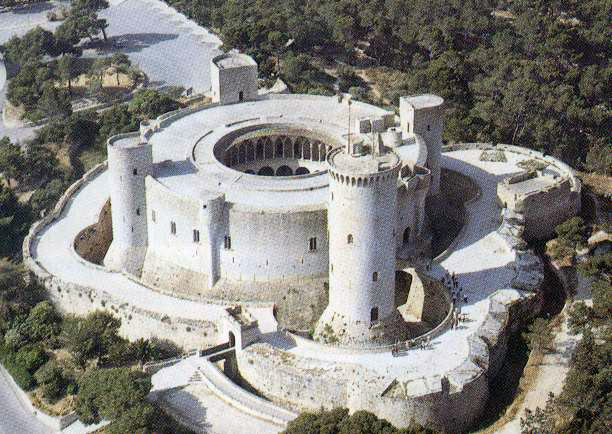
Lâu đài Bellver

- Lâu đài Alaró
- Bellver Castle
- St. Philip's Castle in Mahon
- Lâu đài Bendinat
- Lâu đài Cabrera (Cabrera island)
- Lâu đài Capdepera
- Lâu đài Santa Àgueda
- Lâu đài Santueri
- Pháo đài Sant Carles
- Pháo đài Isabella II

## Quần đảo Canaria
- Lâu đài la Luz
- Lâu đài Mata
- Lâu đài San Felipe (Puerto de la Cruz)
- Lâu đài San Francisco (Las Palmas de Gran Canaria)
- Lâu đài San Miguel (Garachico)
- Lâu đài Guanapay
- Lâu đài Paso Alto (Santa Cruz de Tenerife)
- Lâu đài San Joaquín
- Castillo de San Cristóbal (Santa Cruz de Tenerife)
- Castillo de San Juan Bautista
- Castillo de San Andrés
- Pháo đài Santa Catalina (Las Palmas de Gran Canaria)
- Fort of Almeyda

## Cantabria
- Lâu đài Aldueso
- Lâu đài Allendelagua
- Lâu đài Agüero
- Lâu đài Argüeso
- Lâu đài Castro Urdiales
- Lâu đài Cobejo
- Lâu đài El Collado
- Lâu đài El Haya
- Lâu đài Montehano
- Lâu đài Piñeres
- Lâu đài Pedraja
- Lâu đài San Felices de Buelna

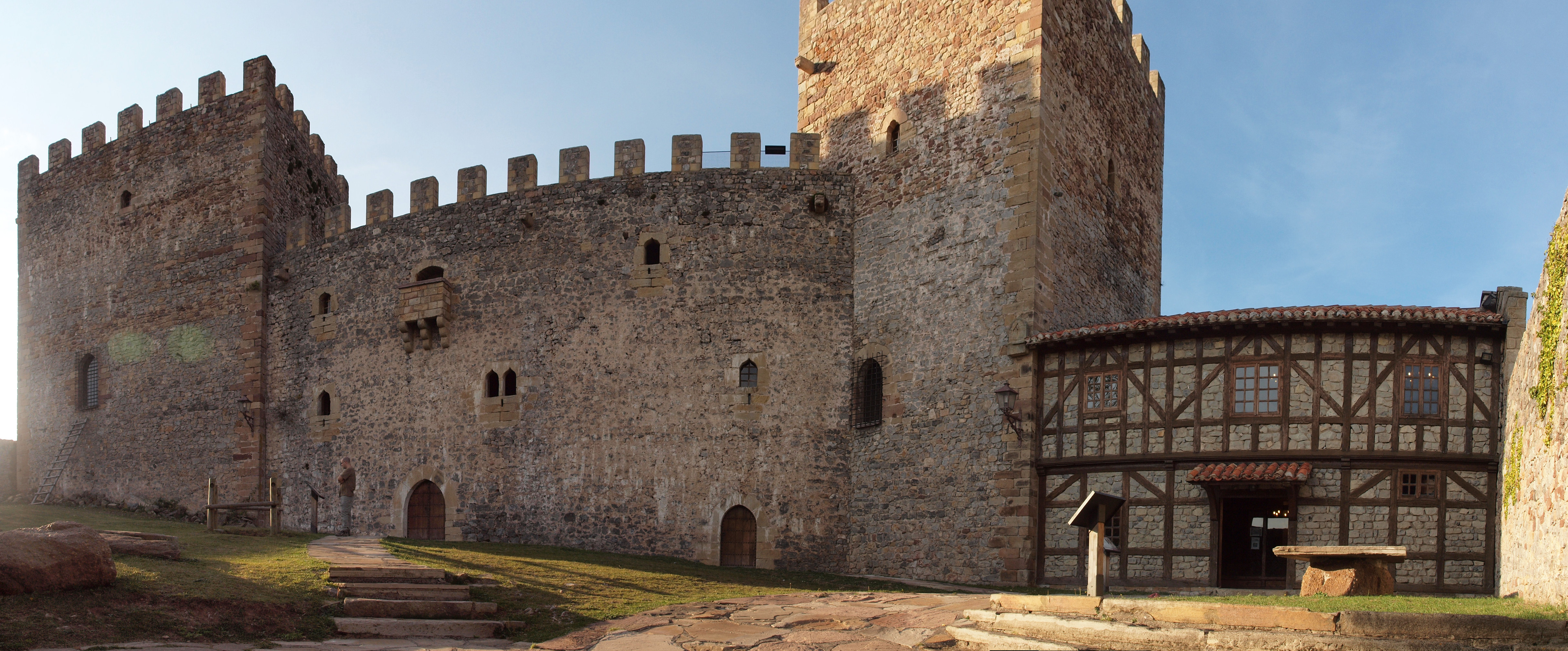
Lâu đài Argüeso

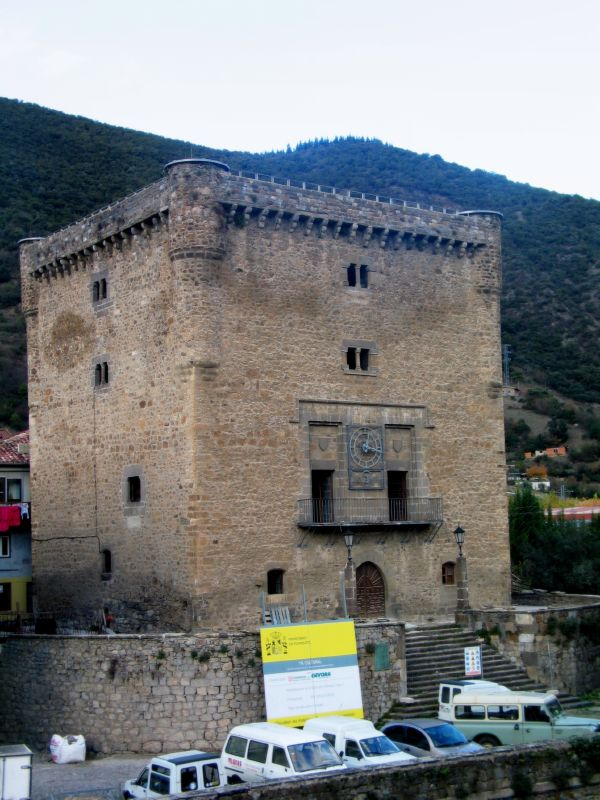
Tower of the Infantado

- Lâu đài San Vicente de la Barquera
- Lâu đài Suances
- Lâu đài Treceño
- Castillo de Villamoñico
- Lâu đài Villegas
- Lâu đài Vispieres
- Palace of Riva-Herrera
- Fort del Mazo
- Battery of San Martín
- Battery of San Martín Alto
- Battery of San Pedro del Mar
- Low Battery of Galvanes
- Torrejón of las Henestrosas
- Torreón of Cartes
- Fortified tower of Venero de Castillo
- Tháp Cabanzón
- Tháp Cadalso
- Tháp Don Borja
- Tháp la Vega (Comillas)
- Tháp los Velasco
- Tháp del Merino
- Tháp Orejón de La Lama
- Tháp Mogrovejo and casona señorial.
- Tháp the Infantado
- Tháp Pero Niño
- Tháp Proaño
- Tháp Ruerrero
- Tháp San Martín de Hoyos
- Tháp San Telmo (Cantabria)
- Tháp Venero
- Tháp-House of Alvarado
- Tháp-House of los Calderón de La Barca

## Castilla và León

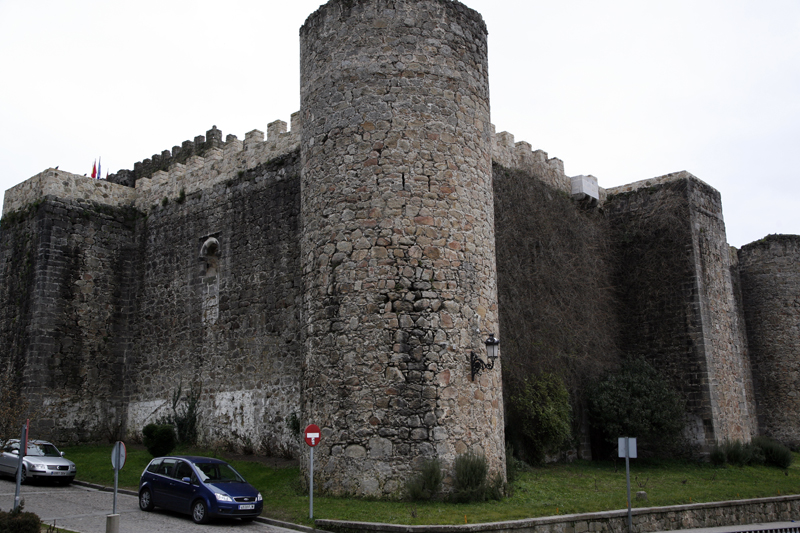
Lâu đài Don Álvaro de Luna

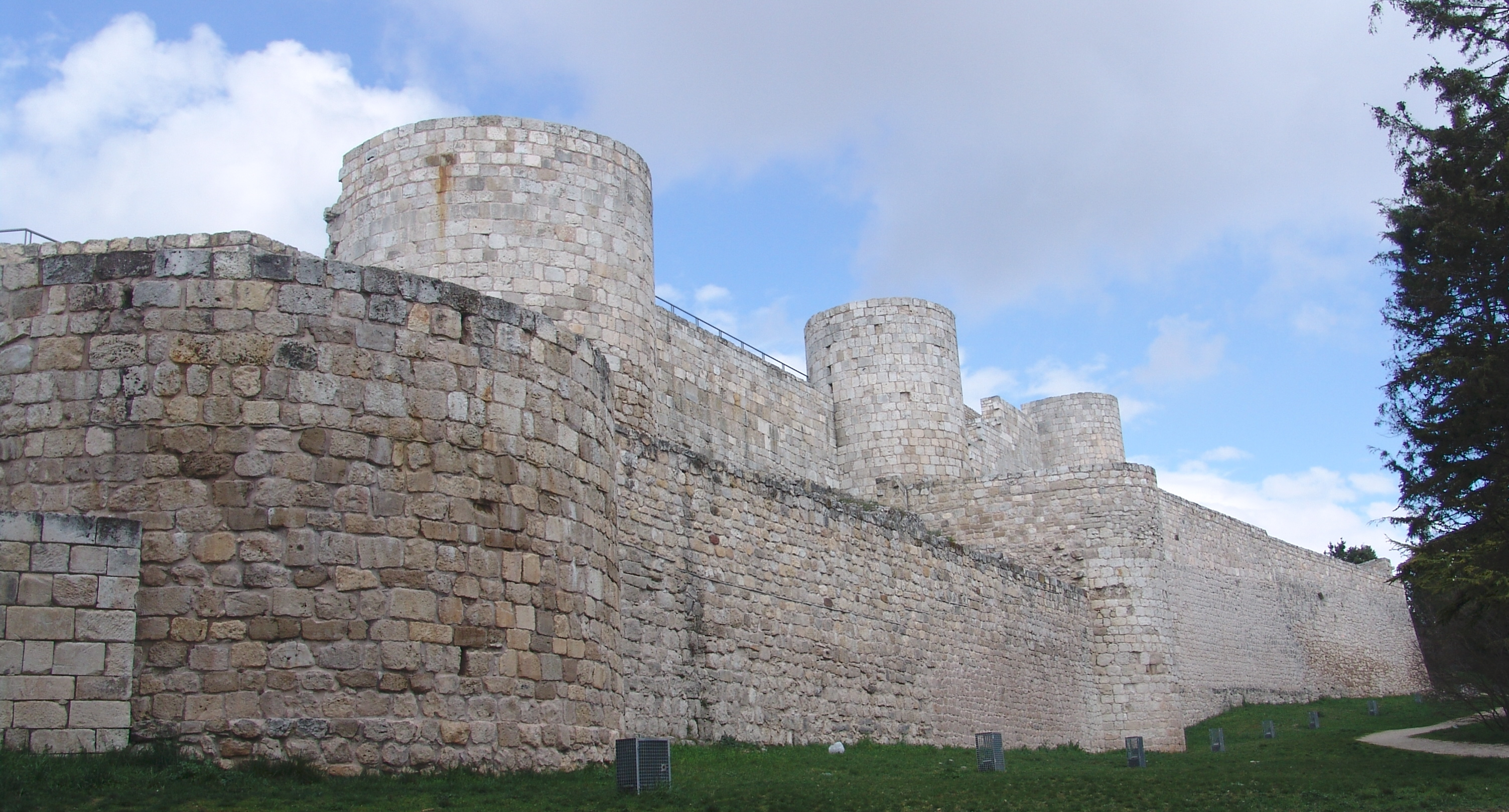
Lâu đài Burgos

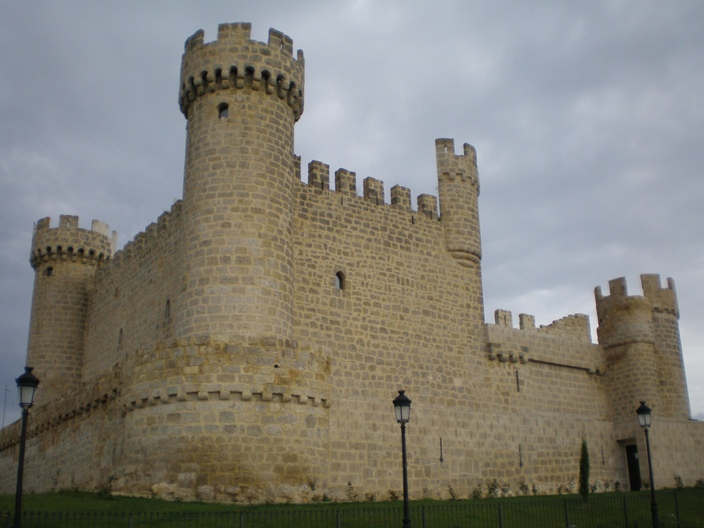
Lâu đài Olmillos de Sasamón

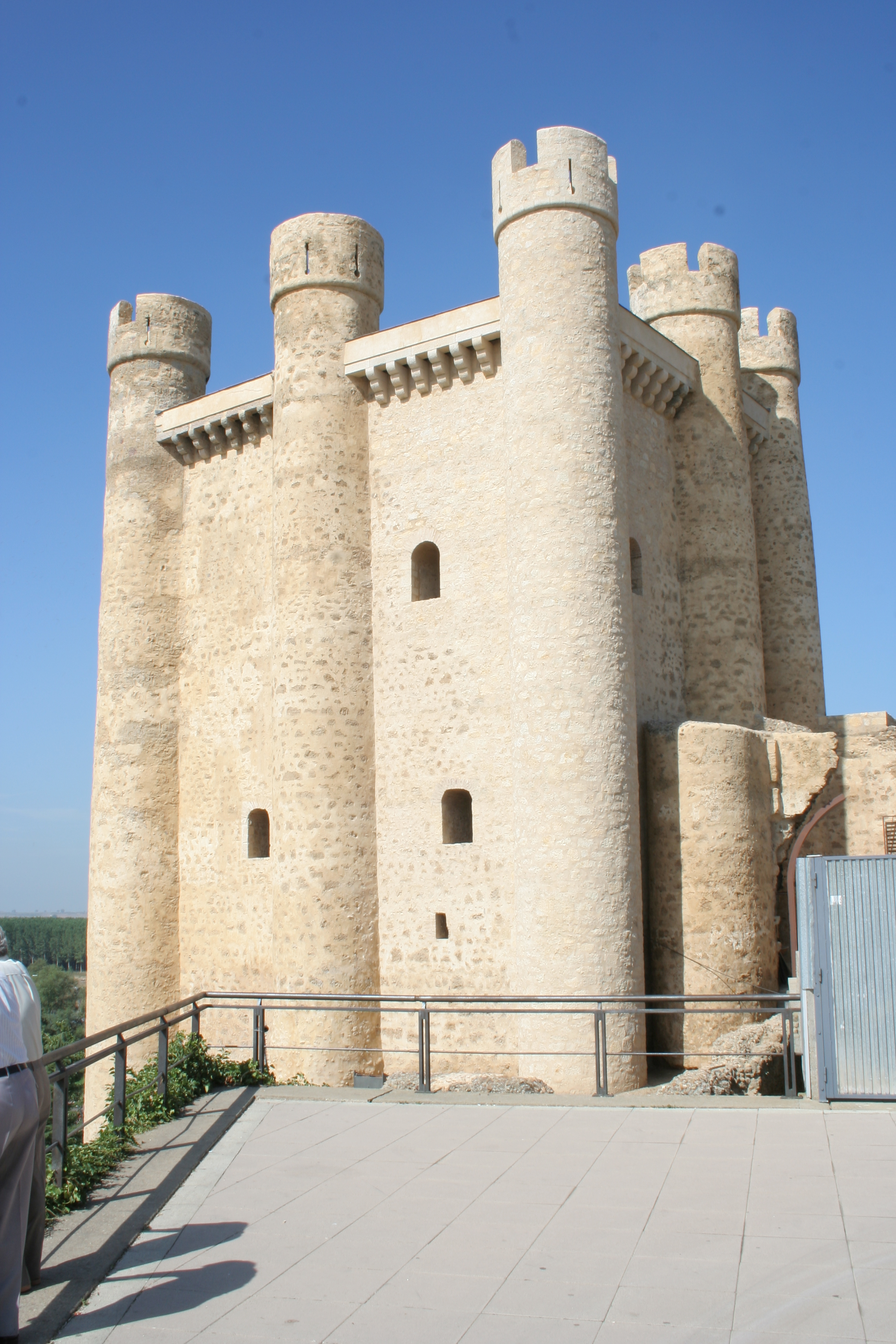
Lâu đài Valencia de Don Juan

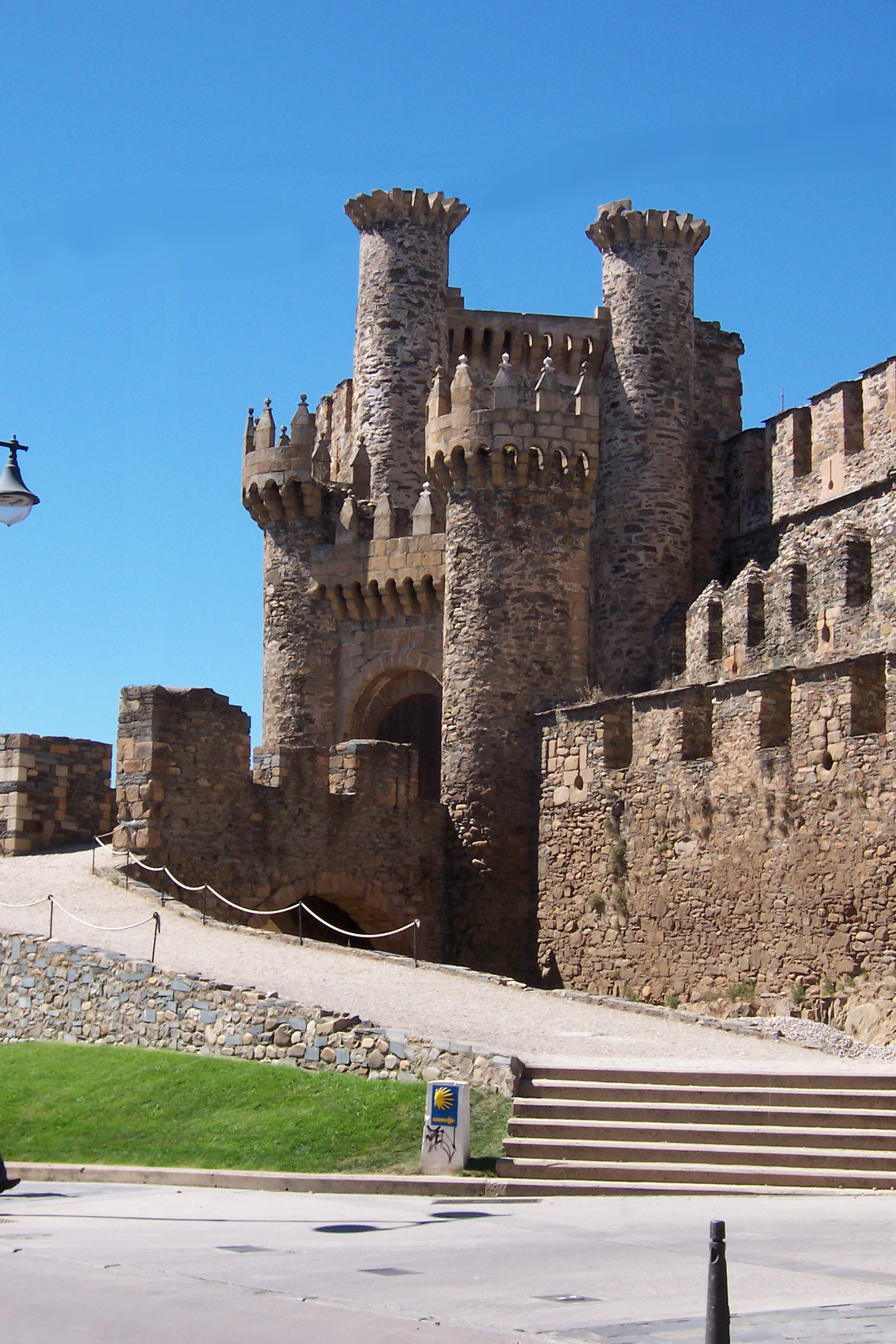
Templar Lâu đài Ponferrada

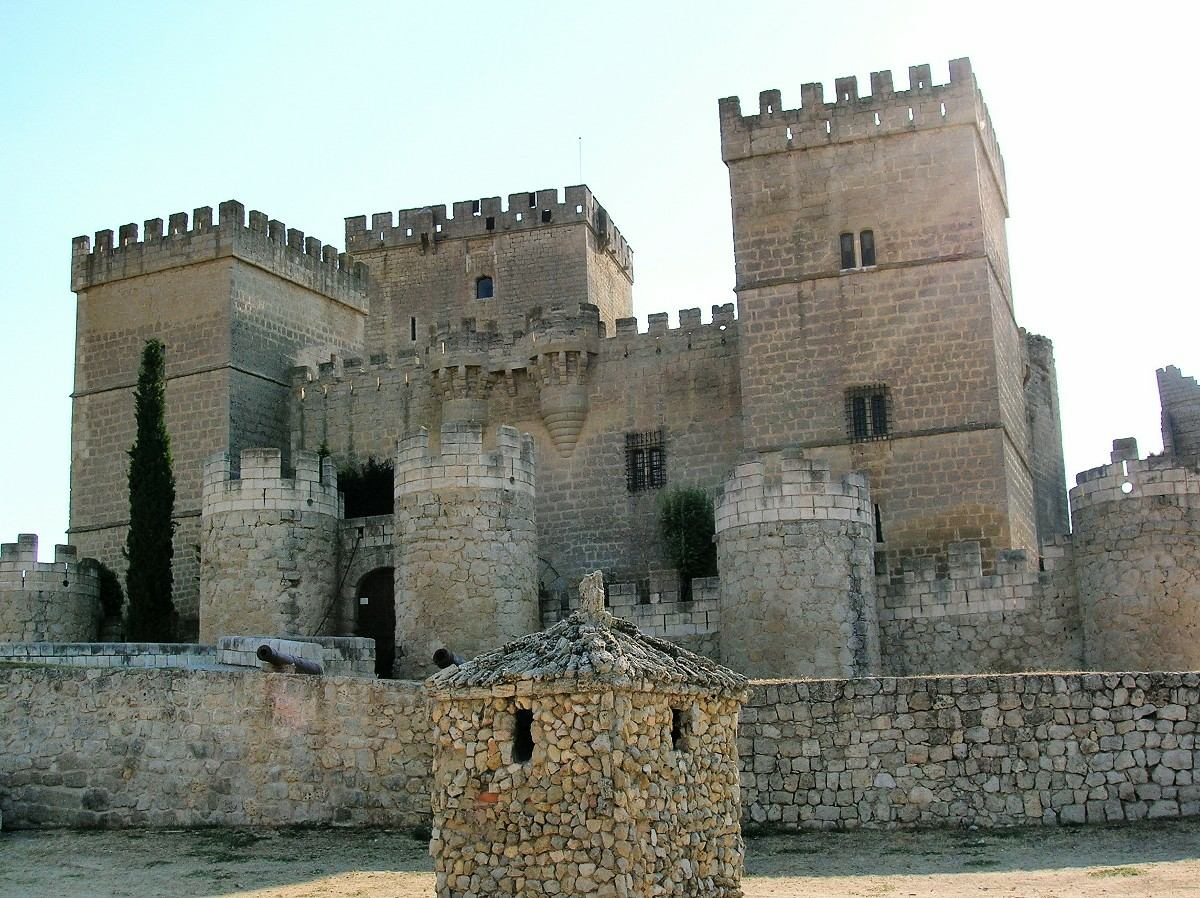
Lâu đài Ampudia

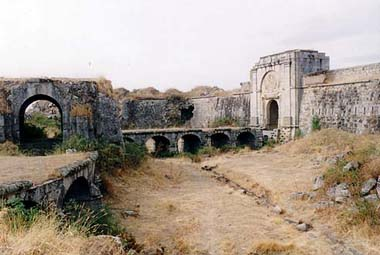
Real Fuerte de la Concepción

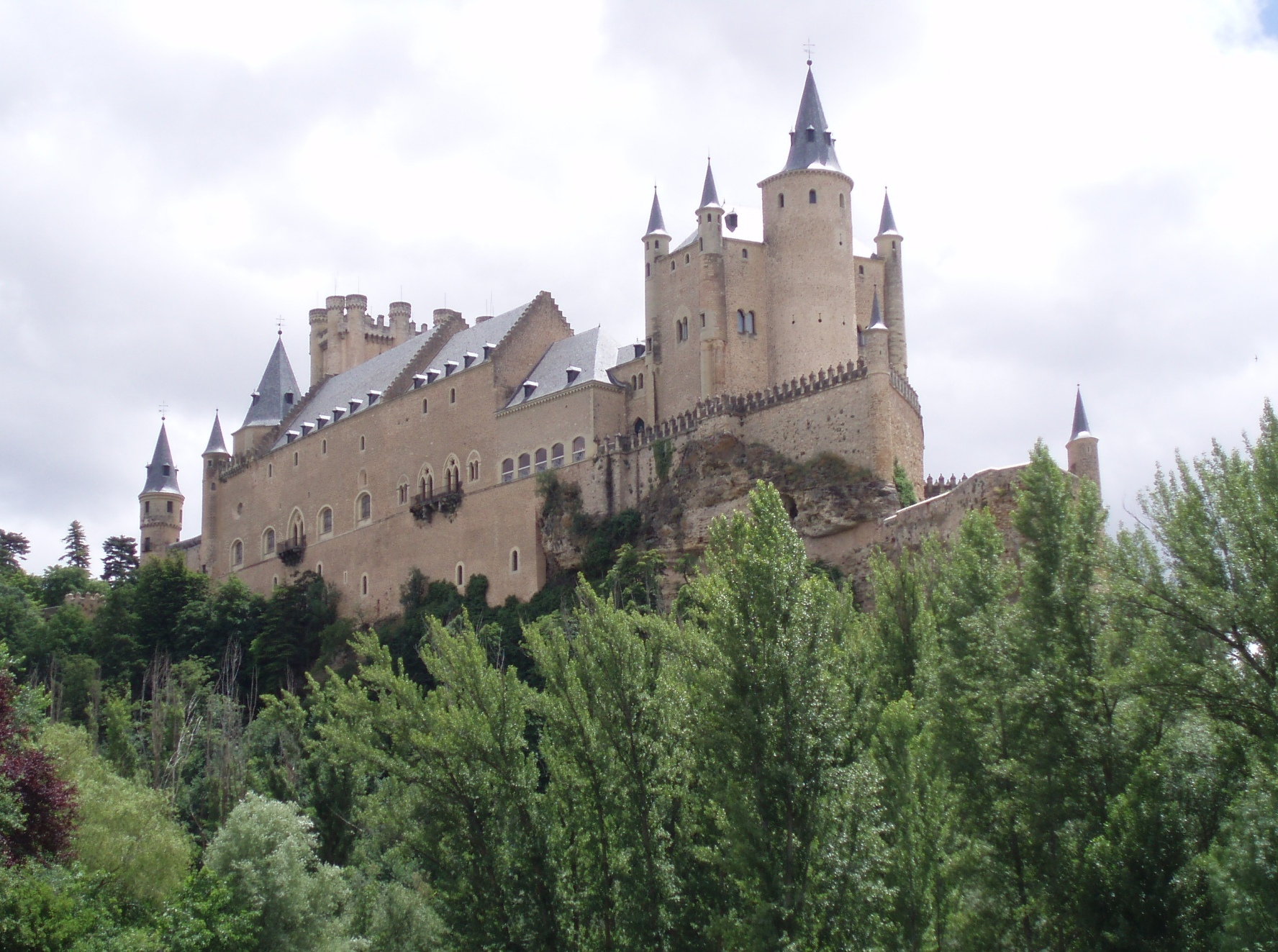
Alcázar of Segovia

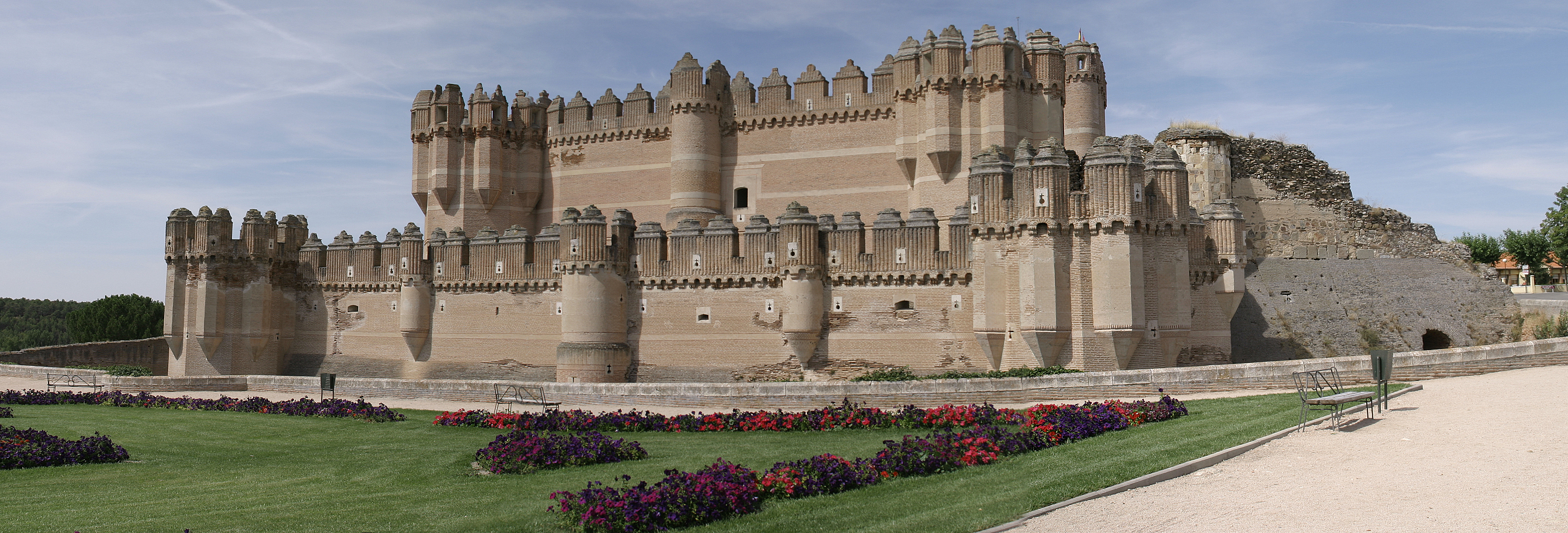
Lâu đài Coca

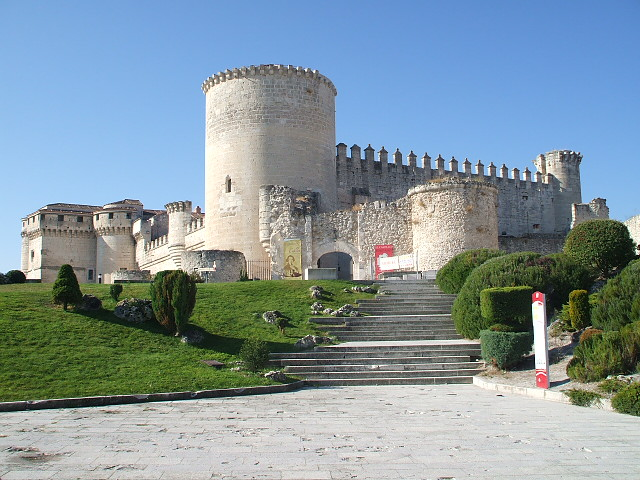
Lâu đài Cuéllar

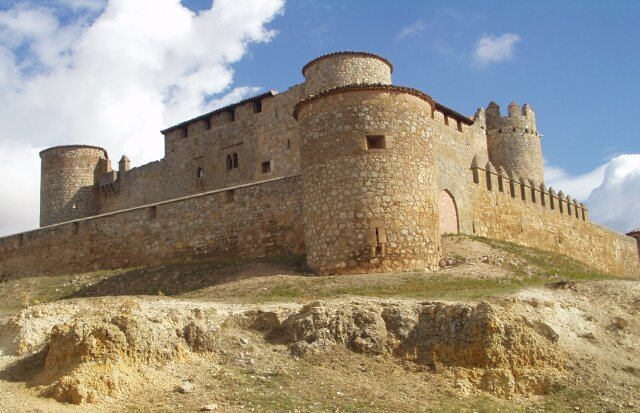
Lâu đài Almenar

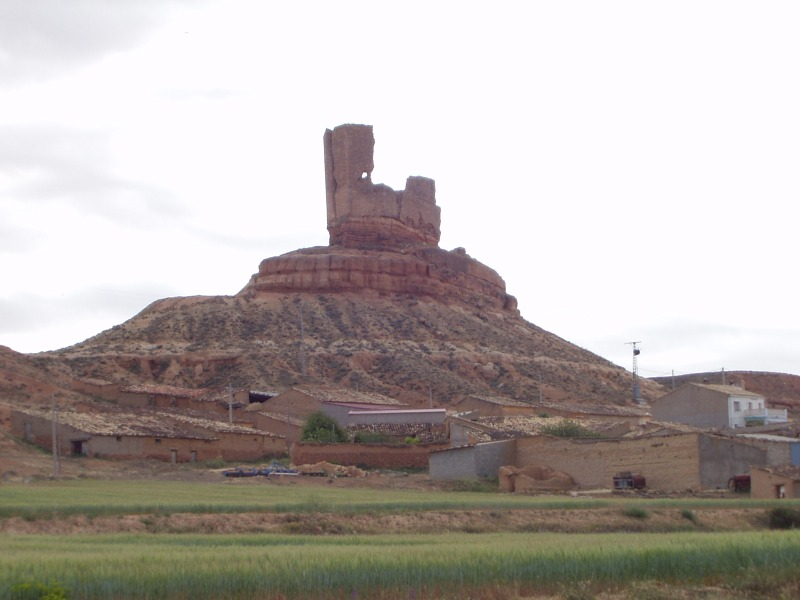
Lâu đài Montuenga

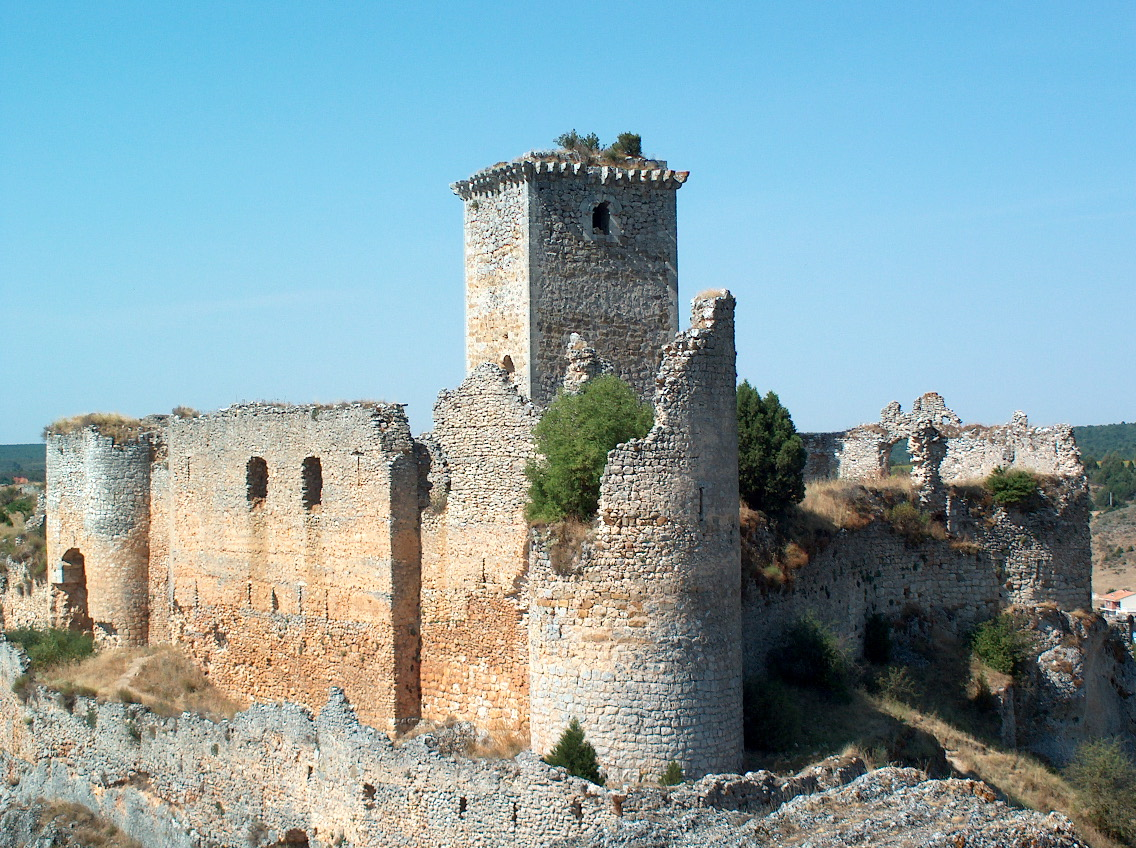
Lâu đài Ucero

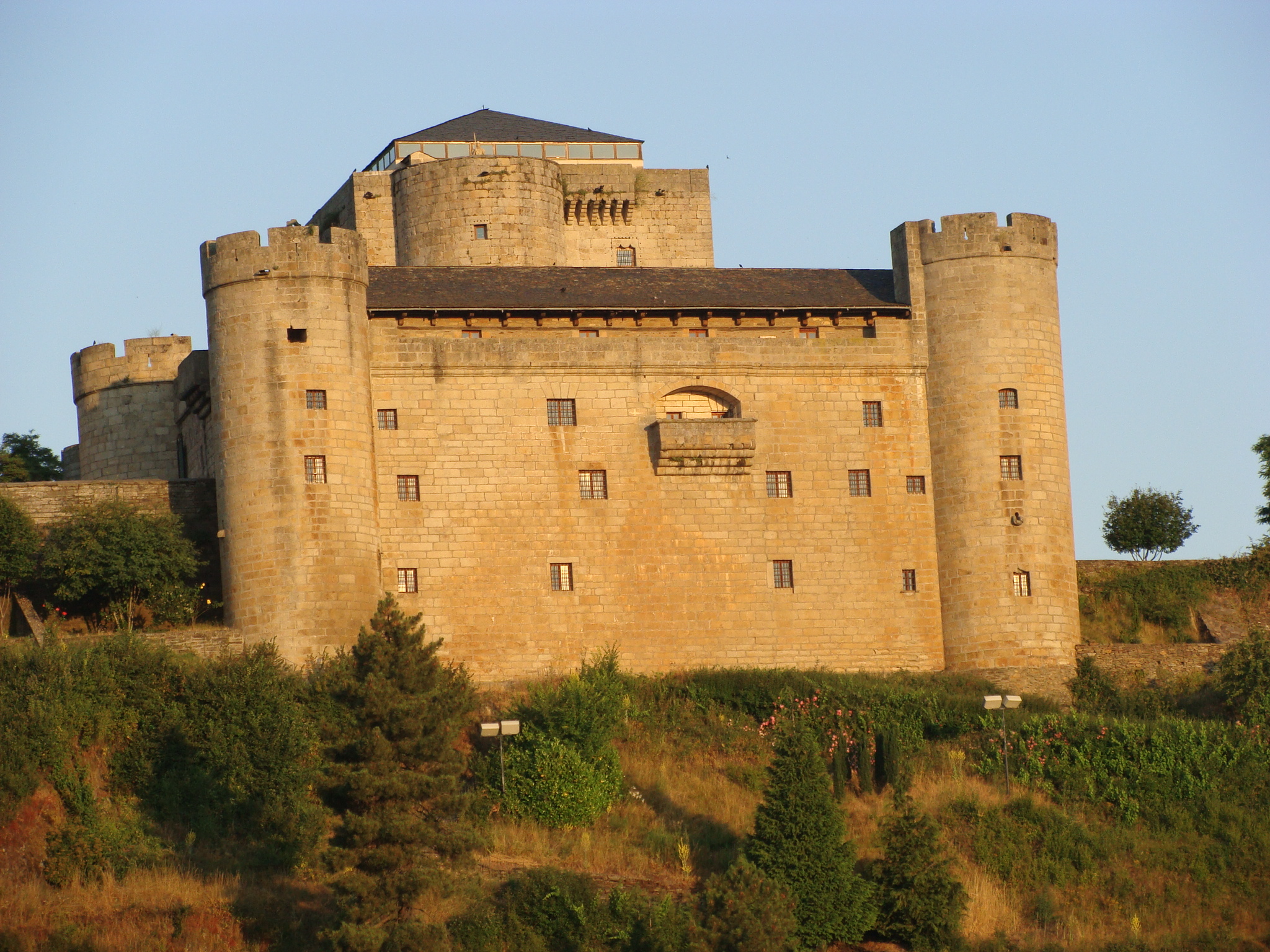
Lâu đài the Counts of Benavente

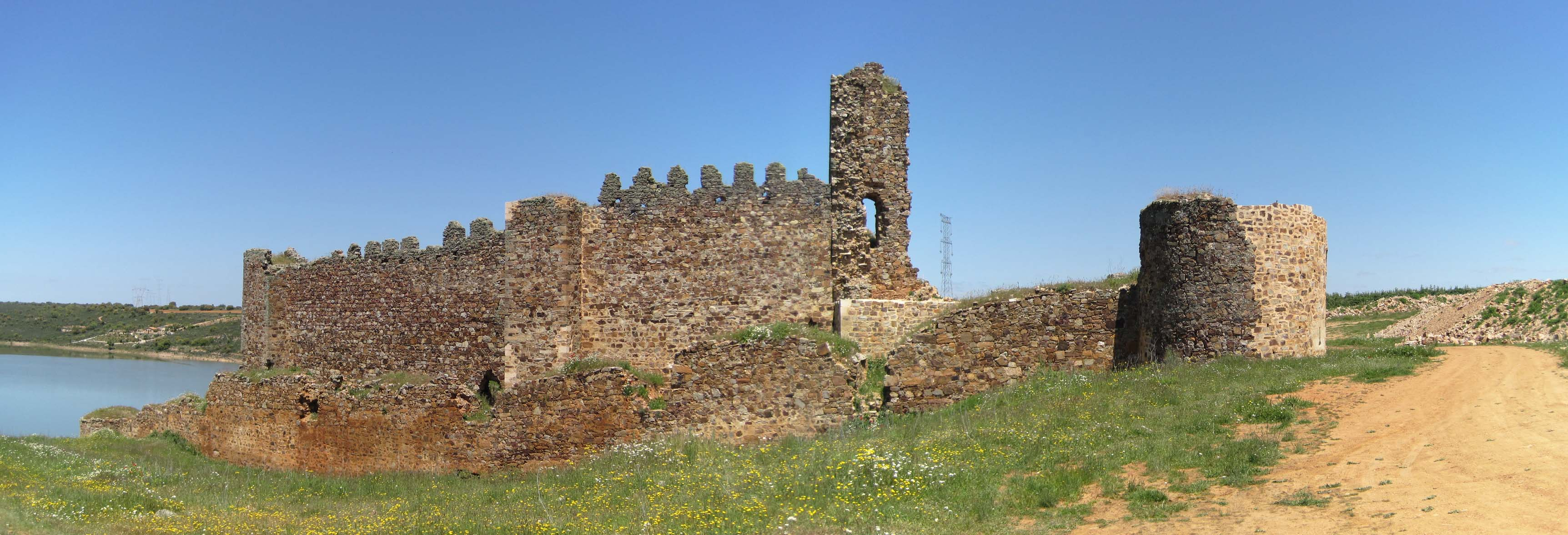
Lâu đài Castrotorafe

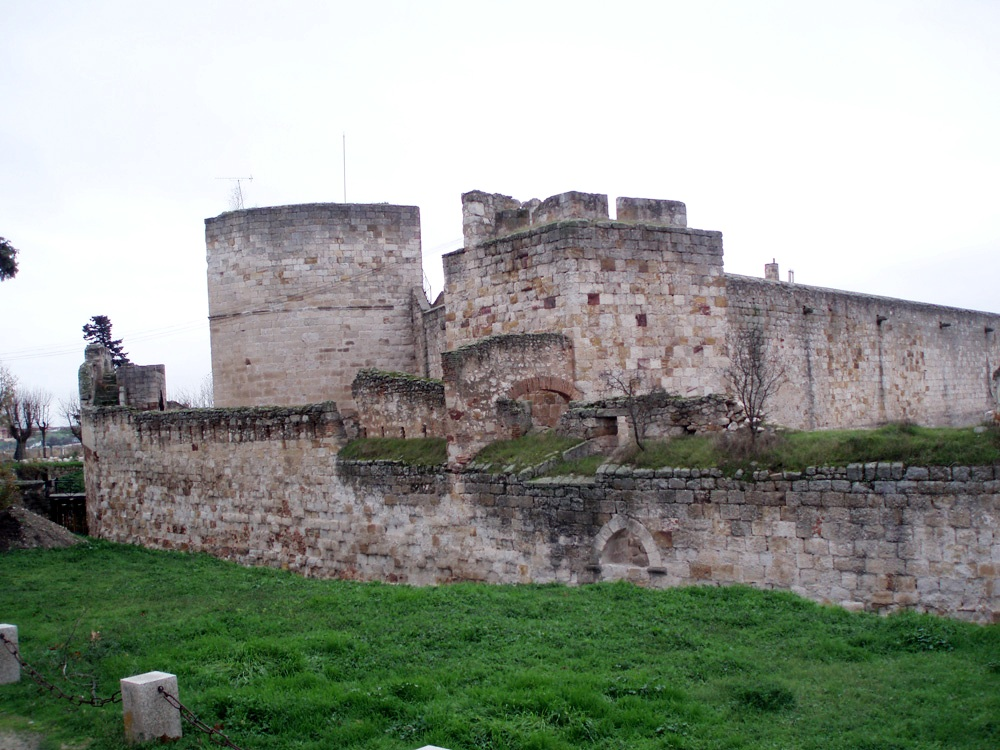
Lâu đài Zamora

### Ávila (tỉnh)
- Lâu đài La Adrada
- Lâu đài Don Álvaro de Luna (Arenas de San Pedro)
- Lâu đài Arévalo
- Lâu đài the Alcázar (Ávila)
- Lâu đài El Barco de Ávila
- Lâu đài Bonilla de la Sierra
- Lâu đài Zurraquín (Cabezas del Villar)
- Lâu đài El Mirón
- Lâu đài Aunqueospese (Mironcillo)
- Lâu đài Mombeltrán
- Lâu đài the Duke of Montellano (Narros de Saldueña)
- Lâu đài Count of Rasura (Rasueros)
- Lâu đài Castronuevo (Rivilla de Barajas)
- Lâu đài Villaviciosa (Solosancho)
- Lâu đài Villatoro (Villatoro)
- Lâu đài-Palace of Magalia (Las Navas del Marqués)
- Tường thành Ávila

### Burgos (tỉnh)
- Lâu đài Albillos (Villagonzalo-Pedernales)
- Lâu đài Arenillas de Muñó (Estepar)
- Lâu đài Belorado
- Lâu đài Burgos
- Lâu đài los Cartagena (Olmillos de Sasamón)
- Lâu đài Castrojeriz
- Lâu đài Coruña del Conde
- Frias Castle (Frías)
- Lâu đài Espinosa de los Monteros (Espinosa de los Monteros)
- Lâu đài Frías
- Lâu đài Haza
- Lâu đài La Loja (Quintana de Valdivieso)
- Lâu đài Malvecino (Población de Valdivieso)
- Lâu đài Miranda de Ebro
- Lâu đài Monastery of Rodilla
- Lâu đài Olmillos de Sasamón
- Lâu đài Pancorbo
- Lâu đài Peñaranda de Duero (Peñaranda de Duero)
- Lâu đài Picón de Lara (Lara de los Infantes)
- Lâu đài Poza (Poza de la Sal)
- Lâu đài Rebolledo (Rebolledo de la Torre)
- Lâu đài Santa Gadea del Cid
- Lâu đài Sotopalacios
- Lâu đài Tedeja (Trespaderne)
- Lâu đài Torregalindo
- Lâu đài Torrepadierne (Pampliega)
- Lâu đài Úrbel (Urbel del Castillo)
- Lâu đài Villaute (Villaute)
- Lâu đài Virtus
- Lâu đài Zumel
- Pháo đài Santa Engracia
- Arco de Santa María
- Tháp Bonifaz (Lomana)
- Tháp Loja
- Tường thành Burgos

### León (tỉnh)
- Lâu đài Alba (Zamora) (Llanos de Alba)
- Lâu đài Alcuetas hoặc Tháp Alcuetas (Villabraz)
- Lâu đài Alija del Infantado hoặc Lâu đài los Pimentel (Alija del Infantado)
- Lâu đài los Álvarez Acebedo (Valdepiélago)
- Lâu đài Arbolio (Valdepiélago)
- Lâu đài Aviados (Valdepiélago)
- Lâu đài Balboa (Balboa, León)
- Lâu đài Beñal (Riello)
- Lâu đài Los Barrios de Gordón (La Pola de Gordón)
- Lâu đài Castrocalbón (Castrocalbón)
- Lâu đài Cea (Santa María del Monte de Cea)
- Lâu đài Cornatel hoặc Lâu đài Ulver (Priaranza del Bierzo)
- Lâu đài Corullón (Corullón)
- Lâu đài Valencia de Don Juan hoặc Lâu đài Valencia de Don Juan (Valencia de Don Juan)
- Lâu đài Ferreras (Valderrueda)
- Lâu đài Grajal (Grajal de Campos)
- Lâu đài Laguna de Negrillos (Laguna de Negrillos)
- Lâu đài Luna (Leon) (Los Barrios de Luna)
- Lâu đài Mansilla de las Mulas (Mansilla de las Mulas)
- Lâu đài Nogarejas (Castrocontrigo)
- Lâu đài Palacios de Valduerna hoặc Lâu đài los Bazán (Palacios de la Valduerna)
- Lâu đài Peñarramiro (Truchas, León)
- Lâu đài Ponferrada, Lâu đài the Templars hoặc Lâu đài del Temple (Ponferrada)
- Lâu đài Portilla (Leon) hoặc Lâu đài the Queen Berenguela (Boca de Huérgano)
- Lâu đài los Quiñones (Quintana del Marco)
- Lâu đài Riaño (Riaño, Tây Ban Nha)
- Lâu đài Santa María de Ordás hoặc Tháp Ordás (Santa María de Ordás)
- Lâu đài Sarracín, Lâu đài Vega de Valcarce hoặc Castrum Sarracenicum (Vega de Valcarce)
- Lâu đài Siero (Siero de la Reina, Boca de Huérgano)
- Lâu đài Tapia hoặc Tháp Tapia (Rioseco de Tapia)
- Lâu đài the Towers, Puerta Castillo hoặc Arco de la Cárcel (León, Tây Ban Nha)
- Lâu đài Villalobos (Valderas)
- Lâu đài Villanueva de Jamuz (Santa Elena de Jamuz)
- Lâu đài Villapadierna (Cubillas de Rueda)
- Lâu đài Turienzo hoặc Tháp los Osorio (Turienzo de los Caballeros)
- Lâu đài-Palace de los Quiñones (San Emiliano)
- Lâu đài-Palace of los Marqueses de Villafranca (Villafranca del Bierzo)
- Lâu đài-Palace of Renedo de Valdetuéjar (Renedo de Valdetuéjar)
- Lâu đài-Palace of Almanza (Almanza)
- Lâu đài-Palace of los Guzmanes (Toral de los Guzmanes)
- Lâu đài-Palace of los Tovar hoặc Torreón of los Tovar (Boca de Huérgano)
- Tháp Babia (Babia, Spain)
- Tháp Canseco (Canseco, Cármenes)
- Tháp Fresno de la Valduerna (Villamontán de la Valduerna)
- Tháp Laguna de Somoza (Val de San Lorenzo)
- Tháp Puebla de Lillo (Puebla de Lillo)
- Tháp La Vecilla (Vecilla de Curueño)
- Tháp La Vid (La Pola de Gordón)

### Palencia (tỉnh)
- Lâu đài Abia de las Torres
- Lâu đài Aguilar de Campoo
- Lâu đài Ampudia
- Lâu đài Amusco
- Lâu đài Antigüedad
- Lâu đài Astudillo
- Lâu đài Autilla del Pino
- Lâu đài Autillo de Campos
- Lâu đài Belmonte (Belmonte de Campos)
- Lâu đài Agüero (Buenavista de Valdavia)
- Lâu đài Castrillo de Villavega
- Lâu đài las Cabañas de Castilla
- Lâu đài Sarmiento (Fuentes de Valdepero)
- Lâu đài Monzón de Campos
- Lâu đài Gama
- Lâu đài Hornillos de Cerrato
- Lâu đài Palenzuela
- Lâu đài the Counts of Saldaña
- Lâu đài la Estrella de Campos (Torremormojón)
- Lâu đài Valderrábano
- Lâu đài Villanueva de la Torre (Barruelo de Santullán)

### Salamanca (tỉnh)
- Alcázar of Salamanca
- Lâu đài Ledesma
- Lâu đài Alba de Tormes
- Lâu đài Ciudad Rodrigo hoặc Lâu đài Henry II of Castile
- Lâu đài Ledesma
- Lâu đài Sobradillo
- Lâu đài Béjar
- Lâu đài Miranda del Castañar
- Lâu đài Monleón
- Lâu đài Montemayor del Río
- Lâu đài Puente del Congosto
- Lâu đài San Felices de los Gallegos
- Lâu đài del Buen Amor hoặc Lâu đài del Buen Amor
- Lâu đài San Martín del Castañar
- Royal Fortress of the Concepcion hoặc Castillo de Aldea del Obispo

### Segovia (tỉnh)
- Lâu đài Segovia
- Lâu đài Castilnovo
- Lâu đài Coca (Coca, Segovia)
- Cuéllar Castle
- Lâu đài Pedraza (Pedraza, Segovia)
- Lâu đài Turégano

### Soria (tỉnh)
- Lâu đài Almenar (Almenar de Soria)
- Lâu đài Berlanga (Berlanga de Duero)
- Lâu đài Osma (El Burgo de Osma)
- Lâu đài Calatañazor
- Lâu đài Caracena
- Gormaz Castle
- Lâu đài Hinojosa de la Sierra
- Lâu đài Magaña
- Lâu đài Medinaceli
- Lâu đài Monteagudo de las Vicarías
- Montuenga Castle
- Lâu đài Peñalcázar
- Lâu đài la Raya (Monteagudo de la Vicarías)
- Lâu đài Rello
- Lâu đài San Leonardo (San Leonardo de Yagüe)
- Lâu đài San Pedro Manrique
- Lâu đài Somaén
- Lâu đài Soria
- Lâu đài Ucero
- Lâu đài Yanguas
- Pháo đài Serón de Nágima
- Arab Walls of Ágreda

### Valladolid (tỉnh)

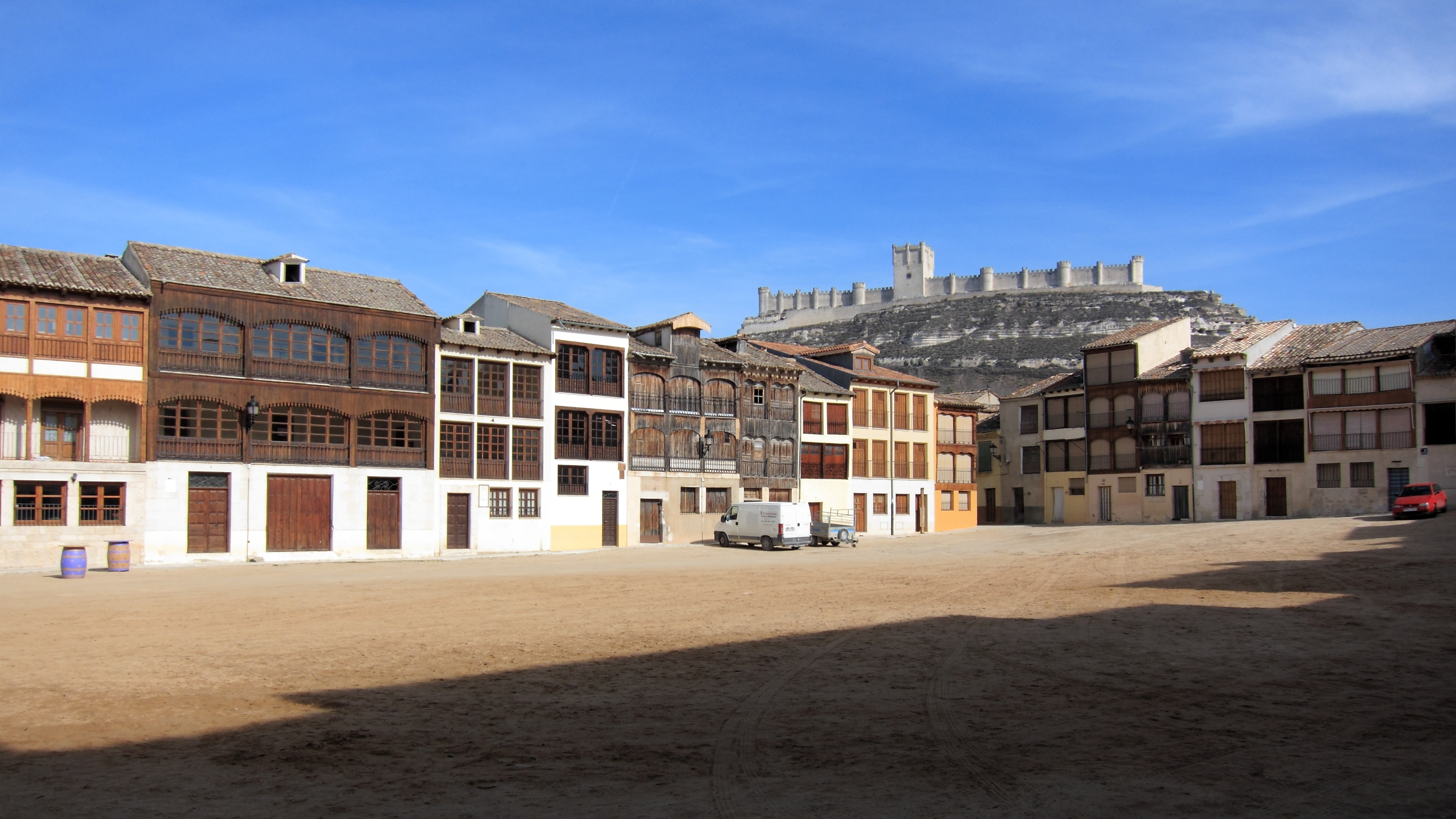
Peñafiel Castle, view from Plaza del Coso

- Lâu đài Alaejos
- Lâu đài Barcial de la Loma
- Lâu đài Canillas de Esgueva
- Lâu đài Castromembibre
- Lâu đài Castroverde de Cerrato
- Lâu đài Curiel de Duero
- Lâu đài Encinas de Esgueva
- Lâu đài Foncastín
- Lâu đài Fuensaldaña (Fuensaldaña)
- Lâu đài Fuente el Sol
- Lâu đài Íscar
- Lâu đài La Mota

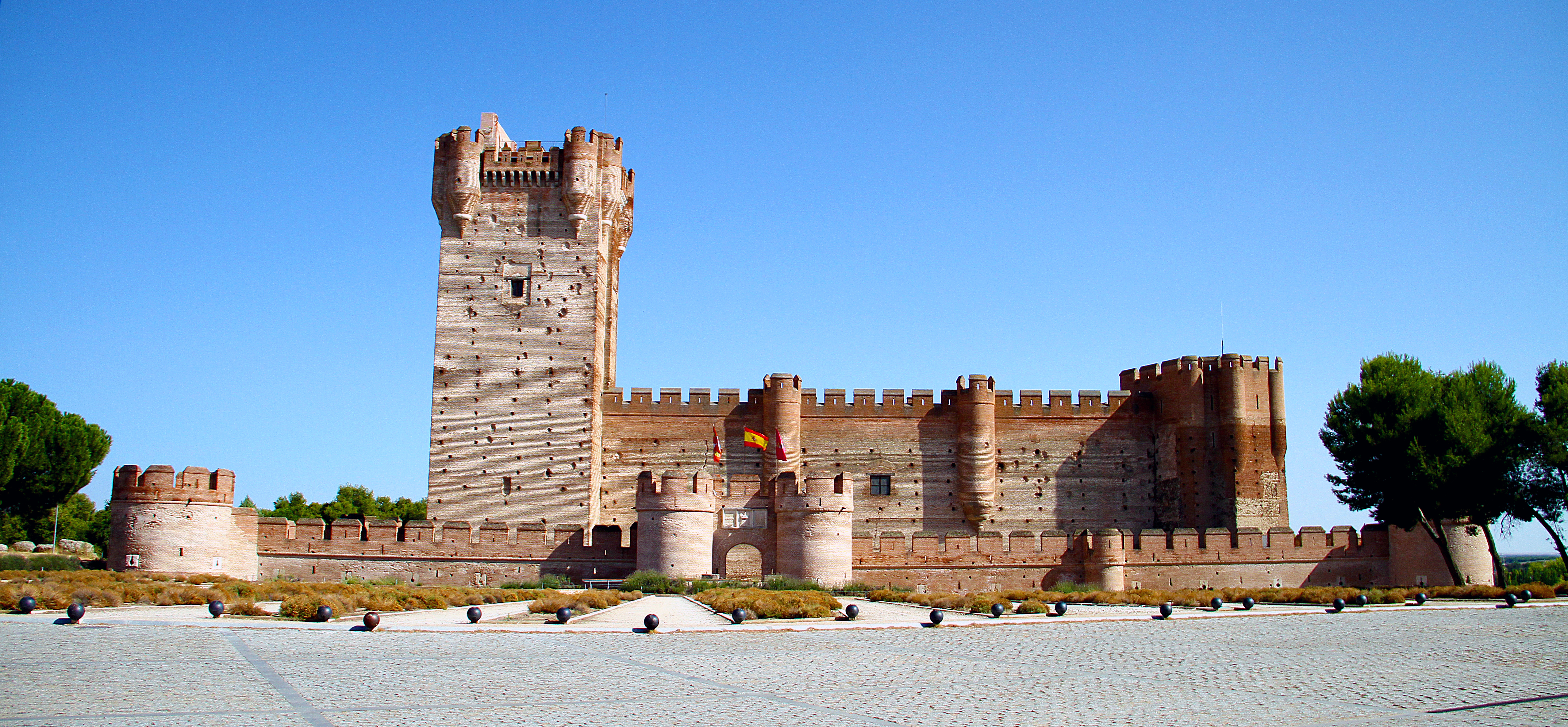
Lâu đài La Mota

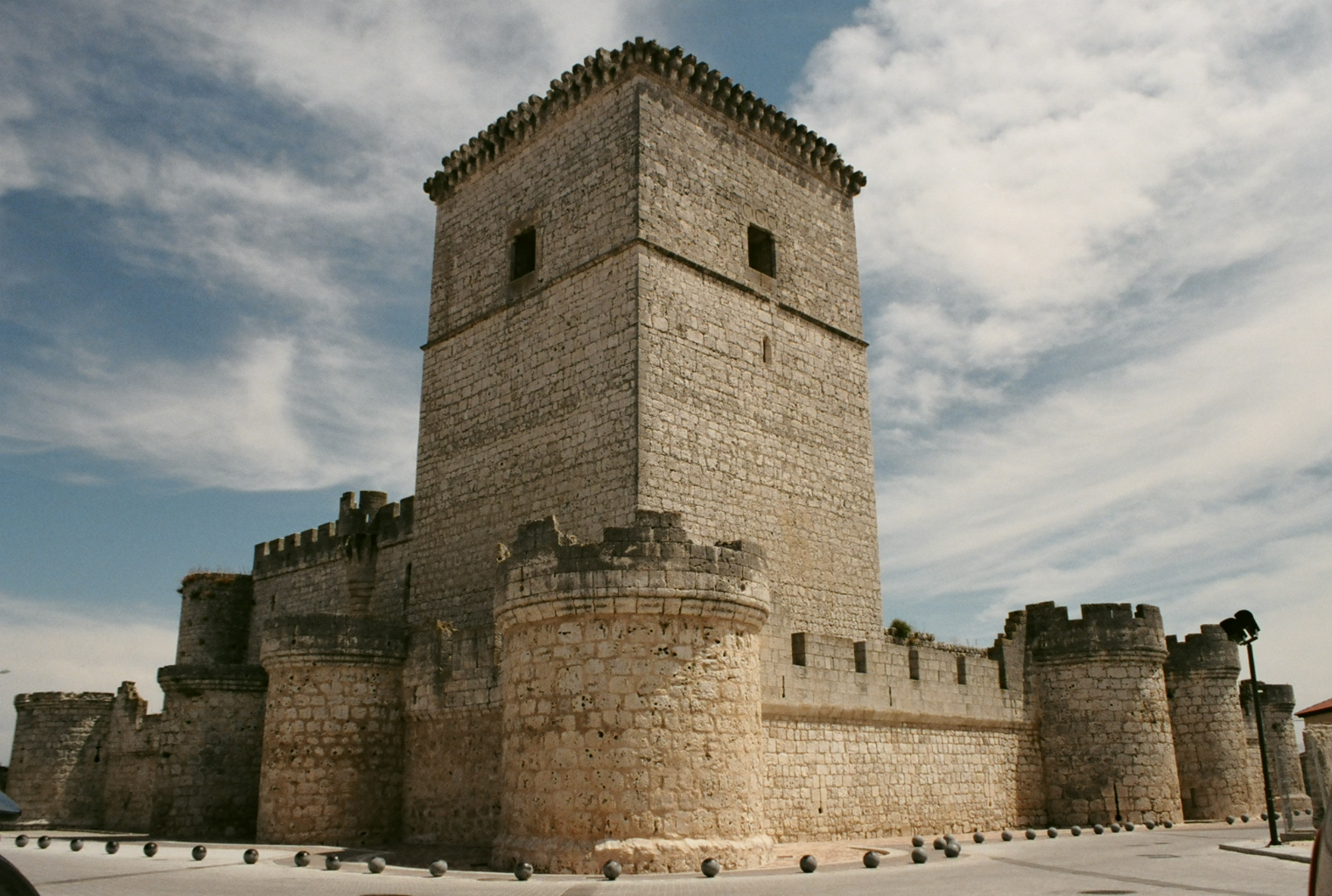
Portillo Castle

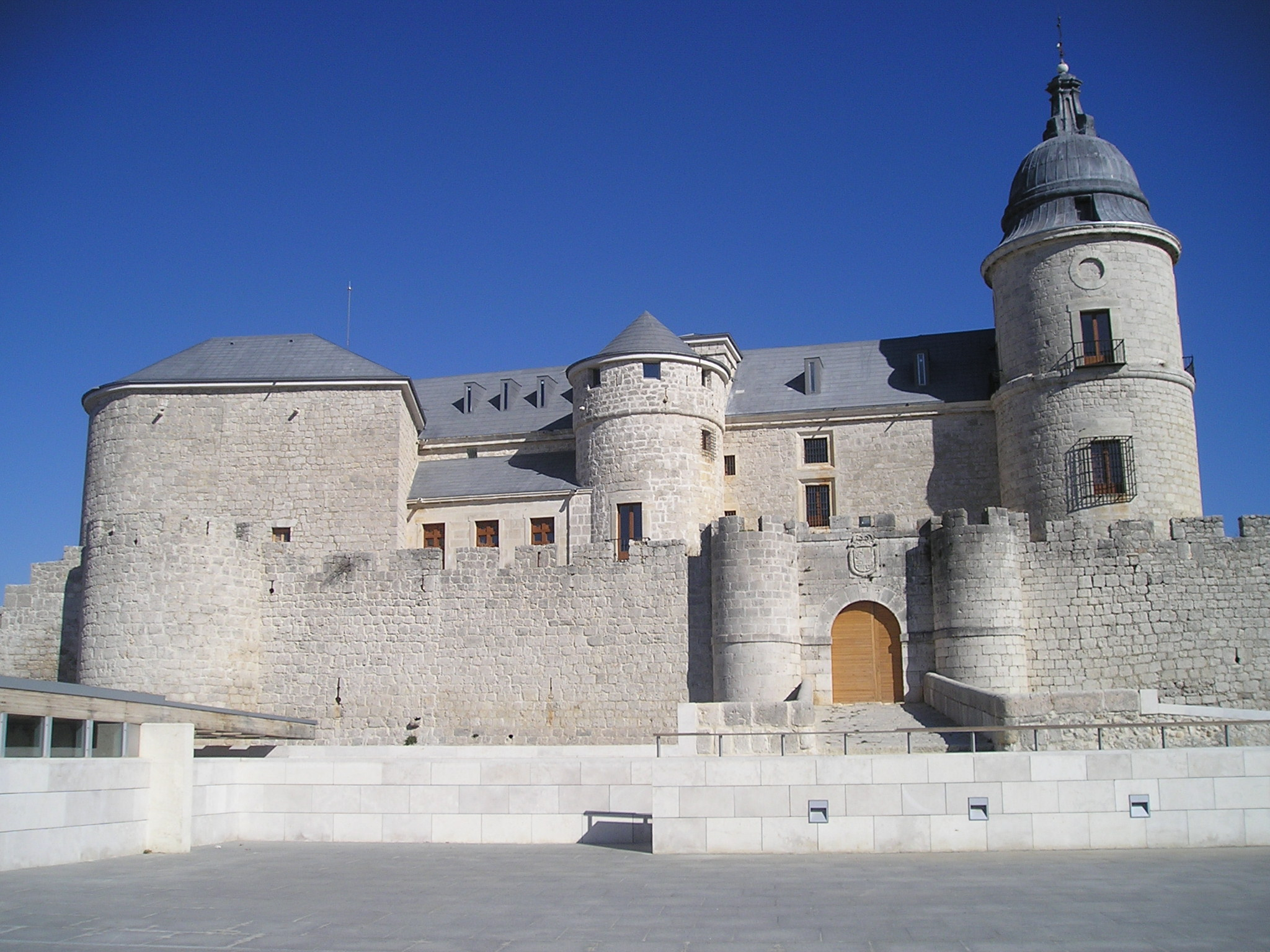
Simancas Castle

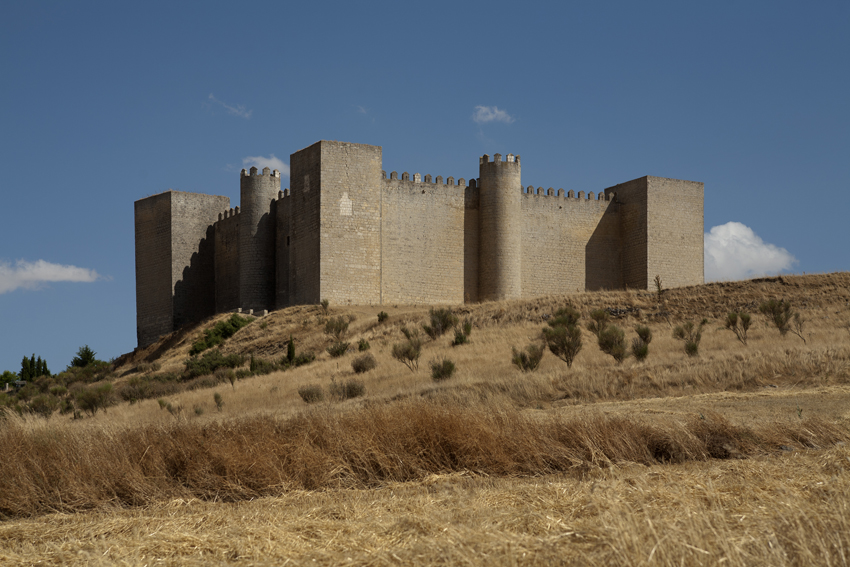
Montealegre de Campos Castle

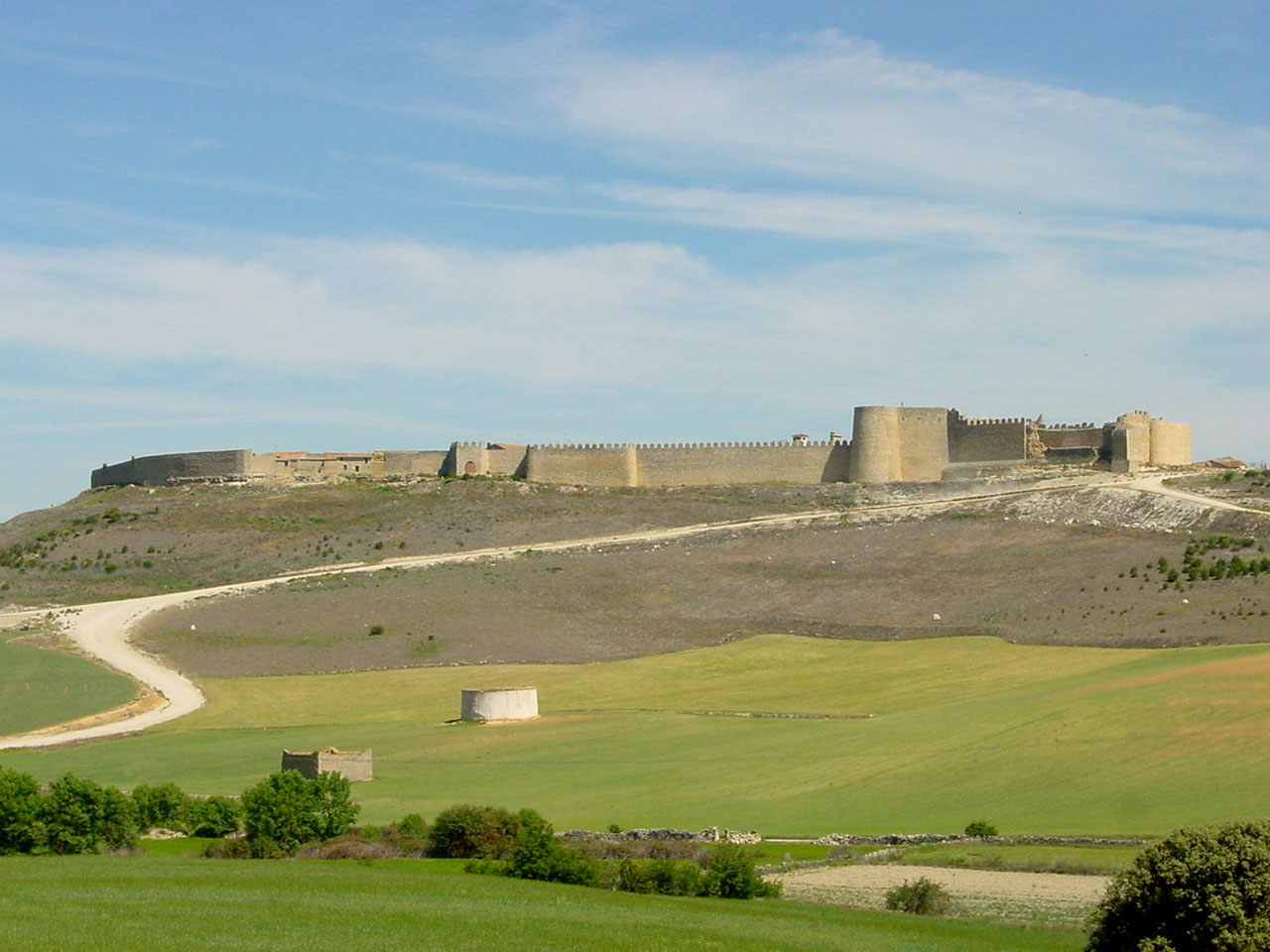
Walls of Urueña, a medieval town

- Lâu đài Montealegre de Campos (Montealegre de Campos)
- Lâu đài Mucientes
- Peñafiel Castle
- Portillo Castle
- Lâu đài San Pedro de Latarce
- Lâu đài Simancas (Simancas)
- Lâu đài Tiedra
- Lâu đài Tordehumos
- Lâu đài the Comuneros (Torrelobatón)
- Lâu đài Trigueros del Valle
- Lâu đài Urueña (Urueña)
- Lâu đài Villafuerte de Esgueva
- Lâu đài Villagarcia de Campos
- Lâu đài Villalba de los Alcores
- Lâu đài Villavellid
- Lâu đài-Palace of los Zúñiga hoặc Lâu đài-Palace of los Zúñiga
- Tường thành Curiel de Duero (Curiel de Duero)
- Tường thành Mayorga (Mayorga)
- Tường thành Medina de Rioseco (Medina de Rioseco)
- Tường thành Medina del Campo (Medina del Campo)
- Tường thành Olmedo (Olmedo, Valladolid)
- Tường thành Peñafiel (Peñafiel, Spain)
- Tường thành Portillo (Portillo (Valladolid))
- Tường thành Tordesillas (Tordesillas)
- Tường thành Torrelobatón (Torrelobatón)
- Tường thành Tudela de Duero (Tudela de Duero)
- Tường thành Urueña (Urueña)
- Tường thành Valbuena de Duero (Valbuena de Duero)
- Tường thành Valladolid (Valladolid)
- Tường thành Villabrágima (Villabrágima)
- Tường thành Villalba de los Alcores (Villalba de los Alcores)

### Zamora (tỉnh)
- Álcazar of Toro
- Asmesnal or Lâu đài Alfaraz
- Lâu đài Alcañices
- Lâu đài Alba (Losacino)
- Lâu đài the Counts of Benavente
- Lâu đài Castrotorafe
- Lâu đài Fermoselle
- Lâu đài Granucillo
- Lâu đài Peñausende
- Lâu đài Puebla de Sanabria
- Lâu đài Villalonso
- Lâu đài Villalpando
- Lâu đài Villa Ceide
- Lâu đài Zamora, Spain
- Torreón of Ayoó de Vidriales
- Tháp del Caracol
- Tường thành Zamora

## Castile-La Mancha

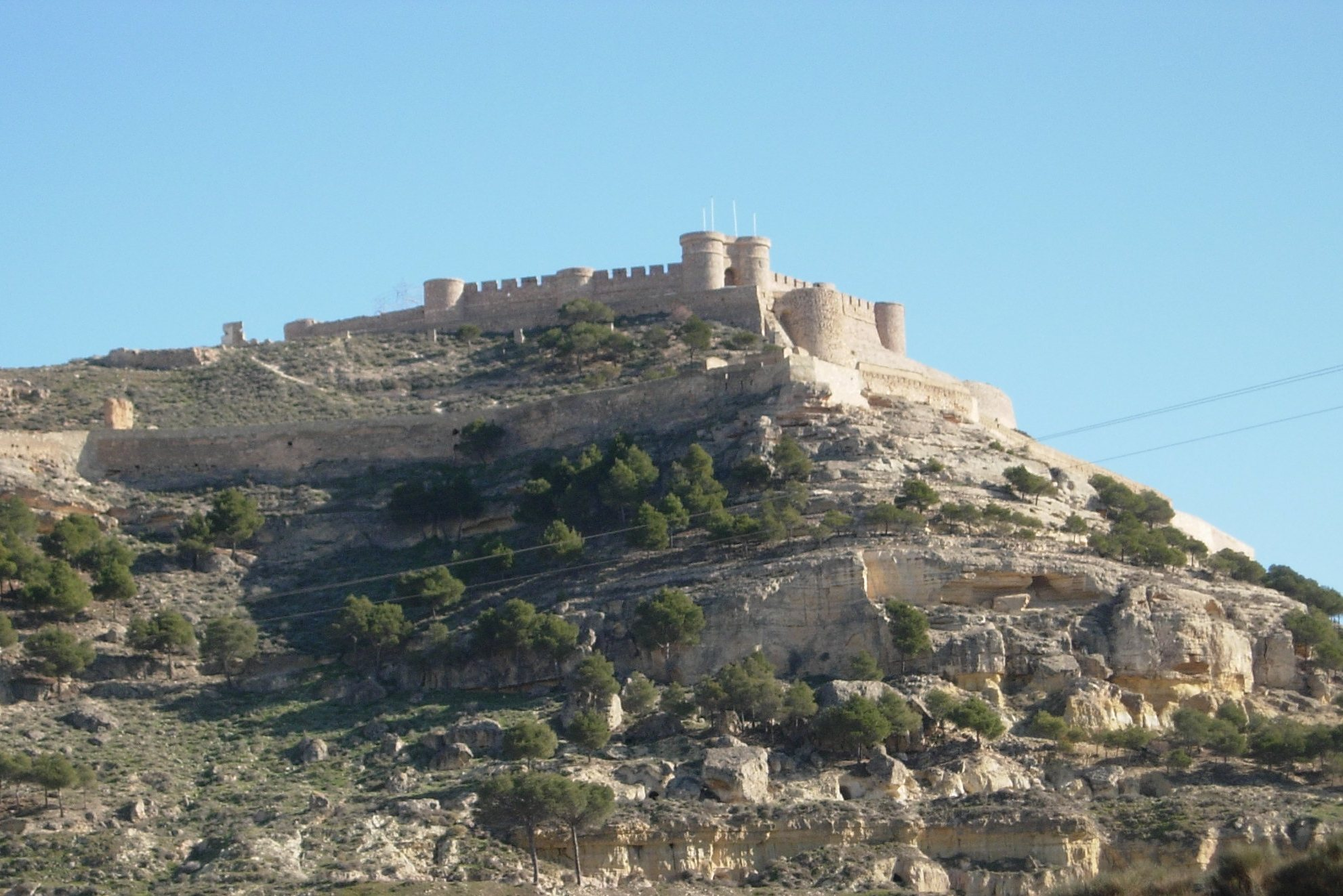
Lâu đài Chinchilla de Montearagón

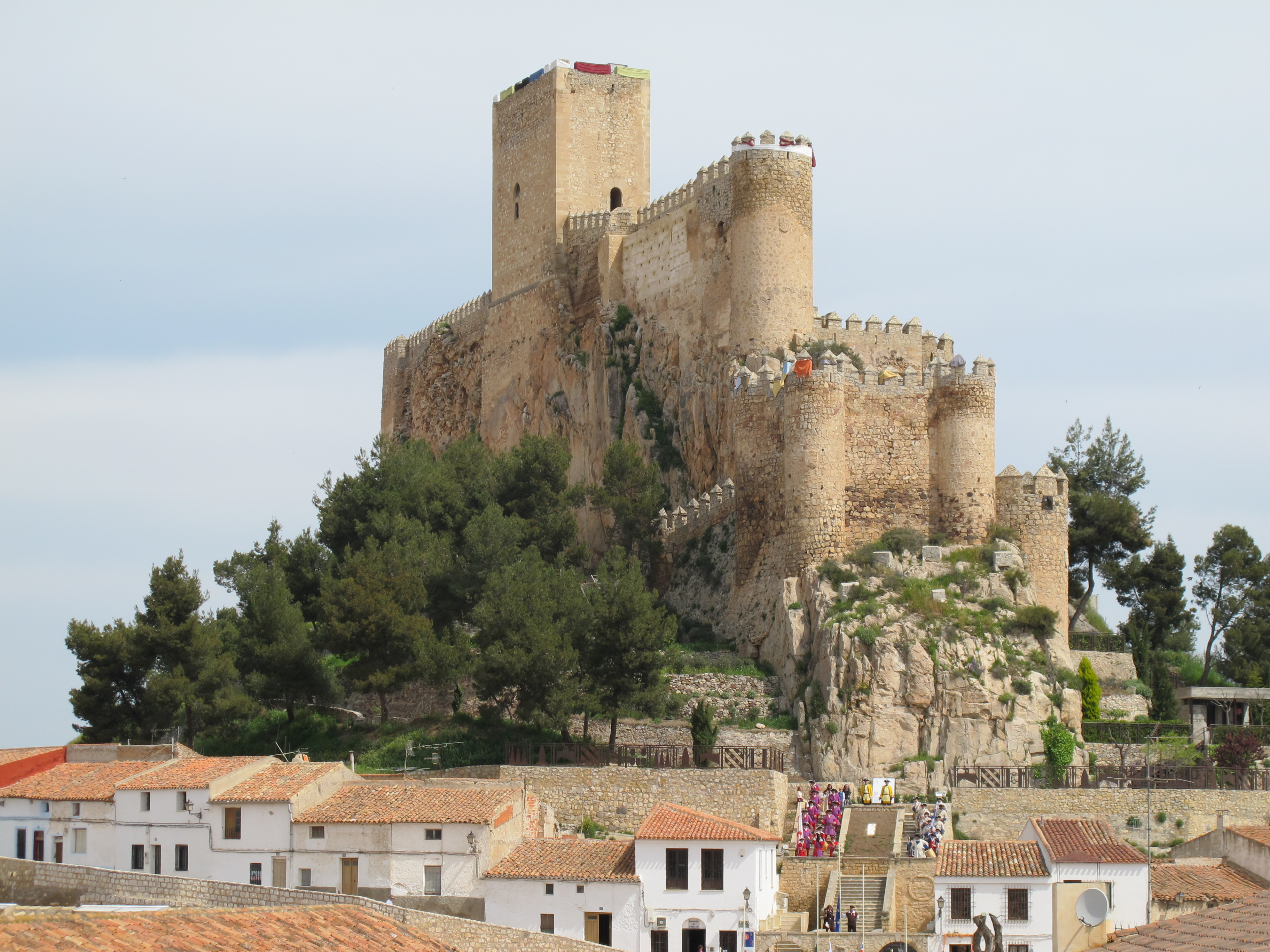
Lâu đài Almansa

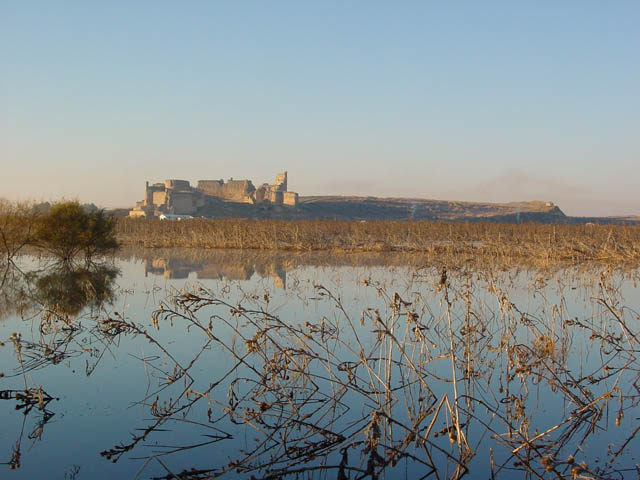
Lâu đài Calatrava la Vieja

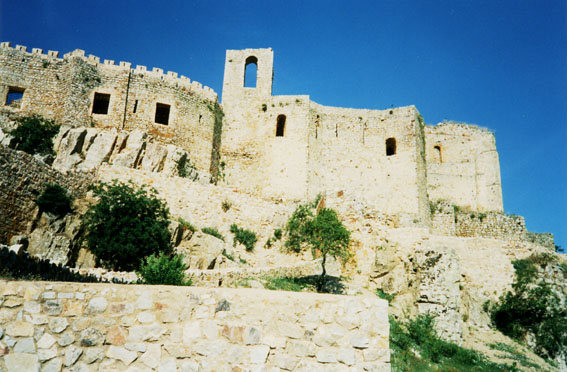
Castle-Convent of Calatrava la Nueva

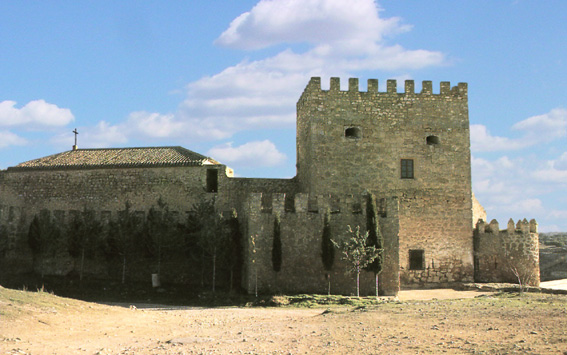
Lâu đài Peñarroya

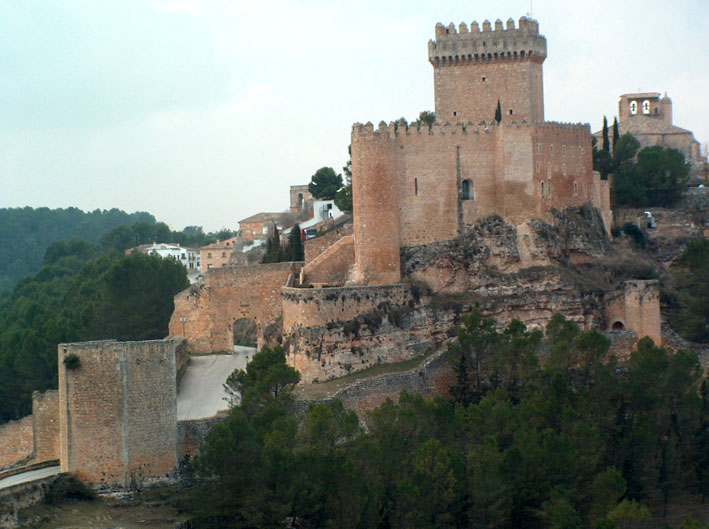
Lâu đài Alarcón

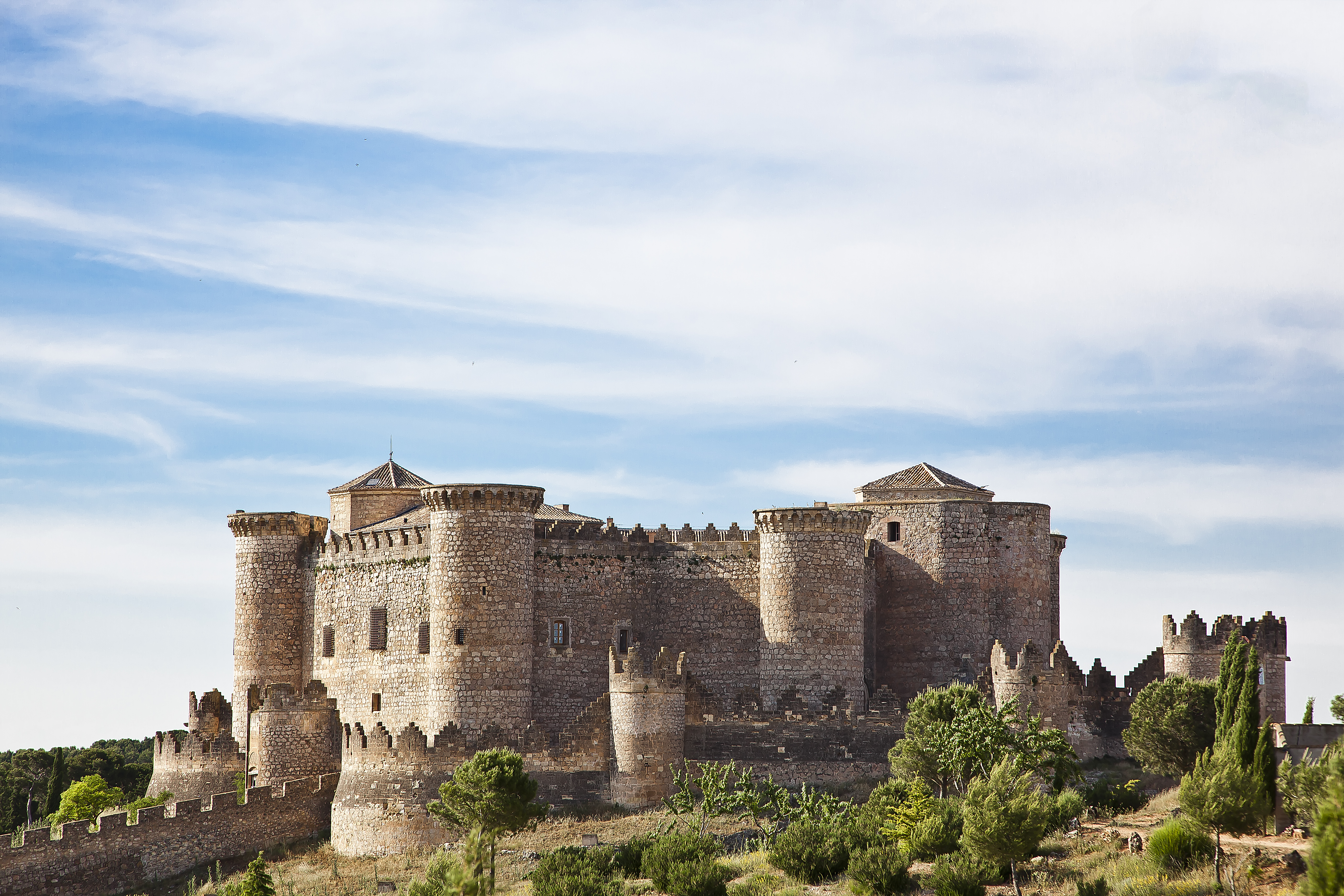
Lâu đài Belmonte

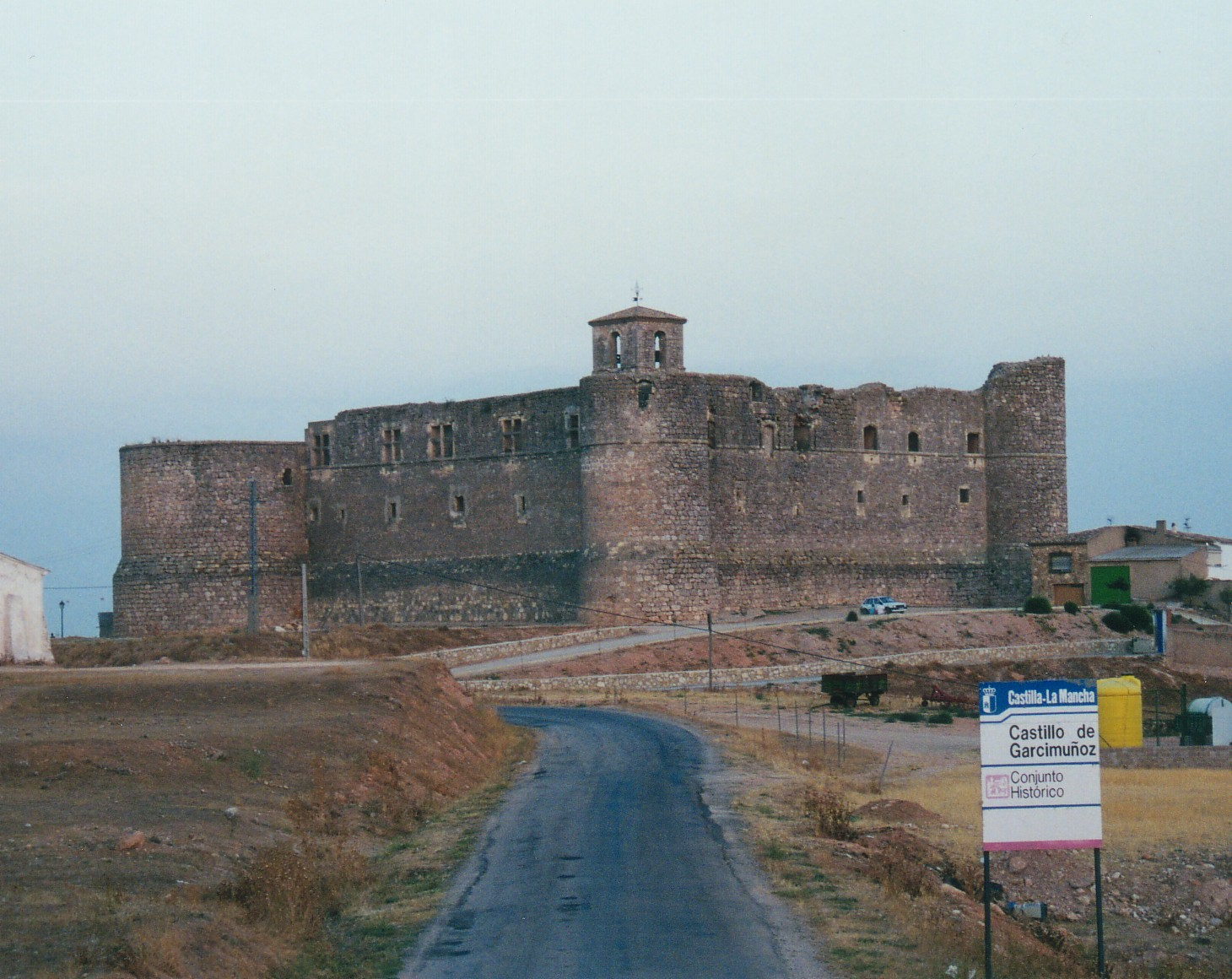
Lâu đài Garcimuñoz

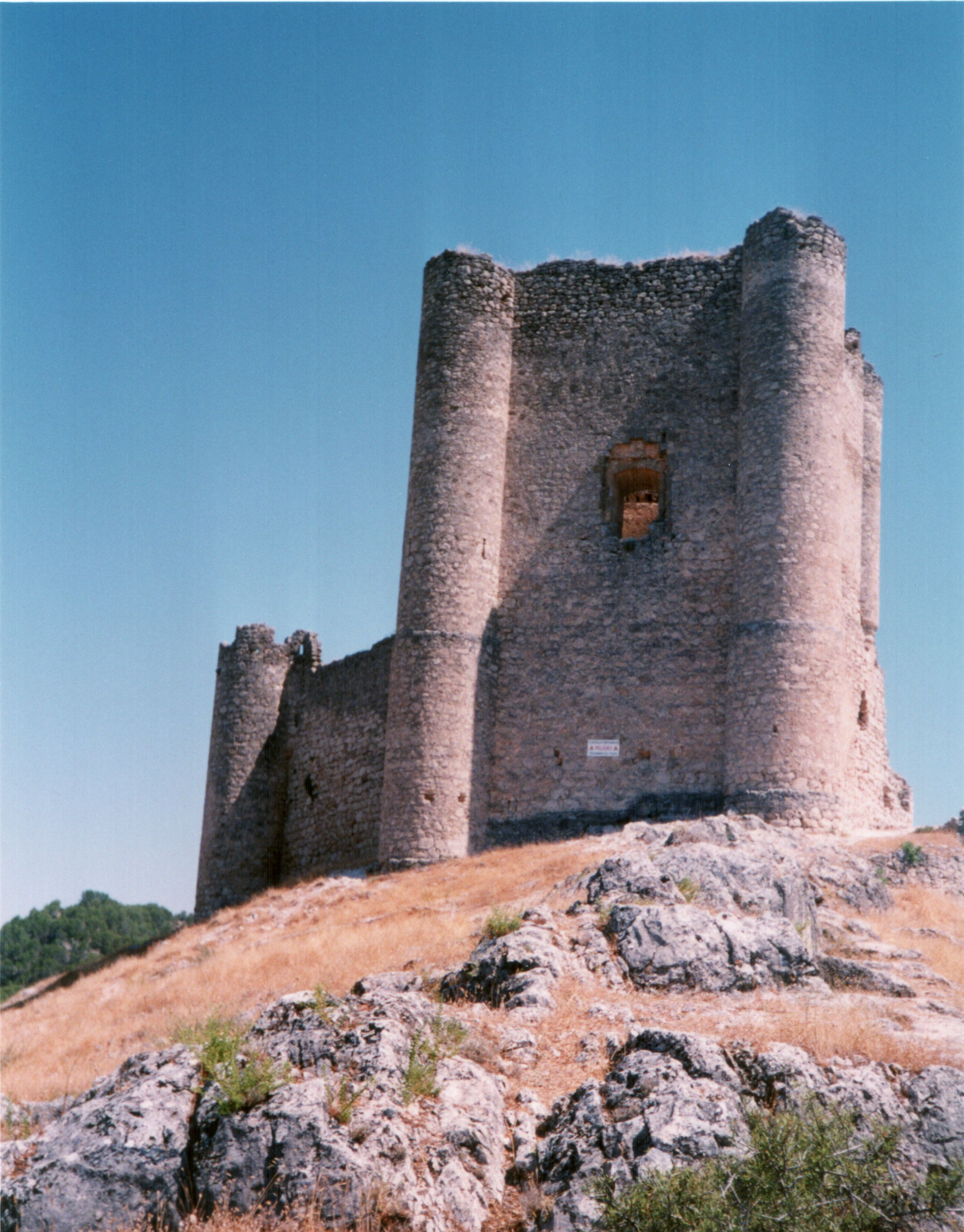
Lâu đài Anguix

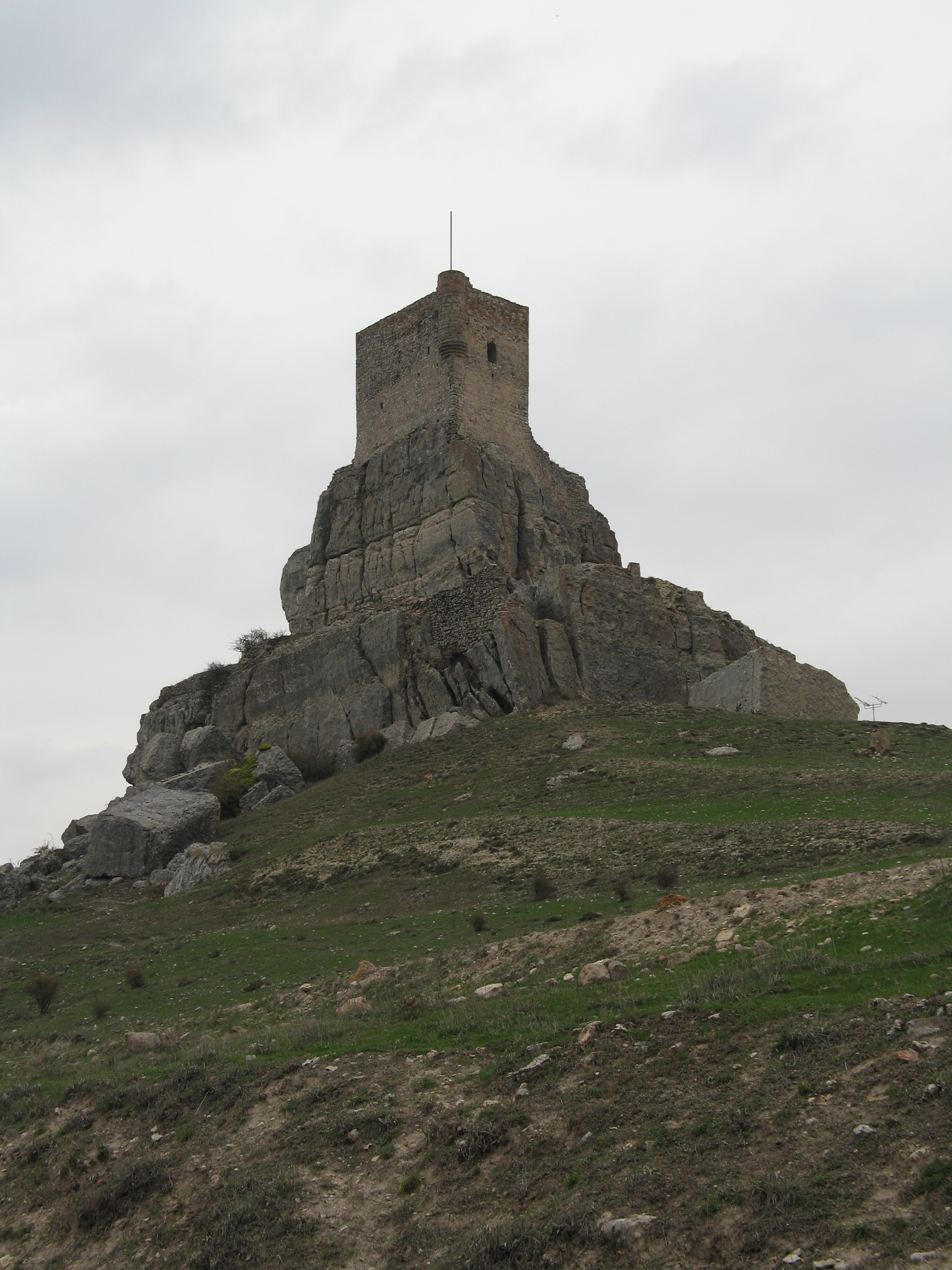
Lâu đài Atienza

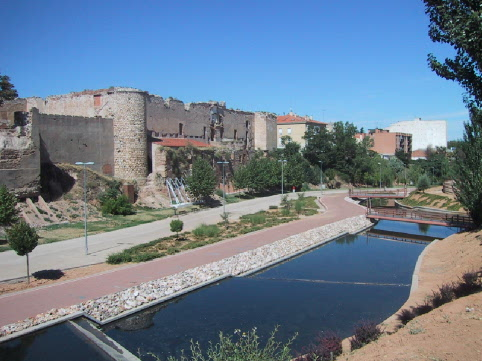
Alcázar Real of Guadalajara

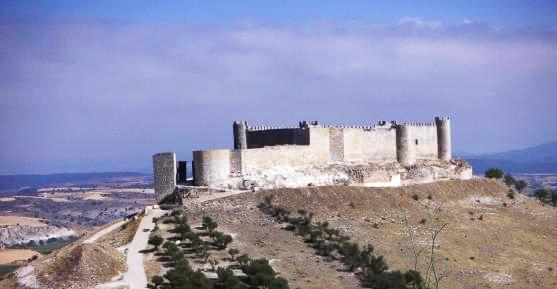
Lâu đài the Cid

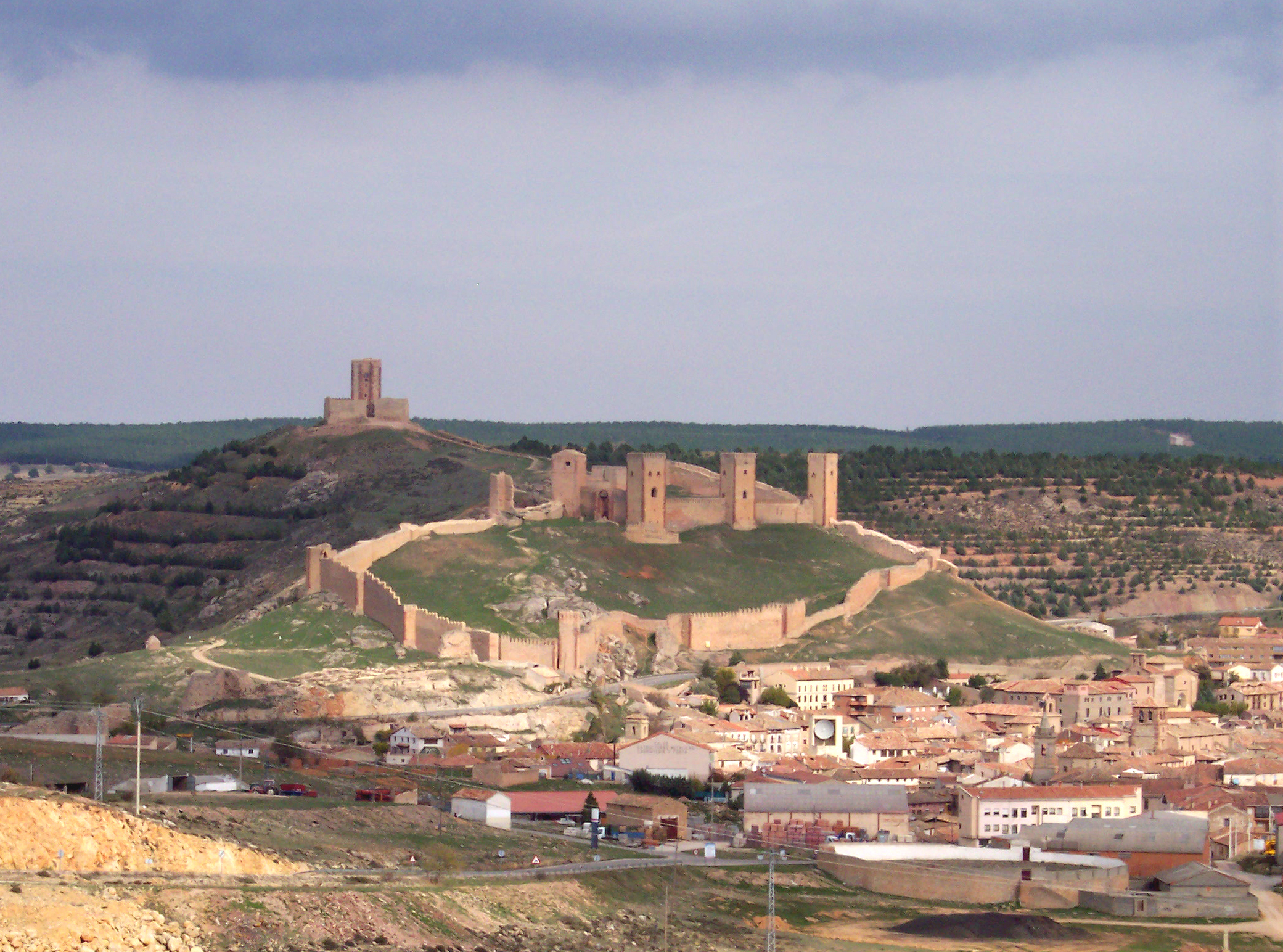
Lâu đài Molina de Aragón

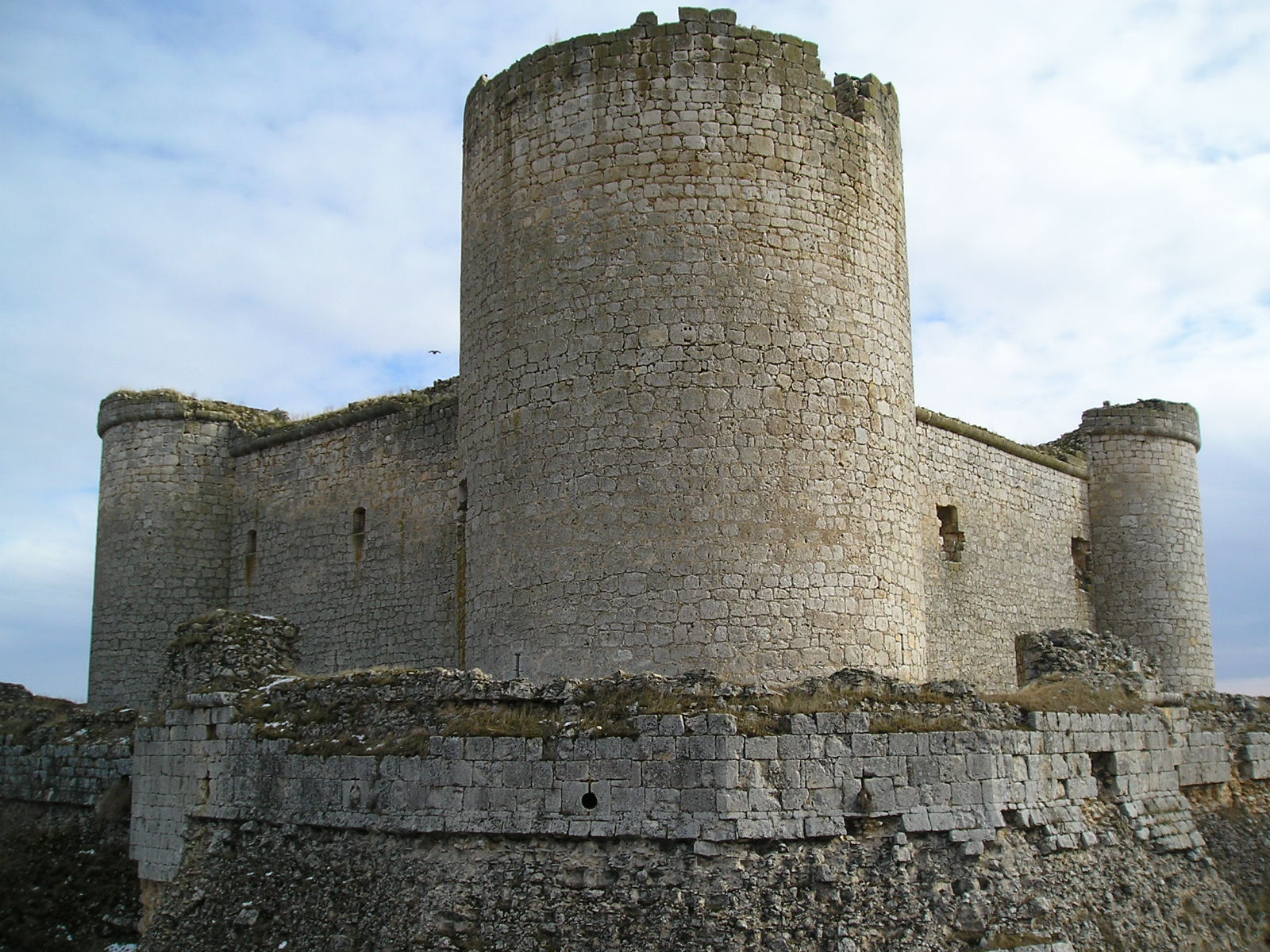
Lâu đài Pioz

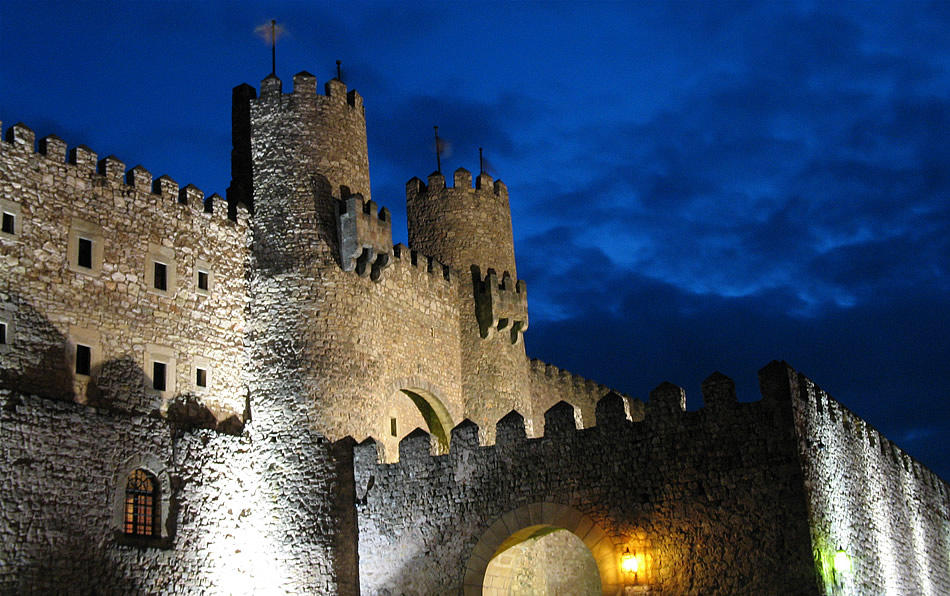
Lâu đài Sigüenza

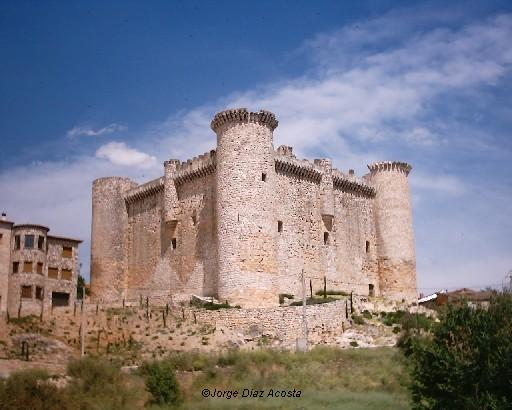
Lâu đài Torija

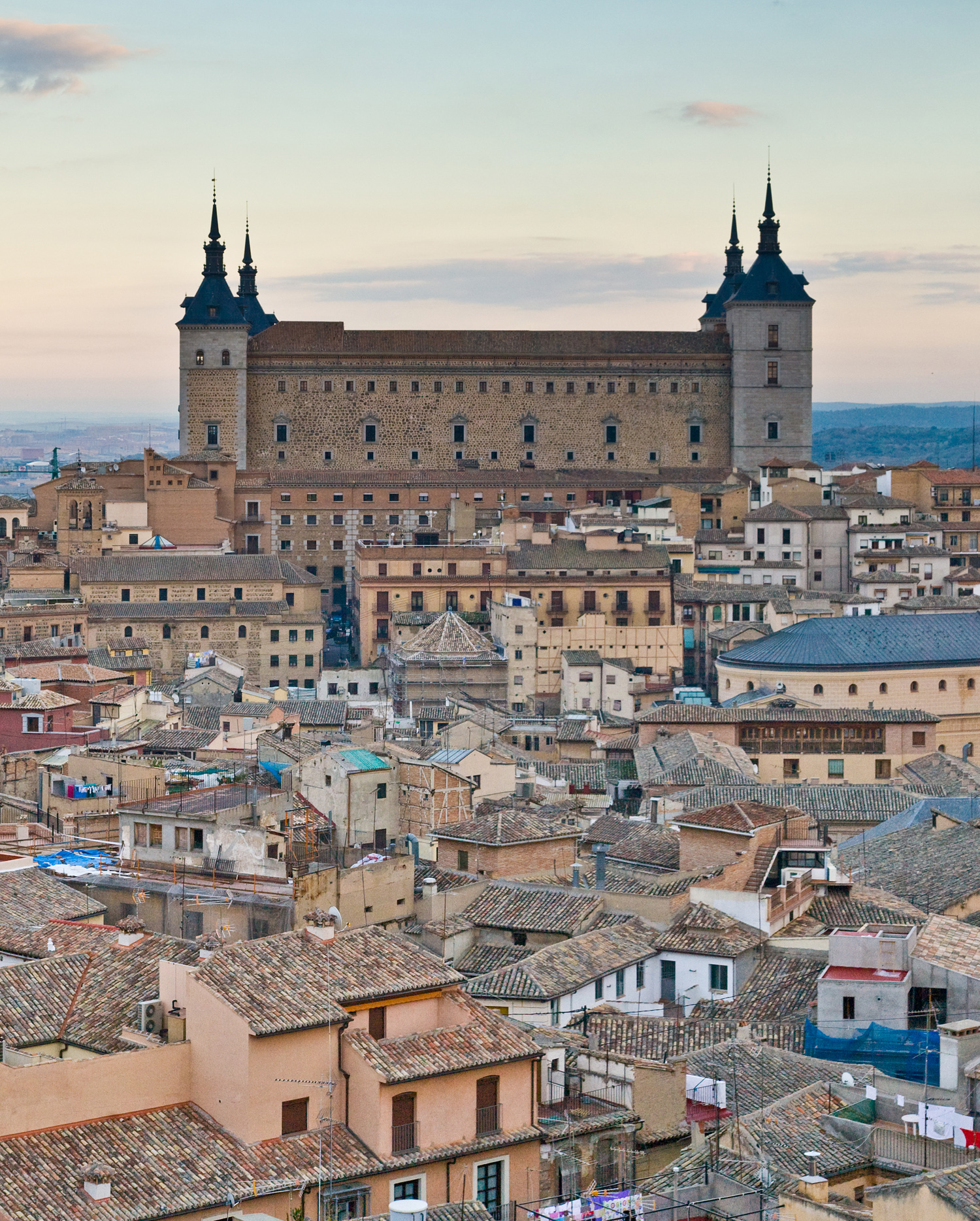
Alcázar of Toledo

Lâu đài Guadamur

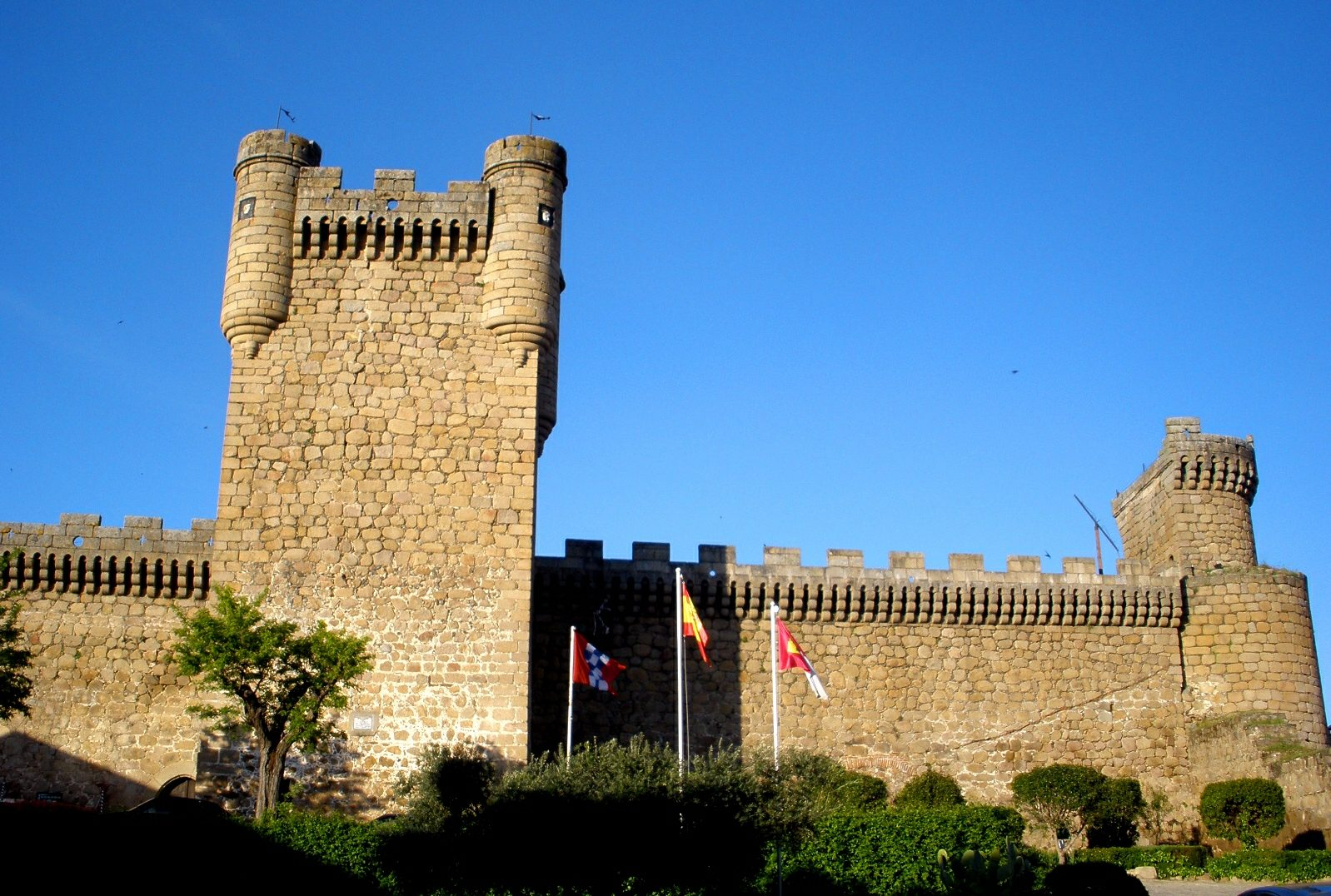
Lâu đài Oropesa

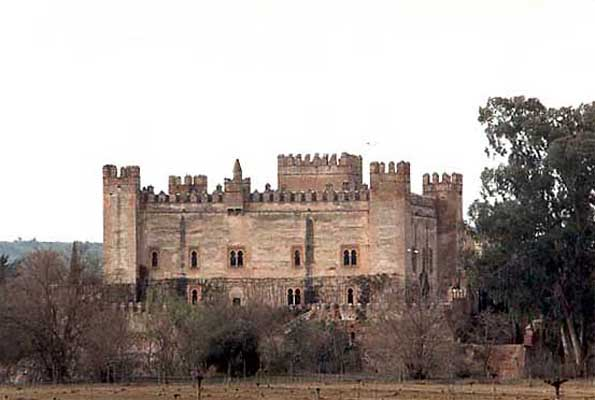
Lâu đài Malpica de Tajo

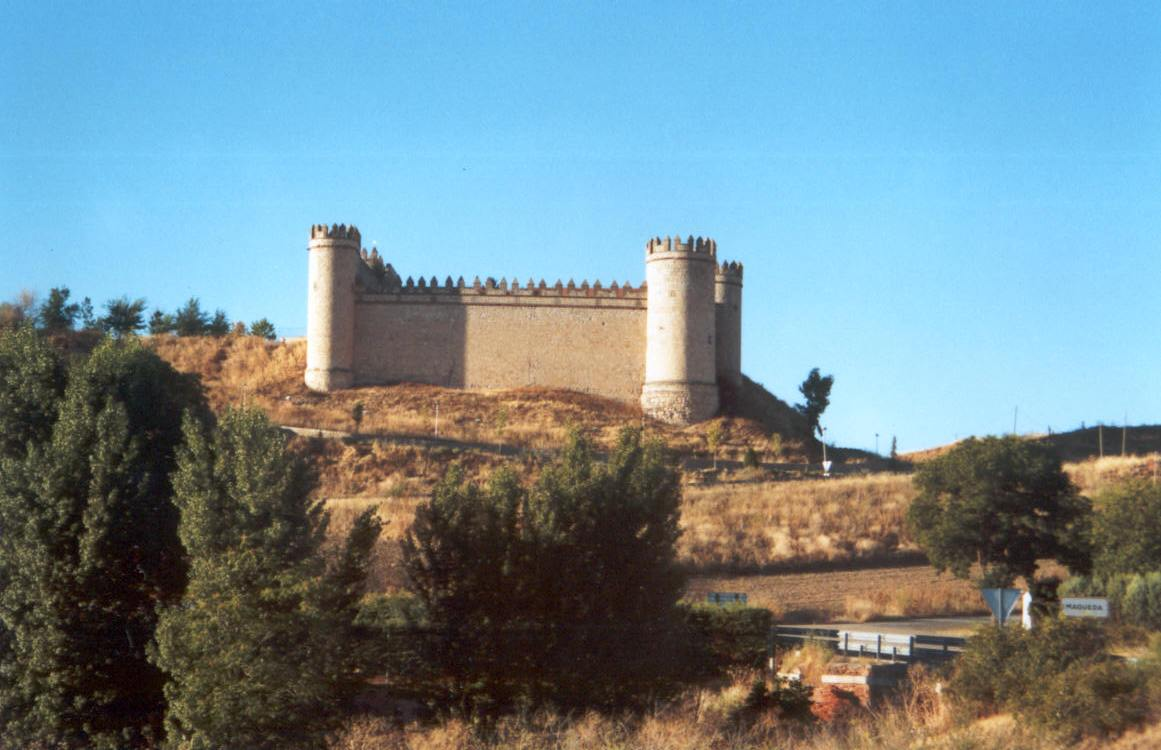
Lâu đài la Vela

### Albacete (tỉnh)
- Lâu đài Caudete
- Lâu đài Chinchilla
- Lâu đài Almansa
- Lâu đài Sierra
- Lâu đài Montealegre del Castillo
- Lâu đài Peñas de San Pedro
- Lâu đài Munera
- Lâu đài Alcaraz
- Alcalá del Júcar Castle
- Lâu đài La Encomienda
- Lâu đài Tobarra
- Lâu đài Yeste
- Lâu đài Cotillas
- Lâu đài Ves
- Lâu đài Llano de la Torre
- Lâu đài Taibilla
- Lâu đài Bienservida
- Lâu đài Rochafrida
- Lâu đài Vegallera
- Old Lâu đài Carcelén

### Ciudad Real
- Lâu đài Alarcos
- Lâu đài Alhambra (Ciudad Real)
- Lâu đài Calatrava la Vieja
- Castle-Convent of Calatrava la Nueva
- Lâu đài Caracuel
- Lâu đài Doña Berenguela
- Lâu đài la Estrella
- Lâu đài Miraflores (Piedrabuena)
- Lâu đài Montizón
- Lâu đài Pilas Bonas
- Lâu đài Peñarroya
- Lâu đài Salvatierra (Ciudad Real)
- Tháp Terrinches hoặc Lâu đài Terrinches

### Cuenca
- Lâu đài Cuenca, (Cuenca)
- Lâu đài Alarcón
- Lâu đài Belmonte
- Lâu đài Garcimuñoz
- Lâu đài Huete, Alcazaba of Wabda hoặc Lâu đài Luna
- Lâu đài Puebla de Almenara - (Puebla de Almenara)
- Lâu đài Haro (Villaescusa de Haro)
- Lâu đài Moya (Moya)
- Lâu đài Rochafrida Beteta
- Lâu đài del Cañavate, (El Cañavate)
- Lâu đài Santiago de la Torre, (San Clemente)
- Lâu đài Paracuellos, (Paracuellos)
- Lâu đài Uclés, (Uclés)
- Lâu đài Montalbo, (Montalbo)
- Lâu đài La Hinojosa, (La Hinojosa)
- Lâu đài Rus, (San Clemente)
- Lâu đài Minglanilla, (Minglanilla)
- Lâu đài Iniesta, (Iniesta)
- Lâu đài Zafra de Záncara, (Zafra de Záncara)
- Lâu đài Huélamo, (Huélamo)
- Lâu đài Cañete, (Cañete)
- Tháp Mangana, (Cuenca)
- Tháp the Moor, (Honrubia)
- Old Tower, (San Clemente)
- Tháp Ranera, (Talayuelas)

### Guadalajara
- Alcázar Real de Guadalajara
- Alcazaba of Zorita, in Zorita de los Canes
- Lâu đài Albalate de Tajuña, in the municipality of Luzaga
- Lâu đài Albaráñez, near to Salmerón
- Lâu đài Alcocer
- Lâu đài Alcorlo, Lâu đài del Corlo hoặc Lâu đài del Congosto, in San Andrés del Congosto
- Lâu đài Algar de Mesa
- Lâu đài Alhóndiga
- Lâu đài Almalaff, near to Hortezuela de Océn
- Lâu đài Almoguera
- Lâu đài Alpetea, in the municipality of Villar de Cobeta
- Lâu đài Anguix
- Lâu đài Aragosa
- Lâu đài Arbeteta
- Lâu đài Atienza
- Lâu đài Baides
- Lâu đài Bembibre, in Castilmimbre
- Lâu đài Berninches
- Lâu đài Canales del Ducado
- Lâu đài Casasana
- Lâu đài Castejón de Henares
- Lâu đài Castilforte
- Lâu đài Castilnuevo
- Lâu đài Cobeta
- Lâu đài Codes
- Lâu đài the Count Don Julián, in the municipality of Taravilla
- Lâu đài Cogolludo
- Lâu đài del Cuadrón or Lâu đài Santa Ana, in Auñón
- Lâu đài Cuevas Minadas
- Lâu đài Diempures, in Cantalojas
- Lâu đài Don Juan Manuel, in Cifuentes
- Lâu đài Doña Urraca hoặc Lâu đài Molinán, in Beleña de Sorbe
- Lâu đài Durón
- Lâu đài Embid
- Lâu đài Escamilla
- Lâu đài Escopete
- Lâu đài Espinosa de Henares hoặc El Palacio
- Lâu đài Establés hoặc Lâu đài the Bad Shadow
- Lâu đài Fuentelencina và Tháp the Moor Cantana
- Lâu đài la Fandiña, in the municipality of Taravilla
- Lâu đài Fuentelsaz
- Lâu đài Fuentelviejo
- Lâu đài Fuentes, in Fuentes de la Alcarria
- Lâu đài los Funes, in Villel de Mesa
- Lâu đài Galve de Sorbe hoặc Lâu đài the Zúñiga
- Lâu đài Guijosa
- Old Lâu đài Guijosa
- Lâu đài Guisema, in the municipality of Tortuera
- Lâu đài Hita
- Lâu đài Hueva
- Lâu đài Inesque, between Angón và Pálmaces de Jadraque, in the municipality of Atienza
- Lâu đài Jadraque hoặc Lâu đài the Cid
- Lâu đài Labros
- Lâu đài La Yunta
- Lâu đài Loranca de Tajuña
- Lâu đài Mandayona
- Lâu đài Mayrena, in Horche
- Lâu đài Mesa, in the municipality of Villel de Mesa
- Lâu đài Miedes de Atienza
- Lâu đài Milmarcos
- Lâu đài Mochales
- Lâu đài Molina de Aragón hoặc Fortress of Molina de los Caballeros
- Lâu đài Mondéjar
- Lâu đài Montarrón
- Lâu đài the Moor, en Terzaga
- Lâu đài the Moors (Luzón), near to Luzón
- Lâu đài the Moors (Tierzo), in Tierzo
- Lâu đài Motos
- Lâu đài Muduex
- Lâu đài Murel de Tajo hoặc Lâu đài Santa María de Murel, between Morillejo và Carrascosa de Tajo
- Lâu đài Ocentejo
- Lâu đài Orea
- Lâu đài Palazuelos
- Lâu đài Pareja
- Lâu đài Pelegrina
- Lâu đài Peña Bermeja, in Brihuega
- Lâu đài Peñahora, near to Humanes
- Lâu đài Peñalén
- Lâu đài Peñalver
- Lâu đài las Peñas Alkalathem hoặc Lâu đài las Peñas Alcalatenas, between Trillo và Viana de Mondéjar, on one of the Tetas de Viana
- Pesebrico del Cid, Lâu đài Álvaro Yáñez hoặc Lâu đài Barafáñez, near to Romanones
- Lâu đài Pioz
- Lâu đài Rocha Frida, in the municipality of Atanzón
- Lâu đài Rueda de la Sierra
- Lâu đài Saceda, near to Peralejos de las Truchas
- Lâu đài Salmerón
- Lâu đài Santiuste, near to Corduente
- Lâu đài Sigüenza
- Lâu đài Riba de Santiuste
- Lâu đài Tamajón
- Lâu đài Tendilla
- Lâu đài Trillo
- Lâu đài Torija
- Lâu đài Torresaviñán, Lâu đài San Juan (La Torresaviñán) hoặc Lâu đài la Luna, in La Torresaviñán
- Lâu đài Trijueque
- Lâu đài Uceda
- Lâu đài Valfermoso de Tajuña
- Lâu đài Valtablado del Río
- Lâu đài Vállaga, in the municipality of Illana
- Lâu đài Viana de Mondéjar
- Lâu đài Yunquera de Henares
- Lâu đài Zafra (Guadalajara), near to Campillo de Dueñas
- Pháo đài Alcolea de Torote, between Torrejón del Rey và Galápagos
- Pháo đài Las Inviernas
- Pháo đài Otilla
- Pháo đài Torrecuadrada de los Valles
- Pháo đài Torrecuadrada de Molina
- Fort fusilier of San Francisco, in Guadalajara
- Atalaya of los Casares, in the municipality of Riba de Saelices
- Atalaya of San Marcos (Centenera de Suso), in the municipality of Atanzón
- Tháp Séñigo, near to Sigüenza
- Tháp Aragón, in Molina de Aragón
- Tower of Chilluentes, in the municipality of Tartanedo
- Tháp Doña Blanca (Taravilla), in the municipality of Taravilla
- Tháp la Almofala
- Fort-House of La Bujeda, between Traíd và Otilla
- Fort-House of Setiles
- Fort-House of la Vega de Arias, near to Tierzo
- Casilla de los Moros, in Membrillera

### Toledo
- Alcázar of Toledo
- Lâu đài Alamín
- Lâu đài Consuegra
- Lâu đài Villalba
- Lâu đài San Servando
- Lâu đài Montalbán
- Lâu đài Olmos
- Lâu đài Guadamur
- Lâu đài Oropesa
- Lâu đài Malpica de Tajo
- Lâu đài Mascaraque
- Lâu đài la Vela
- Lâu đài Almonacid
- Lâu đài Peñas Negras
- Lâu đài Cuerva
- Lâu đài Barcience
- Lâu đài Malamoneda
- Lâu đài Orgaz
- Lâu đài Dos Hermanas
- Lâu đài Oreja
- Lâu đài Guadalerzas
- Lâu đài Peñaflor
- Lâu đài San Silvestre
- Lâu đài Casarrubios del Monte
- Lâu đài San Vicente
- Lâu đài Monreal
- Lâu đài Gálvez
- Lâu đài-palace of Escalona
- Walls and towers albarranas (Talavera de la Reina)

## Catalonia

### Barcelona
- Lâu đài Burriac
- Lâu đài Cardona
- Lâu đài Claramunt
- Lâu đài Dosrius
- Lâu đài Montjuic
- Lâu đài Orís
- Lâu đài Santa Florentina
- Lâu đài Tagamanent

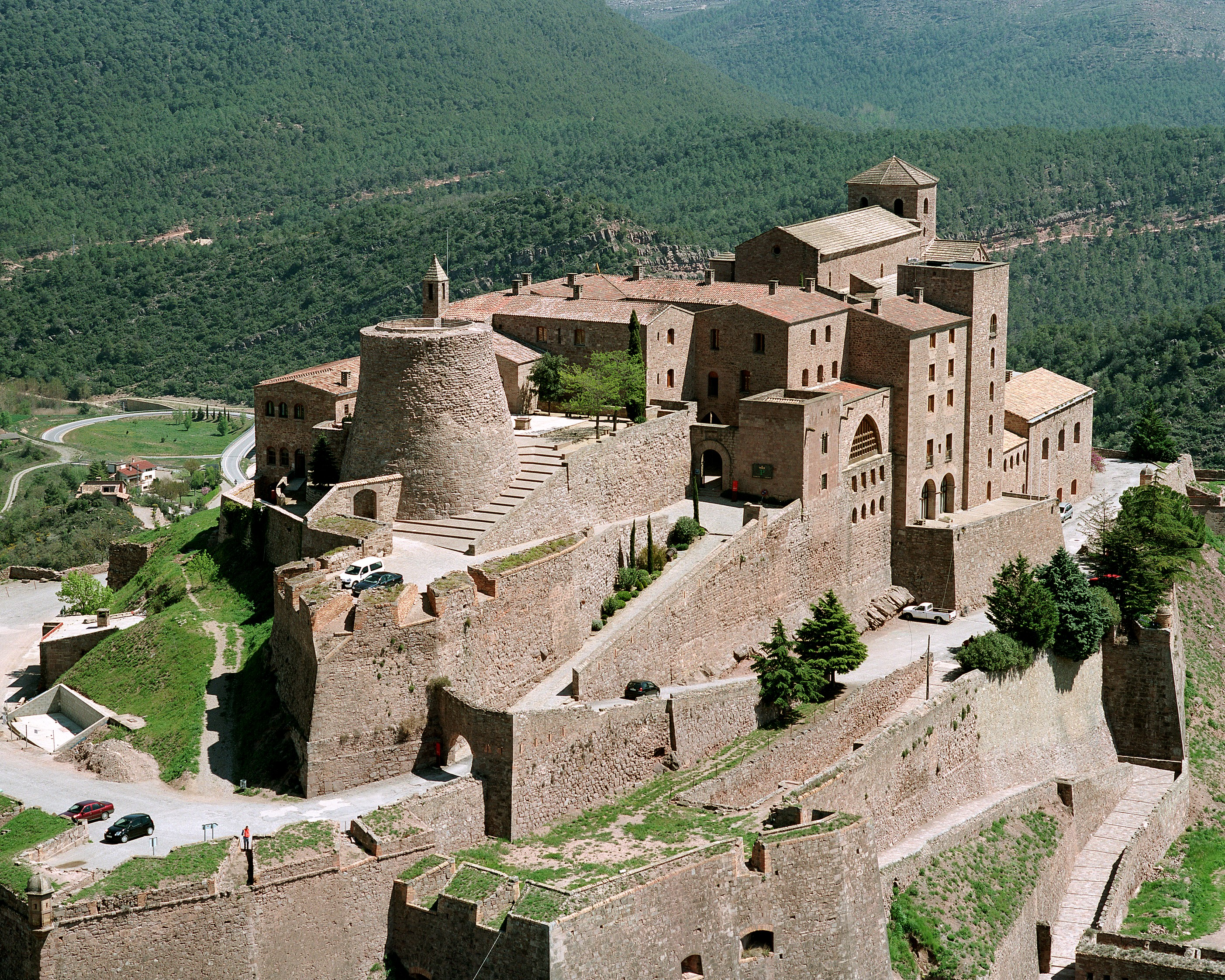
Lâu đài Cardona

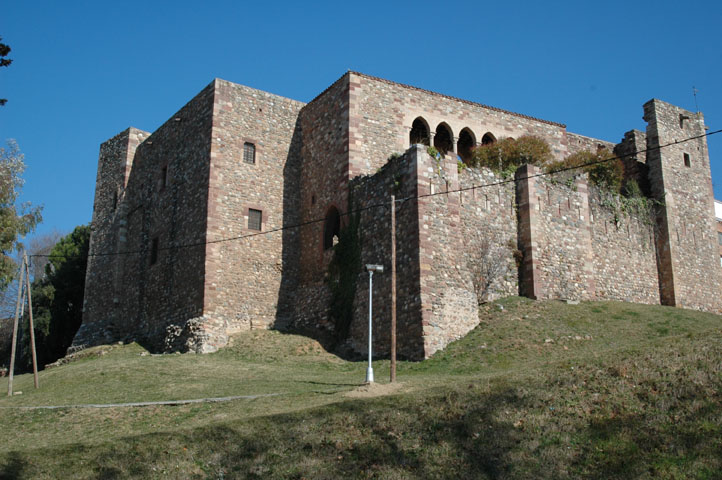
Castle charterhouse of Vallparadís

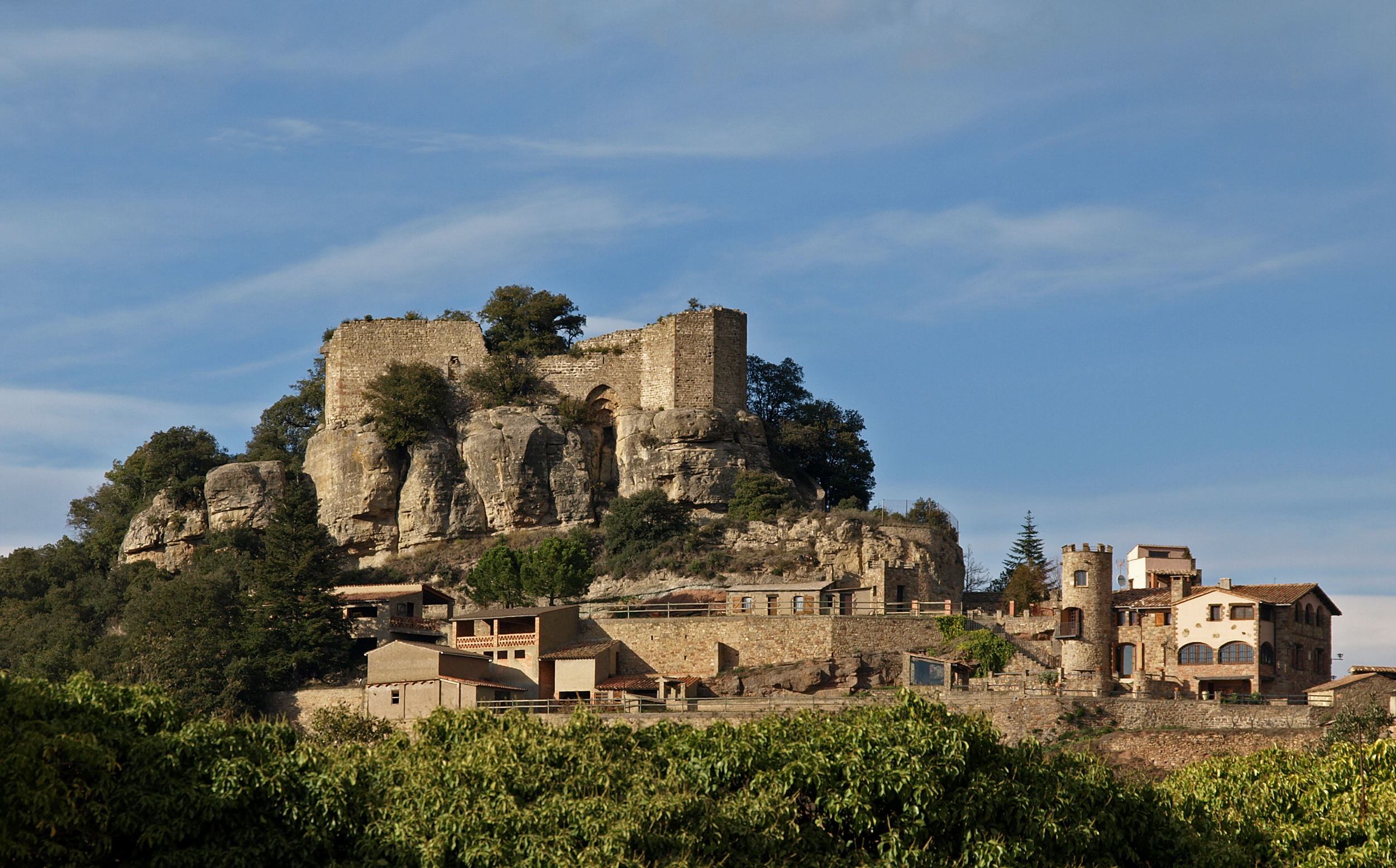
Lâu đài Granera

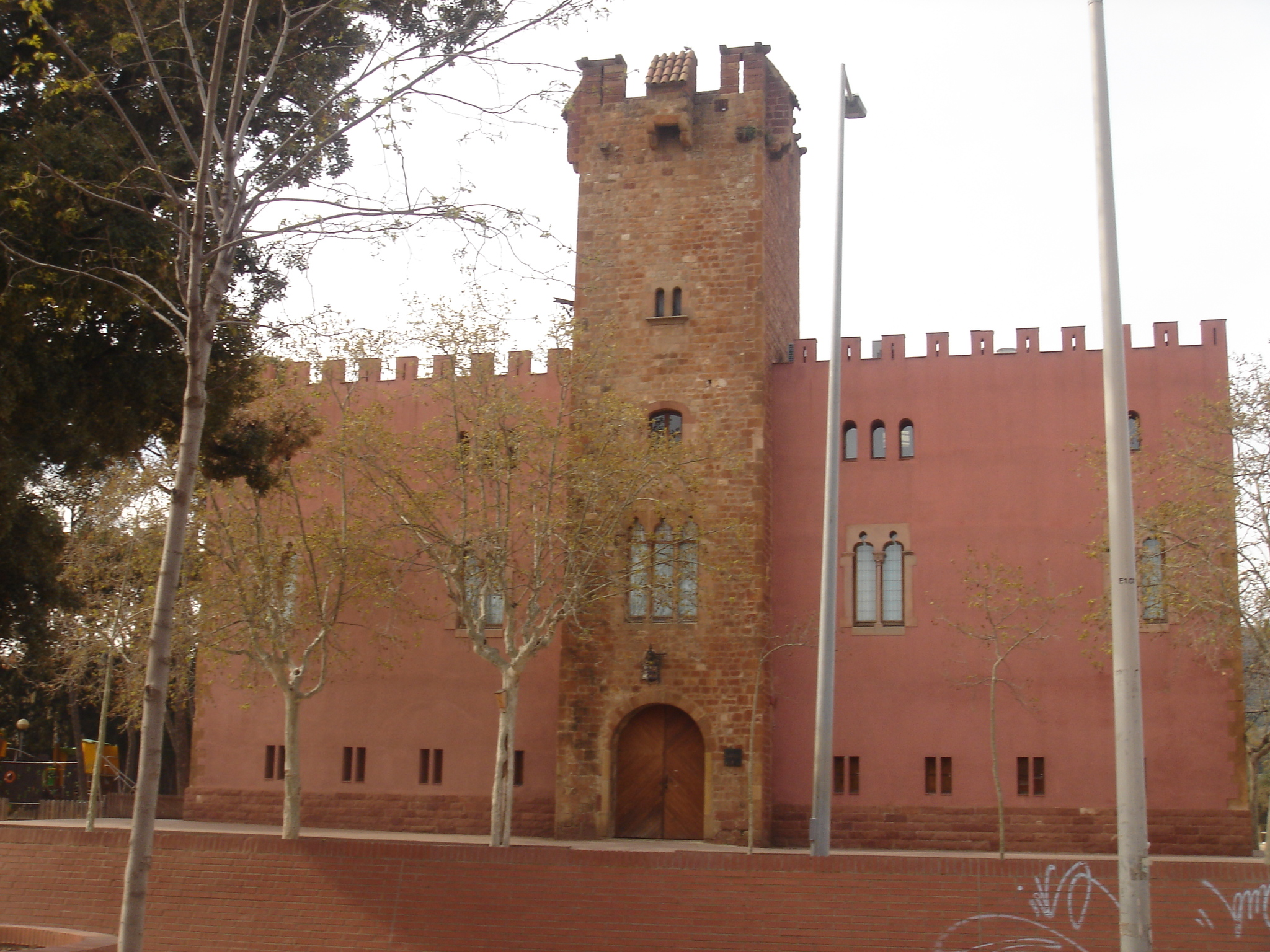
Tower Vermella

- Lâu đài charterhouse of Vallparadís
- Lâu đài Castellbell
- Castellciuró
- Lâu đài Centelles
- Lâu đài Cervelló
- Lâu đài Cornellà
- Lâu đài d'Eramprunyà
- Lâu đài Gallifa
- Lâu đài la Roca del Vallès
- Lâu đài Mogoda
- Lâu đài Palafolls
- Lâu đài Pallejà
- Lâu đài Plegamans
- Lâu đài la Pobla de Lillet
- Lâu đài Castellcir
- Lâu đài Rajadell
- Lâu đài Rubí
- Lâu đài Taradell
- Lâu đài Bell-lloc
- Lâu đài Montesquiu
- Lâu đài Montpalau
- Lâu đài Montbui (Bigues)
- Lâu đài Vilassar
- Lâu đài Granera
- Lâu đài Penya del Moro
- Tháp Vermella
- Lâu đài the Camp de la Bota

### Tarragona
- Lâu đài Miravet
- Lâu đài the Count Sicart
- Lâu đài Tamarit
- Lâu đài Montclar (Pontils)
- Lâu đài Torredembarra
- Lâu đài Castellet
- Lâu đài Rocamora

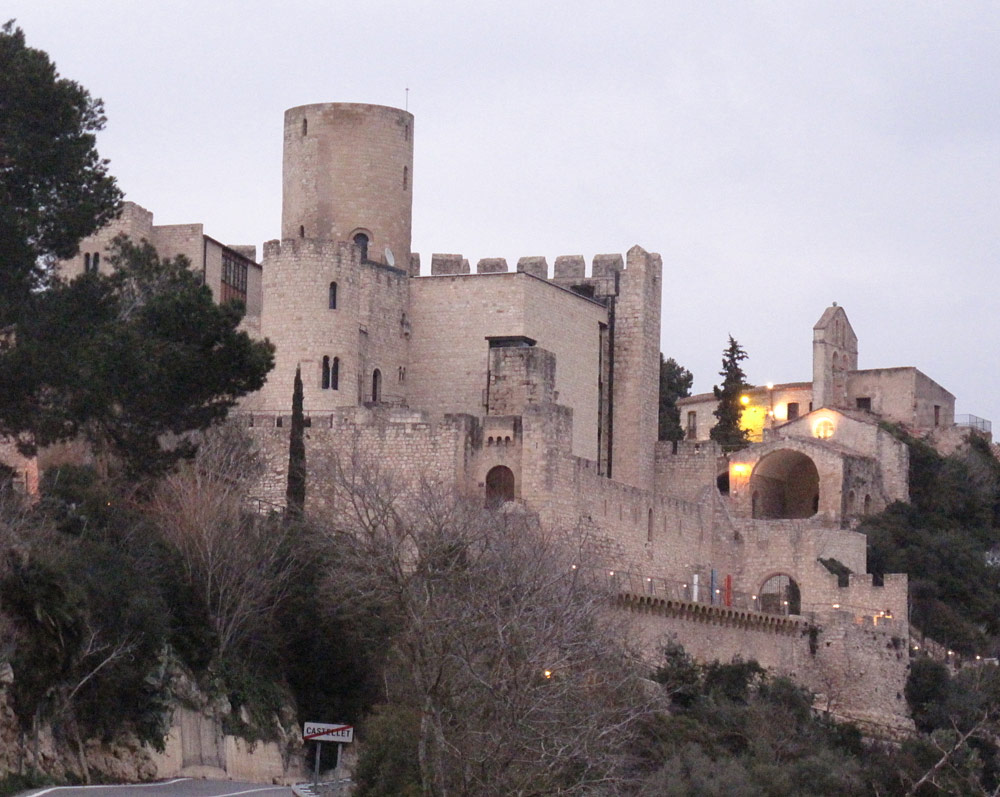
Lâu đài Castellet

- Monastery of Sant Miquel d'Escornalbou
- Torre Vella de Salou
- Tháp d'en Dolça
- Tường thành Montblanc
- Walls of Tarragona

### Girona

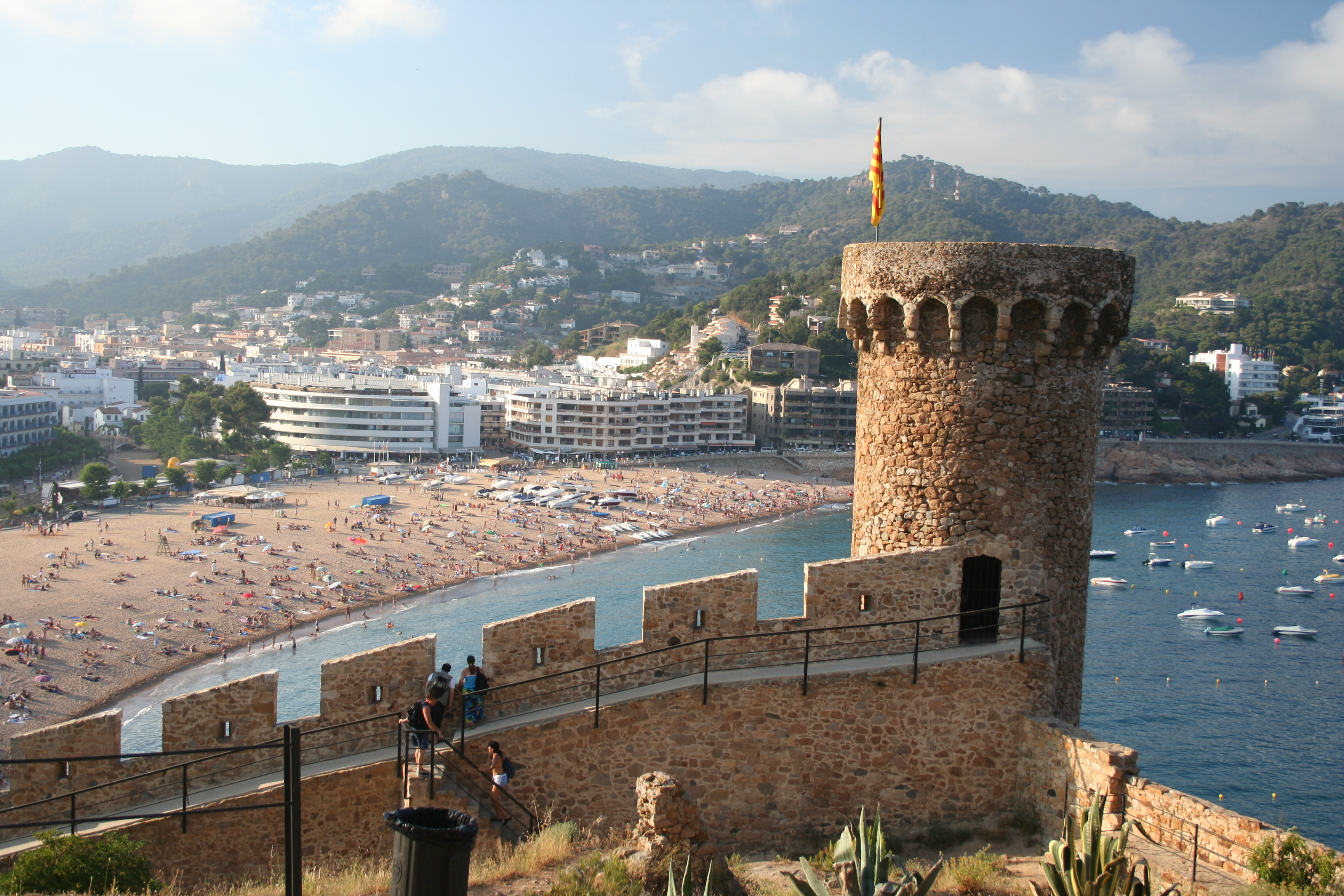
Vila Vella enceinte

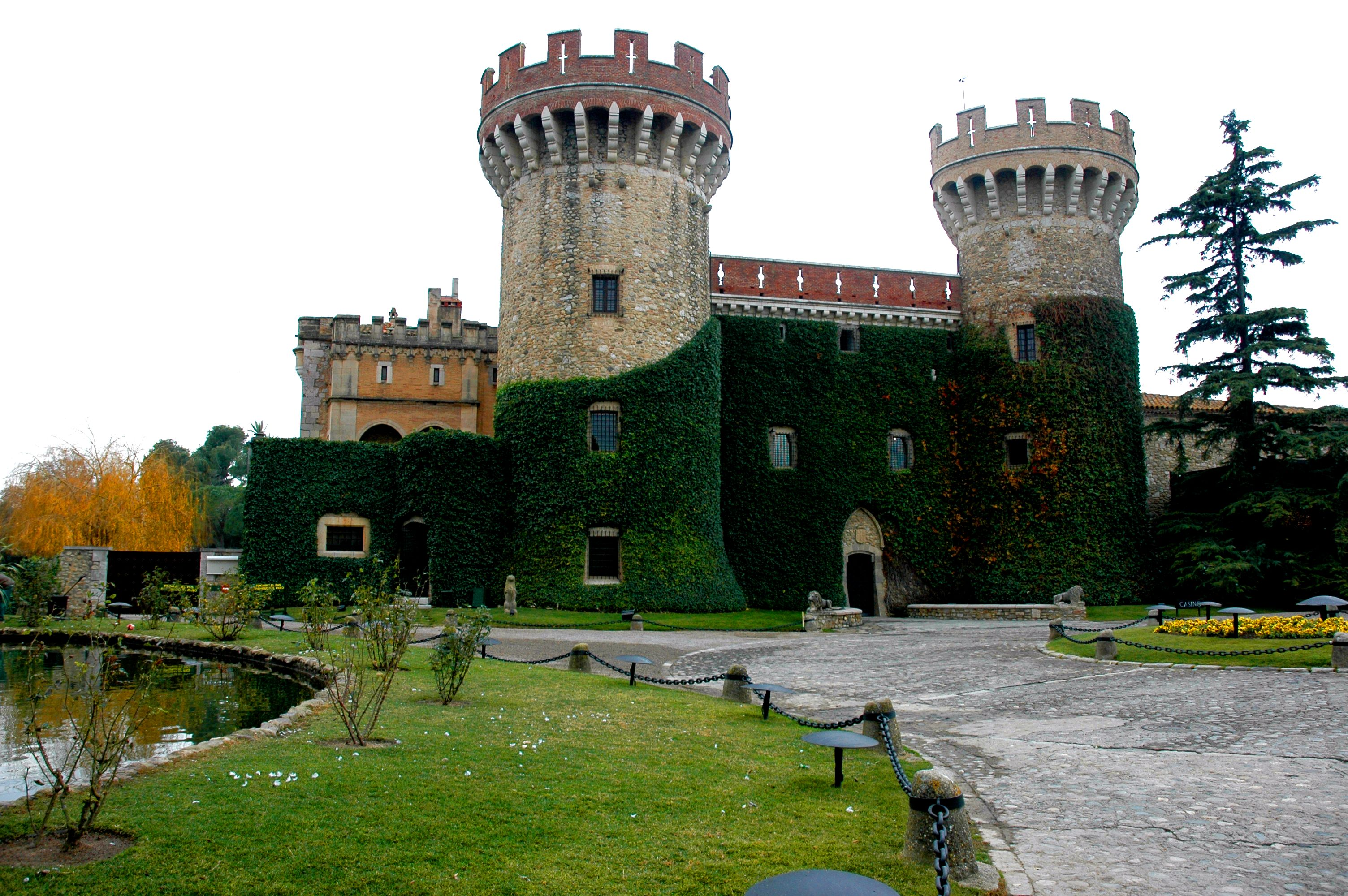
Lâu đài Peralada

- Vila Vella enceinte of Tossa de Mar
- Lâu đài Montsoriu
- Lâu đài Peralada
- Lâu đài la Tallada (Ampurdán)
- Lâu đài Sant Joan de Blanes
- Lâu đài Requesens
- Lâu đài Palau-sator
- Lâu đài Palau Sacosta
- Lâu đài Bufalaranya
- Castell de Cabrera (Alt Empordà)
- Lâu đài d'Espolla
- Lâu đài Llagostera
- Lâu đài Púbol
- Lâu đài Quermançó
- Lâu đài Rocabertí
- Lâu đài Rupià
- Lâu đài Sant Ferran
- Lâu đài Verdera
- Lâu đài Vulpellac
- Lâu đài d'Albons
- Lâu đài Llívia
- Lâu đài the Montgrí
- Lâu đài Farners
- Lâu đài Verges
- Lâu đài-palace of la Bisbal

### Lleida
- Lâu đài and village of Talarn

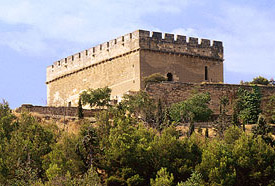
Lâu đài Gardeny

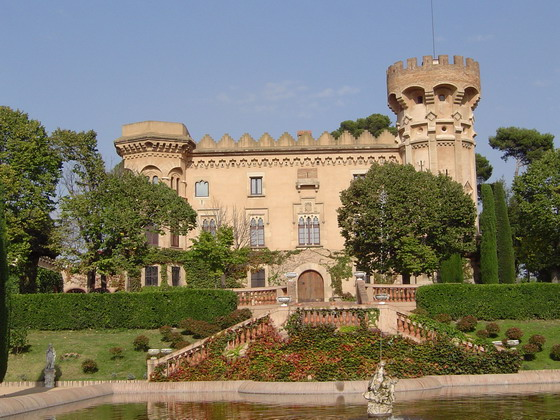
Lâu đài Sant Marçal

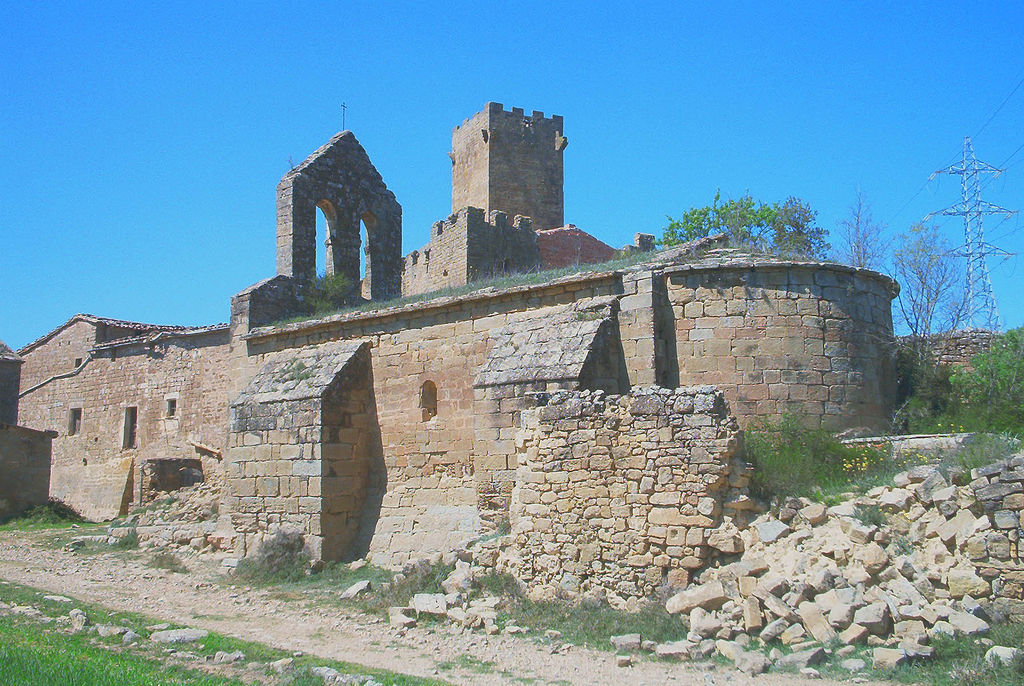
Lâu đài les Sitges

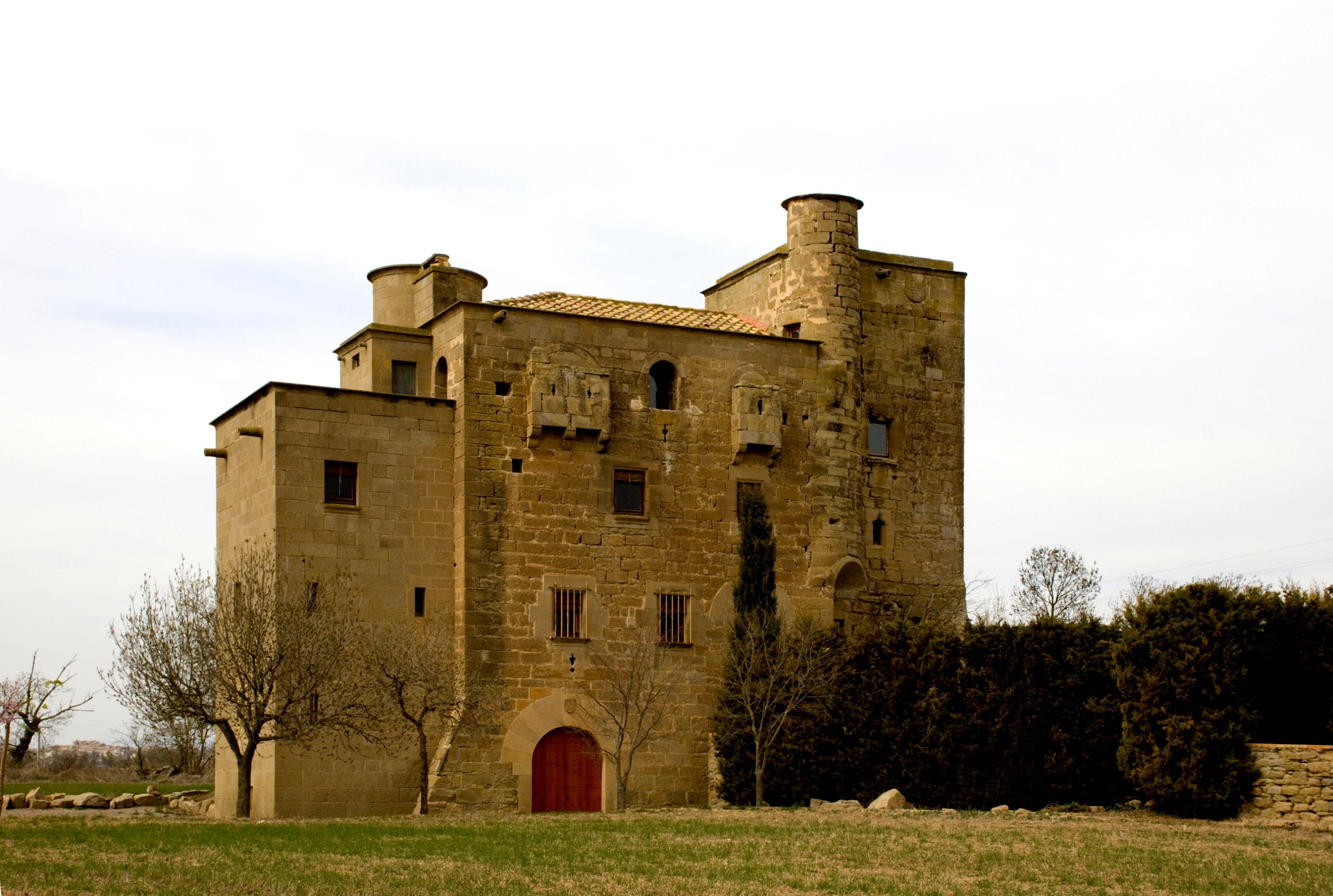
Lâu đài Ratera

- Alcazaba of Lleida (Suda de Lleida)
- Lâu đài Maldà
- Lâu đài Besora
- Lâu đài Gardeny
- Lâu đài Montsonis
- Lâu đài la Tallada (Segarra)
- Lâu đài d'Albatàrrec
- Lâu đài Basturs
- Lâu đài Benavent de la Conca
- Lâu đài Biscarri
- Lâu đài Castellnou d'Ossó
- Lâu đài Castelló de Farfanya
- Lâu đài d'Abella de la Conca
- Lâu đài d'Escarlà
- Castell d'Espills
- Lâu đài Llordá
- Lâu đài Sant Miquel de la Vall
- Lâu đài Sarroca de Bellera
- Lâu đài Serradell
- Lâu đài Toralla
- Lâu đài Ciutadilla
- Lâu đài Concabella
- Lâu đài d'Enfesta
- Lâu đài Gurp
- Lâu đài Llimiana
- Lâu đài Madrona
- Lâu đài Sant Marçal
- Lâu đài Mur
- Lâu đài de la Pedra
- Lâu đài Sallent (Pinell de Solsonès)
- Lâu đài Sanaüja
- Lâu đài Sapeira
- Lâu đài les Sitges
- Lâu đài Toló
- Lâu đài Pallars
- Lâu đài Verdú
- Lâu đài d'Eroles
- Lâu đài Miralles
- Lâu đài d'Orrit
- Lâu đài Ratera
- Lâu đài Ciutat
- Lâu đài Puigcercós
- Lâu đài the Remei
- Lâu đài Santa Engràcia
- Lâu đài Vilamitjana
- Lâu đài Viuet
- Atalaya of the Lâu đài Guimerà

## Extremadura

### Cáceres
- Alcázar of Alcántara
- Alcázar of Galisteo
- Alcázar of Plasencia
- Lâu đài Floripes
- Lâu đài Almaraz
- Lâu đài las Arguijuelas de Abajo
- Lâu đài las Arguijuelas de Arriba
- Lâu đài Arroyo de la Luz
- Lâu đài Belvís de Monroy
- Lâu đài Bernardo
- Lâu đài Brozas
- Lâu đài Cabañas del Castillo
- Lâu đài Cañamero
- Lâu đài Coria
- Lâu đài Eljas
- Lâu đài Granadilla
- Lâu đài Grimaldo
- Lâu đài Mayoralgo
- Lâu đài los Mogollones
- Lâu đài Mohedanos
- Lâu đài Monfragüe
- Lâu đài Monroy
- Lâu đài Montánchez
- Lâu đài la Peña del Acero
- Lâu đài Peñafiel (Zarza la Mayor)

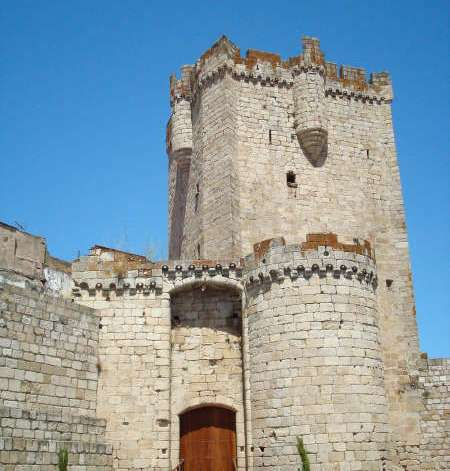
Lâu đài Coria.

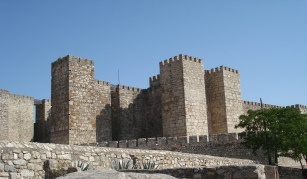
Lâu đài Trujillo

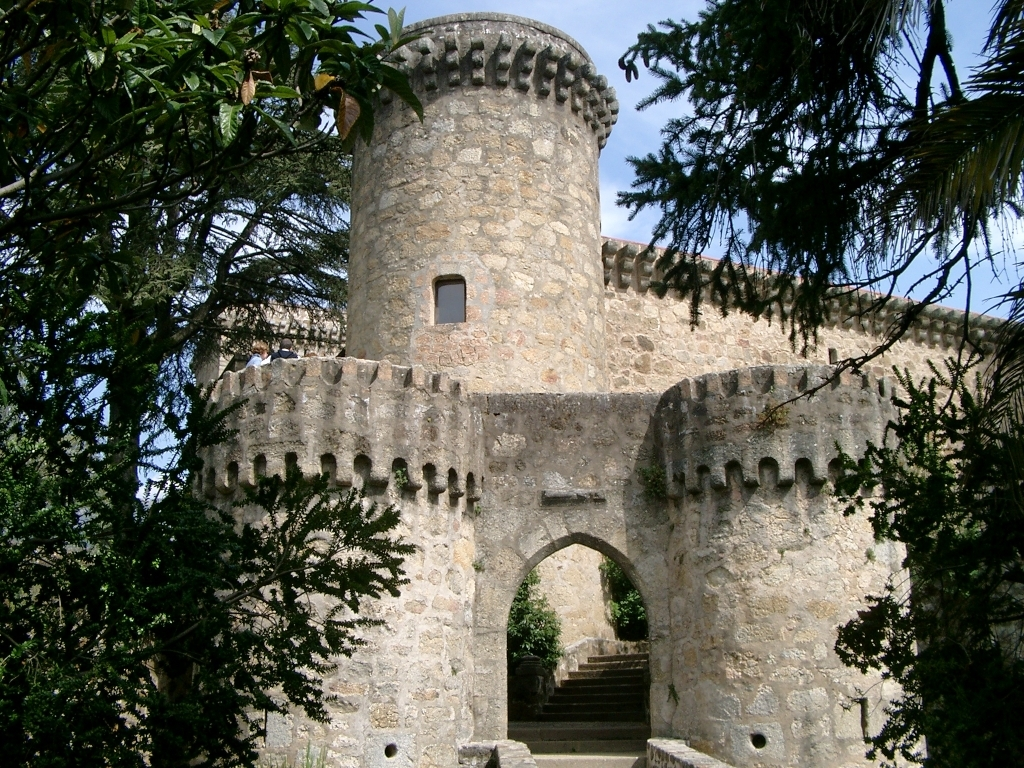
Castle Palace of the Counts of Oropesa

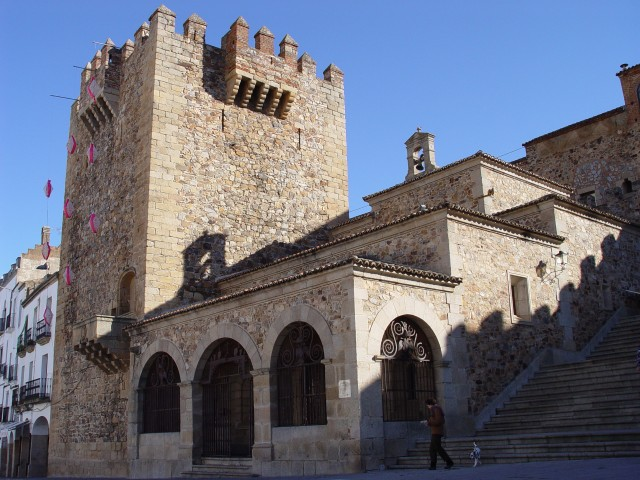
Tower of Bujaco

- Lâu đài los Pizarro (Segura de la Sierra)
- Lâu đài Portezuelo
- Lâu đài Salor
- Lâu đài Salvaleón
- Lâu đài Santibáñez el Alto
- Lâu đài las Seguras
- Lâu đài Torremenga
- Lâu đài Trevejo
- Lâu đài Trujillo
- Lâu đài Valverde de la Vera
- Lâu đài Viandar de la Vera
- Lâu đài Palace of the Counts of Oropesa hoặc Lâu đài Jarandilla
- Palace of Sotofermoso
- Pháo đài Aldea del Cano
- Tháp Bujaco
- Almenara of Gata
- Tường thành Plasencia

### Badajoz
- Alcazaba of Badajoz
- Alcazaba of Mérida
- Alcazaba of Reina
- Lâu đài Alange
- Lâu đài Alburquerque
- Lâu đài Alconchel
- Lâu đài Fregenal de la Sierra
- Lâu đài Almorchón
- Lâu đài Azuaga
- Lâu đài Benquerencia de la Serena
- Lâu đài Burguillos del Cerro
- Lâu đài Capilla
- Lâu đài La Codosera
- Lâu đài la Encomienda
- Lâu đài Feria
- Lâu đài Fuente del Maestre

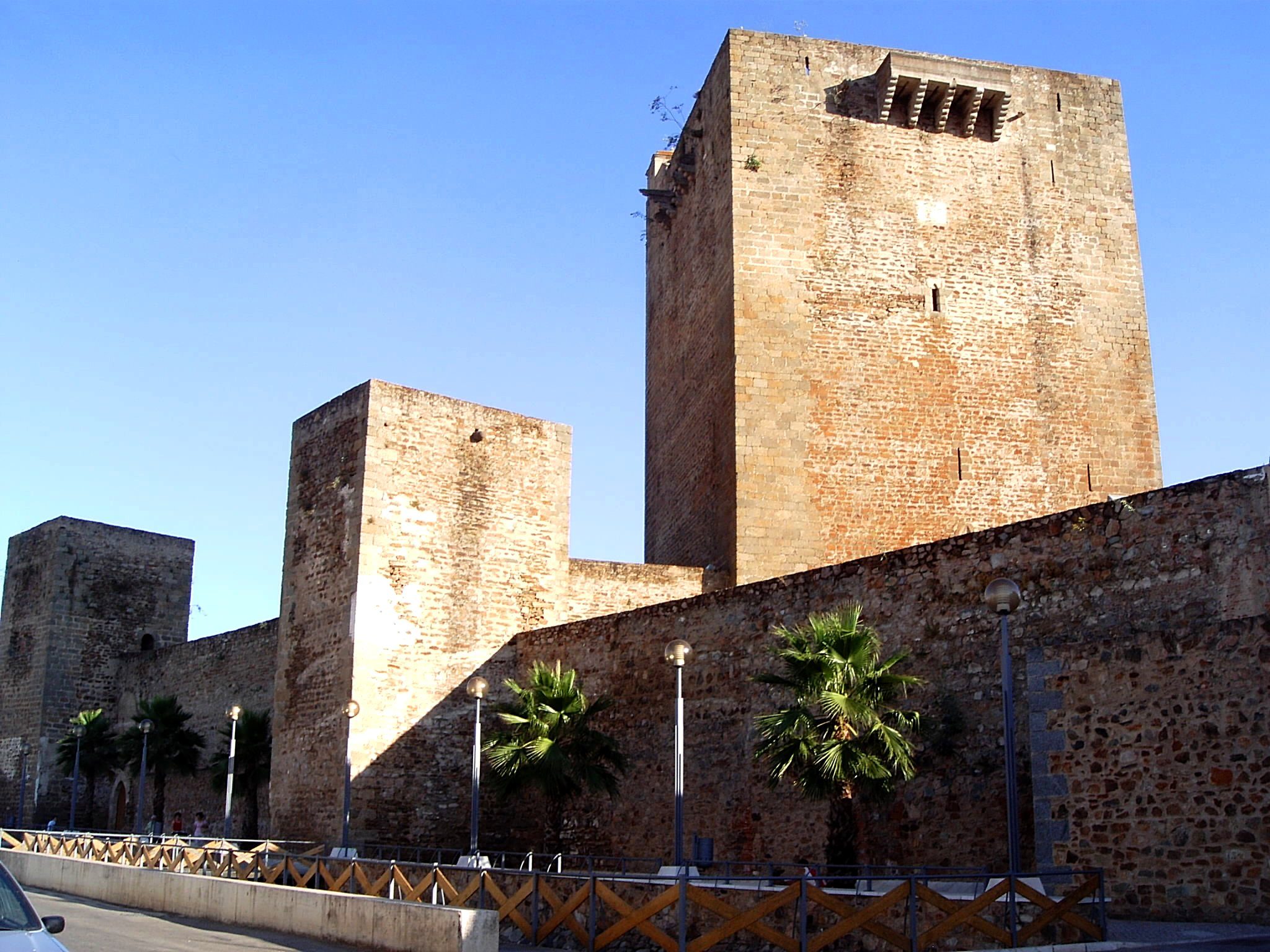
Lâu đài Olivença

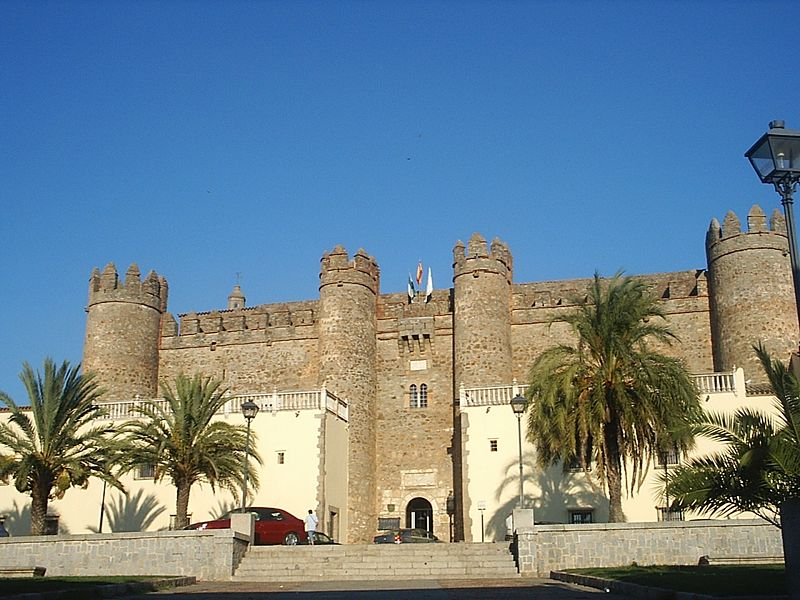
Lâu đài Zafra (Badajoz)

- Templar Lâu đài Fregenal de la Sierra
- Lâu đài Herrera del Duque
- Lâu đài Higuera de Vargas
- Lâu đài Hornachos
- Lâu đài Jerez de los Caballeros
- Lâu đài Luna
- Lâu đài Magacela
- Lâu đài Mayorga
- Lâu đài Medellín
- Lâu đài Montemolín
- Lâu đài Olivença
- Lâu đài Puebla de Alcocer
- Lâu đài Nogales
- Lâu đài Piedrabuenap
- Lâu đài Salvaleón
- Lâu đài Salvatierra de los Barros
- Lâu đài Segura de León
- Lâu đài the Towers
- Lâu đài Villagarcía de la Torre
- Lâu đài la Vaguada
- Lâu đài Zafra (Badajoz)
- Lâu đài Zalamea de la Serena

## Galicia

Lâu đài Naraío

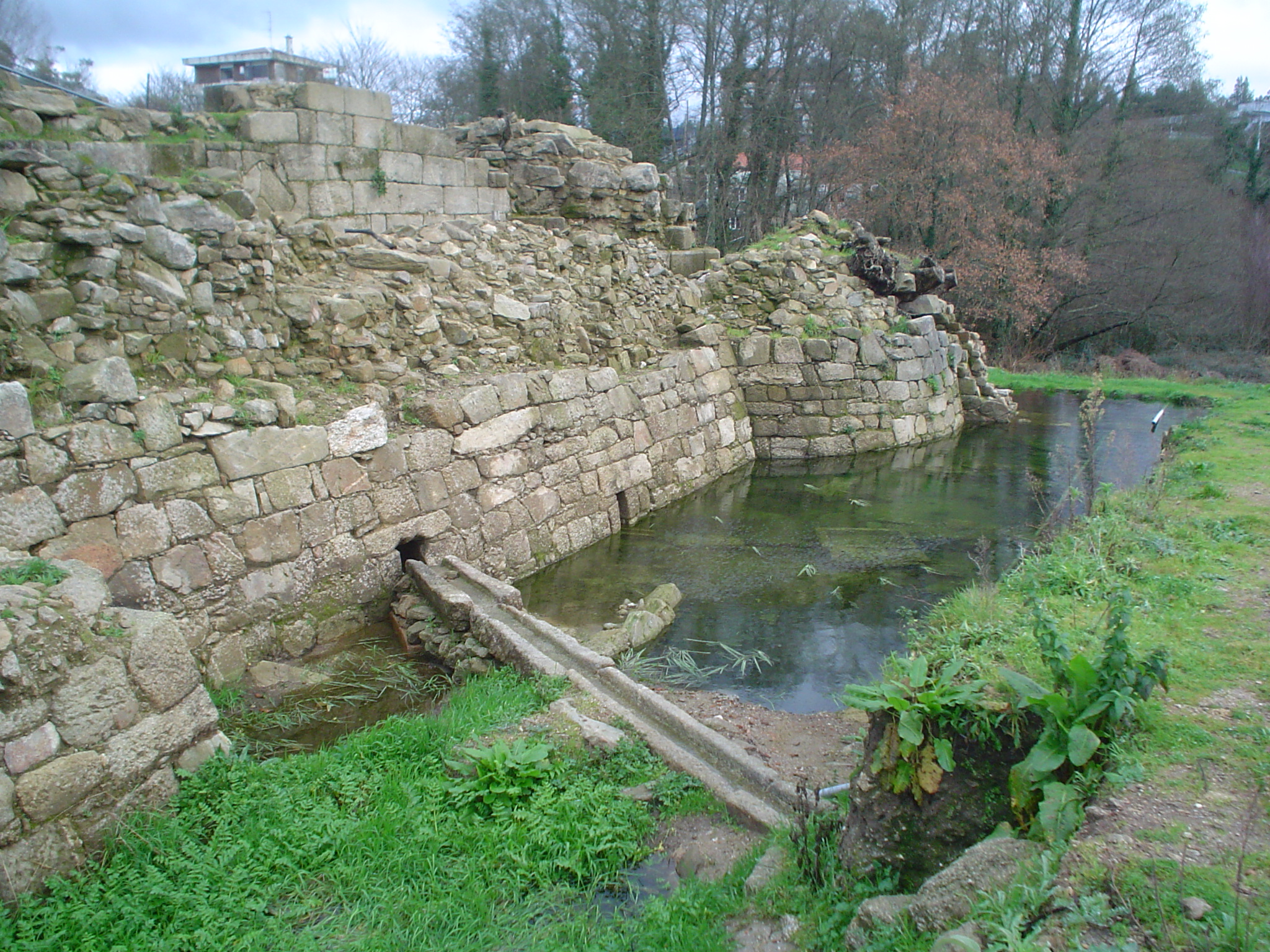
Castle da Rocha Forte

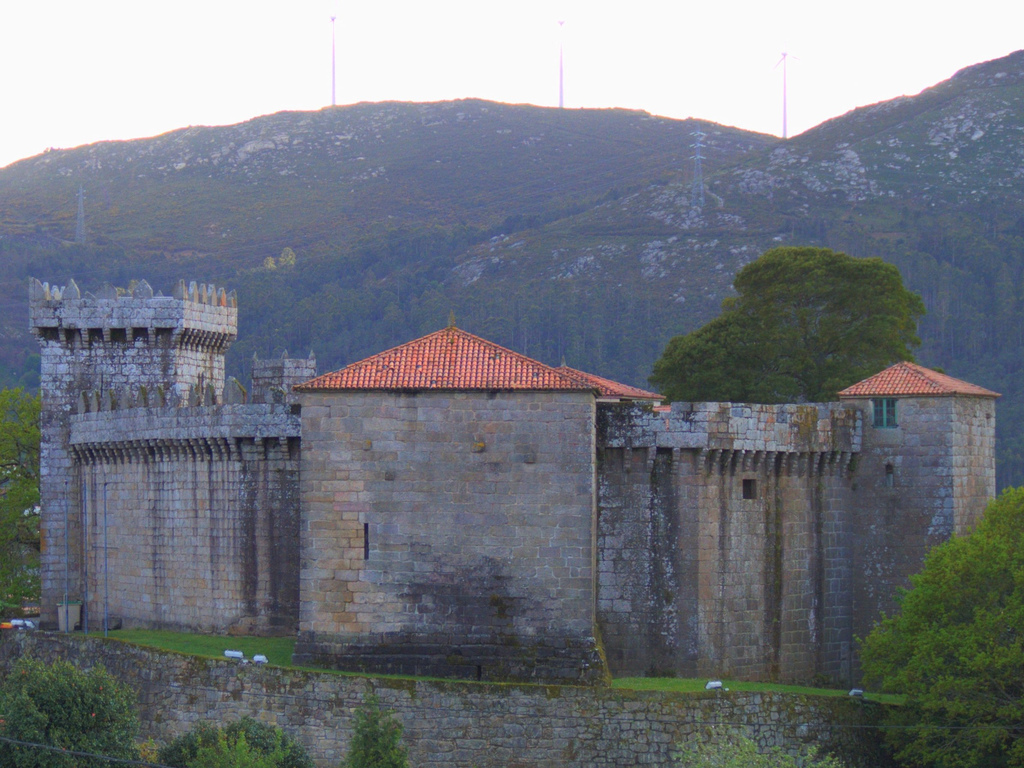
Lâu đài Vimianzo

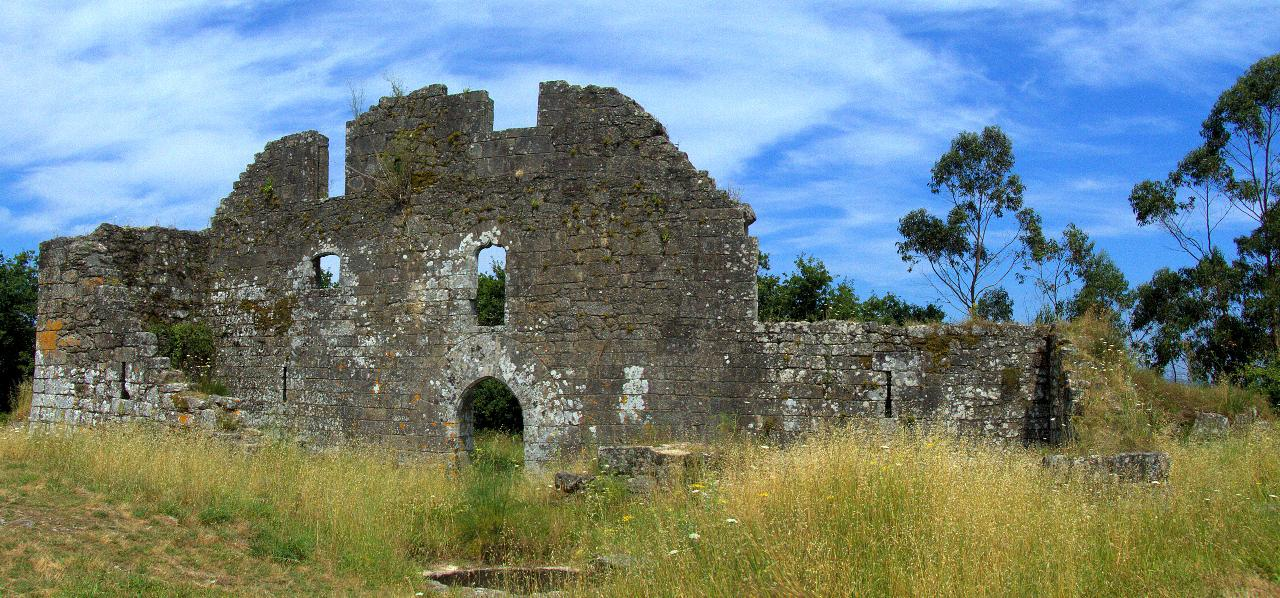
Towers of Altamira

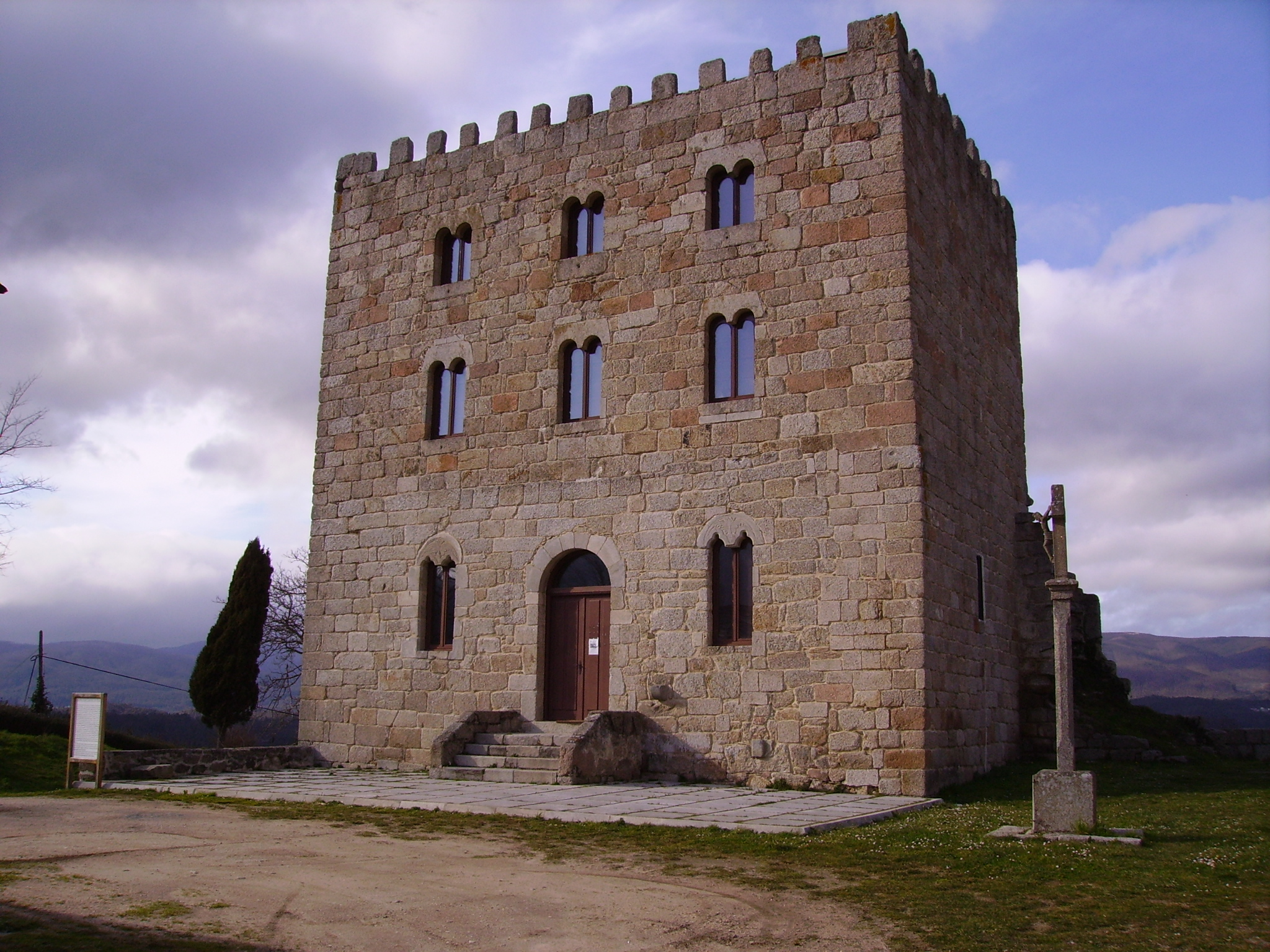
Castle do Castrodouro, keep.

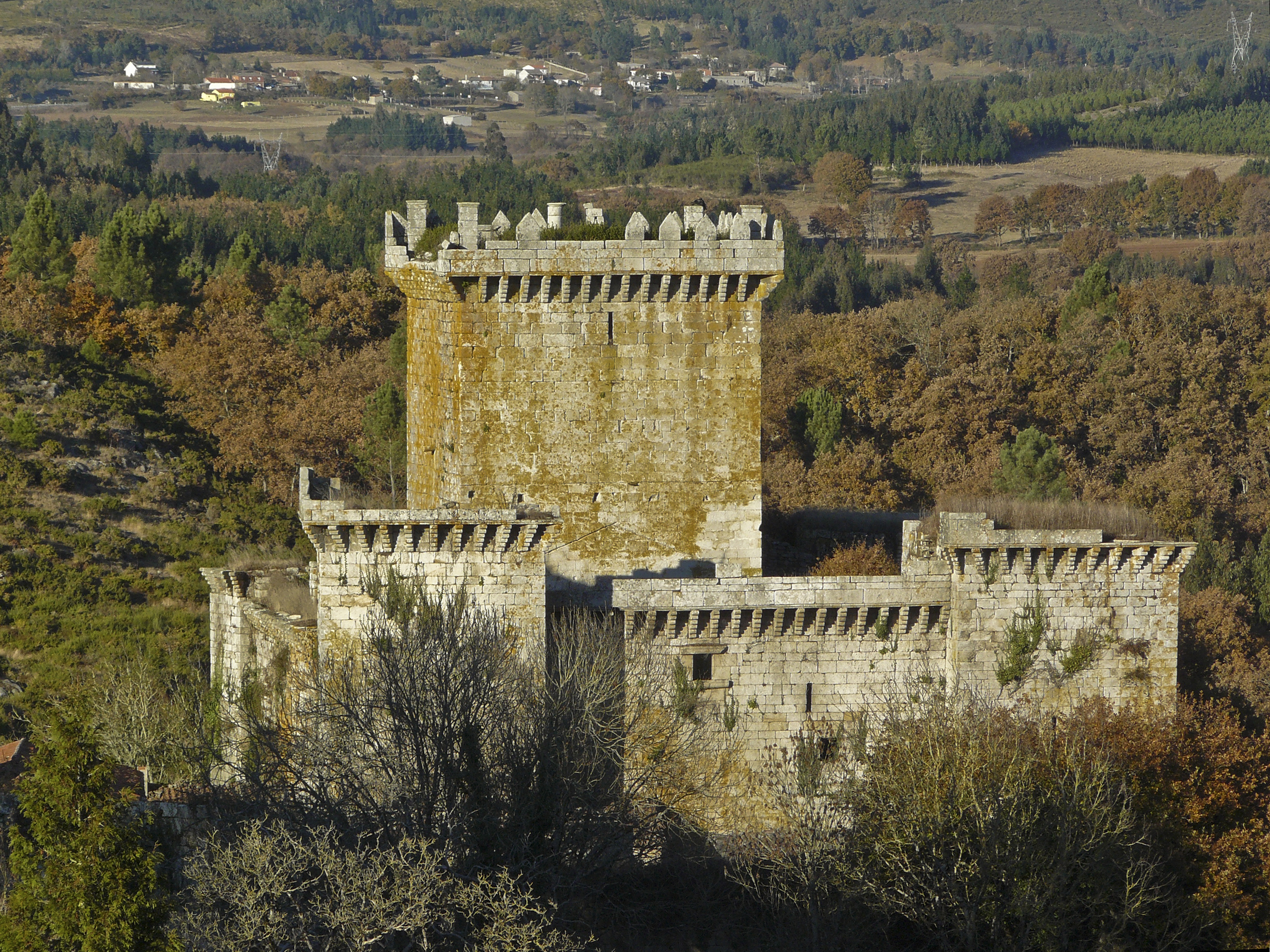
Lâu đài Pambre

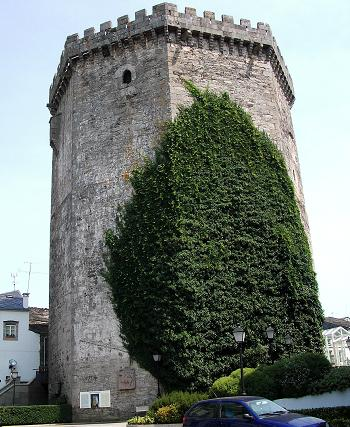
Tower of the Castle dos Andrade

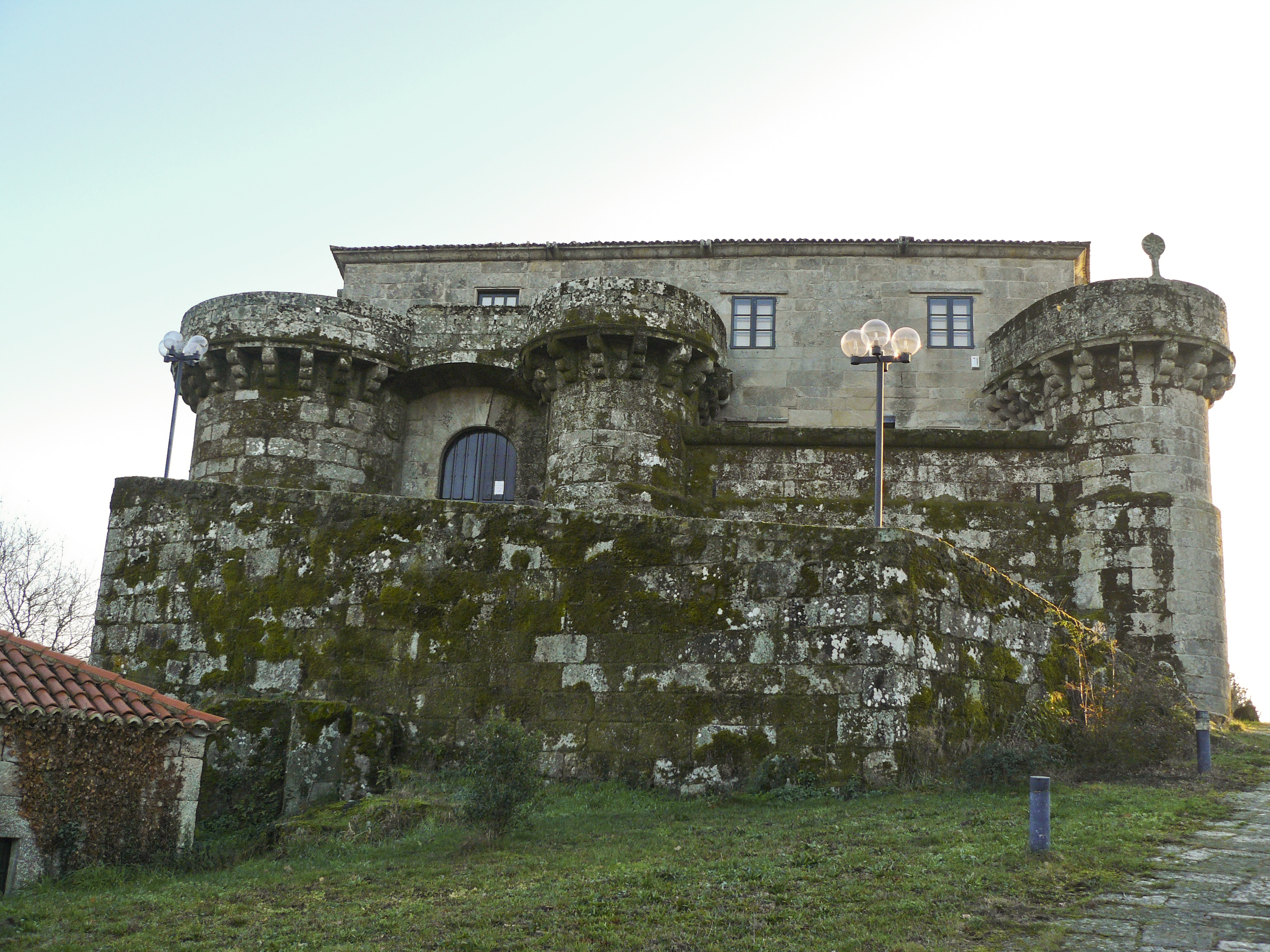
Lâu đài Vilamarín

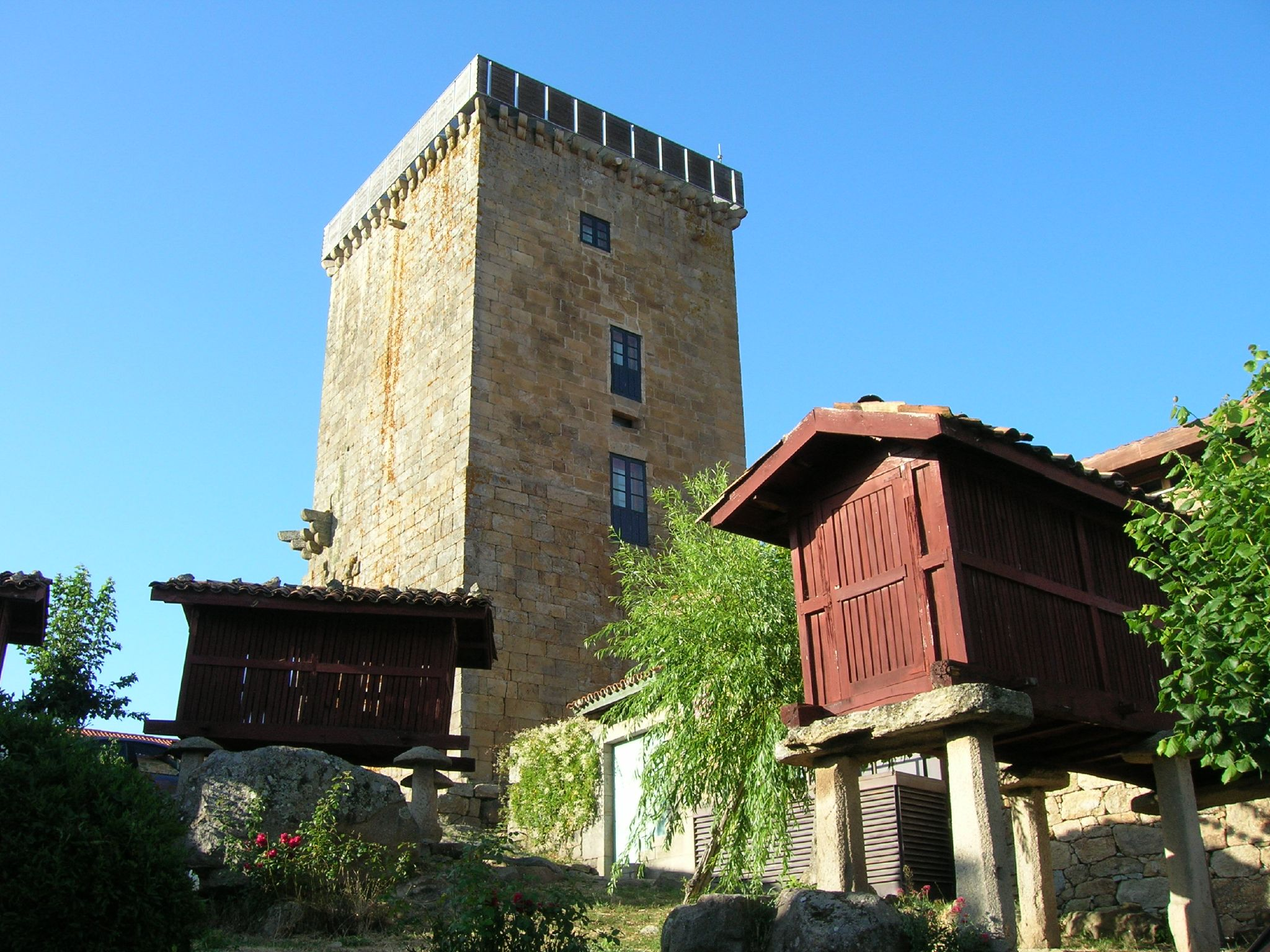
Tower of Vilanova dos Infantes

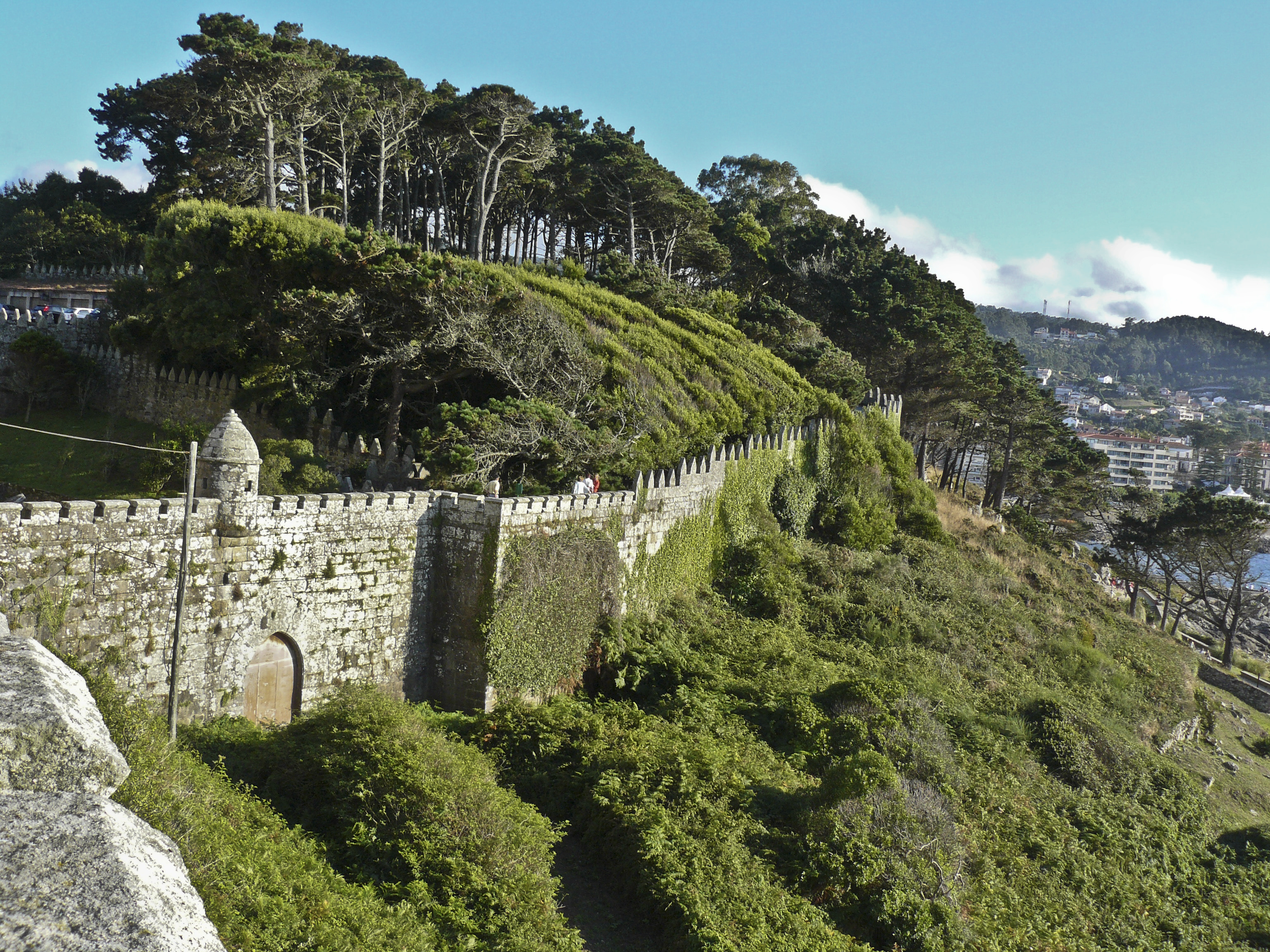
Lâu đài Monterreal

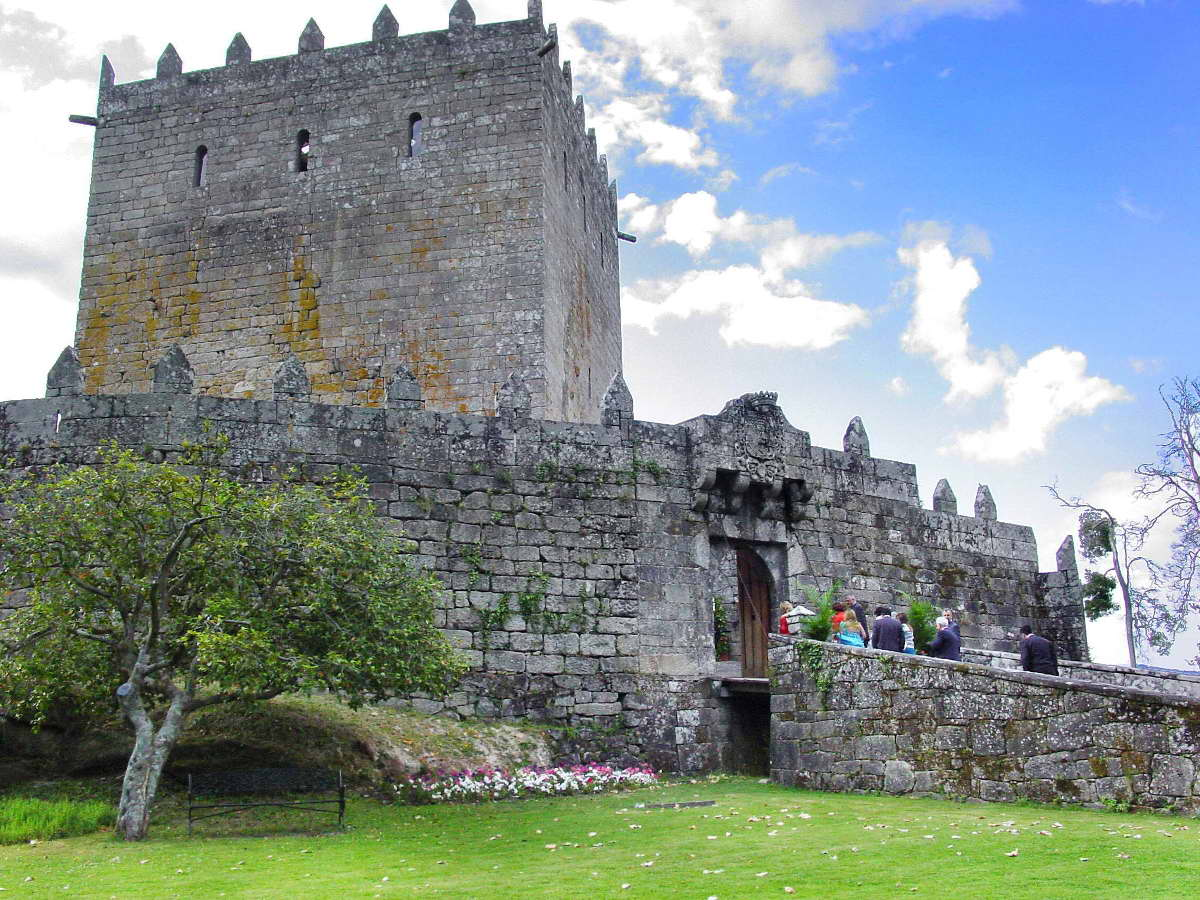
Lâu đài Soutomaior

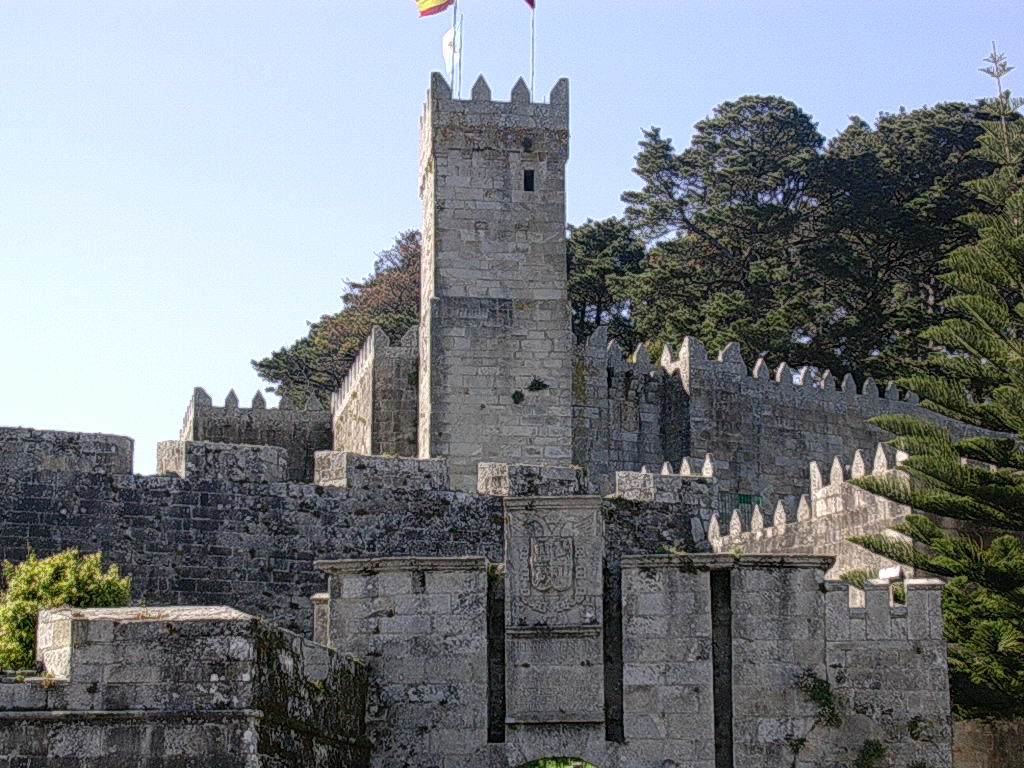
Lâu đài Monterreal in Baiona

### A Coruña
- Lâu đài Naraío, (San Sadurniño)
- Lâu đài Andrade hoặc Fortress da Nogueirosa, (Pontedeume)
- Lâu đài da Lúa, (Rianxo)
- Lâu đài da Rocha Forte, (Santiago de Compostela)
- Lâu đài da Rocha Branca, (Padrón)
- Lâu đài Fruzo, (Arzúa)
- Lâu đài Mesía, (Mesía)
- Lâu đài San Carlos (Finisterre)
- Lâu đài da Palma
- Lâu đài Moeche
- Lâu đài Vimianzo, (Vimianzo)
- Lâu đài Cardenal, (Corcubión)
- Lâu đài Casón, (Ortigueira)
- Lâu đài do Pico Sacro, (Boqueixón)
- Lâu đài do Príncipe, (Cee)
- Lâu đài do Soberano, (Camariñas)
- Lâu đài Santo Antón
- Lâu đài San Felipe (Ferrol)
- Fortress da Mota de Ois, (Coirós)
- Fort of Santa Cruz, (Oleiros)
- Torreón dos Andrade, (Pontedeume)
- Các tháp Altamira, (Brión)
- Các tháp Mens, (Malpica de Bergantiños)
- Tháps do Allo, (Zas)
- Tháp Penela, (Cabana de Bergantiños)
- Tháp Celas de Peiro, (Culleredo)
- Tháp Cillobre, (A Laracha)
- Tháp Figueroa, (Abegondo)
- Tháp Hércules, (A Coruña)
- Tháp Lama, (Mañón)
- Tháp Nogueira, (Coristanco)
- Tháp Orseño, (Porto do Son)
- Tháp Xunqueiras, (A Pobra do Caramiñal)
- Tháp do Concello, (Betanzos)
- Tháp pazo de Vilardefrancos, (Carballo)
- Tháp Goiáns, (Boiro)
- Tường thành Santiago de Compostela

### Lugo
- Lâu đài da Frouseira, (Foz)
- Lâu đài da Mota (Guntín), (Guntín)
- Lâu đài da Pobra de Parga, (Guitiriz)
- Lâu đài Amarante, (Antas de Ulla)
- Lâu đài Arcos, (Chantada)
- Lâu đài Burón, (A Fonsagrada)
- Lâu đài Caldaloba, (Cospeito)
- Lâu đài Carbedo, (O Courel)
- Castle do Castrodouro, (Alfoz)
- Lâu đài Castroverde, (Castroverde)
- Lâu đài Doiras, (Cervantes)
- Lâu đài Maside, (Pantón)
- Lâu đài Miraz, (Friol)
- Lâu đài Monforte de Lemos, (Monforte de Lemos)
- Lâu đài Navia, (Navia de Suarna)
- Lâu đài Pambre, (Palas de Rei)
- Lâu đài Penas, (Monterroso)
- Lâu đài Peñaflor, (Riotorto)
- Lâu đài Saavedra, (Begonte)
- Lâu đài Sarria, (Sarria)
- Lâu đài Sequeiros, (Quiroga)
- Lâu đài Torés, (As Nogais)
- Lâu đài Tovar, (Lourenzá)
- Lâu đài Vilalba, (Vilalba)
- Lâu đài Tower of Novaes, (Quiroga)
- Pháo đài San Paio de Narla, (Friol)
- Fort of San Damián, (Ribadeo)
- Tháp Fortress of Friol, (Friol)
- Tháp da Bastida, (Pantón)
- Tháp da Candaira, (O Saviñao)
- Tháp Doncos, (As Nogais)
- Tháp Gorrete, (Mondoñedo)
- Tháp Hospital, (O Incio)
- Tháp Marce, (Pantón)
- Tháp Moreda, (Monforte de Lemos)
- Tháp Quindimil, (Palas de Rei)
- Tháp Sobrada, (Outeiro de Rei)
- Tháp Taboada, (Taboada)
- Tháp Taboi, (Outeiro de Rei)
- Tháp Támoga, (Cospeito)
- Tháp do Mouro, (Riotorto)
- Fort-House of Lusio, (Samos)
- Tháp-House of Friol, (Friol)
- Tháp-House of Güimil, (O Saviñao)
- Walls of Lugo

### Ourense
- Alcázar of Milmanda, (Celanova)
- Lâu đài da Peroxa, (A Peroxa)
- Lâu đài Allariz, (Allariz)
- Lâu đài Castro Caldelas, (Castro Caldelas)
- Lâu đài Cinconogueiras, (A Peroxa)
- Lâu đài Fontearcada, (A Peroxa)
- Lâu đài Maceda, (Maceda)
- Lâu đài Monterrei, (Monterrei)
- Castle da Piconha, (Calvos de Randín)
- Lâu đài Ribadavia, (Ribadavia)
- Lâu đài Roucos, (Cenlle)
- Lâu đài Sandiás, (Sandiás)
- Lâu đài Vilamarín, (Vilamarín)
- Lâu đài do Castro, (O Barco de Valdeorras)
- Pháo đài Sande, (Cartelle)
- Pazo da Torre de Soutopenelo, (San Cibrao das Viñas)
- Tháp da Forxa, (Porqueira)
- Tháp da Pena da Portela, (Xinzo de Limia)
- Tháp Torán, (Taboadela)
- Tháp Viana, (Viana do Bolo)
- Tháp Vilanova dos Infantes, (Celanova)
- Tháp do Bolo, (O Bolo)

### Pontevedra
- Lâu đài Alemparte, (Fornelos de Montes)
- Lâu đài Cira, (Silleda)
- Lâu đài Fornelos, (Crecente)
- Lâu đài Lobeira, (Vilanova de Arousa)
- Lâu đài Monterreal, (Baiona)
- Lâu đài Salvaterra, (Salvaterra de Miño)
- Lâu đài Sobroso, (Mondariz)
- Lâu đài Soutomaior, (Soutomaior)
- Lâu đài Tebra, (Tomiño)
- Lâu đài Ubeiras, (Vilaboa)
- Lâu đài do Penzo, (Vigo)
- Pháo đài Borraxeiros, (Agolada)
- Pháo đài Gondomar, (Gondomar)
- Pháo đài Rodeiro, (Rodeiro)
- Pháo đài San Lourenzo, (Tomiño)
- Tháp-Fortress of Castro de Montes, (Forcarei)
- Các tháp Miadelo, (Vilagarcía de Arousa)
- Torres do Oeste, (Catoira)
- Tháp da Barreira, (A Estrada)
- Tháp A Lanzada, (O Grove)
- Tháp Camba, (Rodeiro)
- Tháp Fafián, (Rodeiro)
- Tháp Guimarei, (A Estrada)
- Tháp San Sadurniño, (Vilagarcía de Arousa)

## Cộng đồng Madrid
- Lâu đài La Alameda (Madrid)

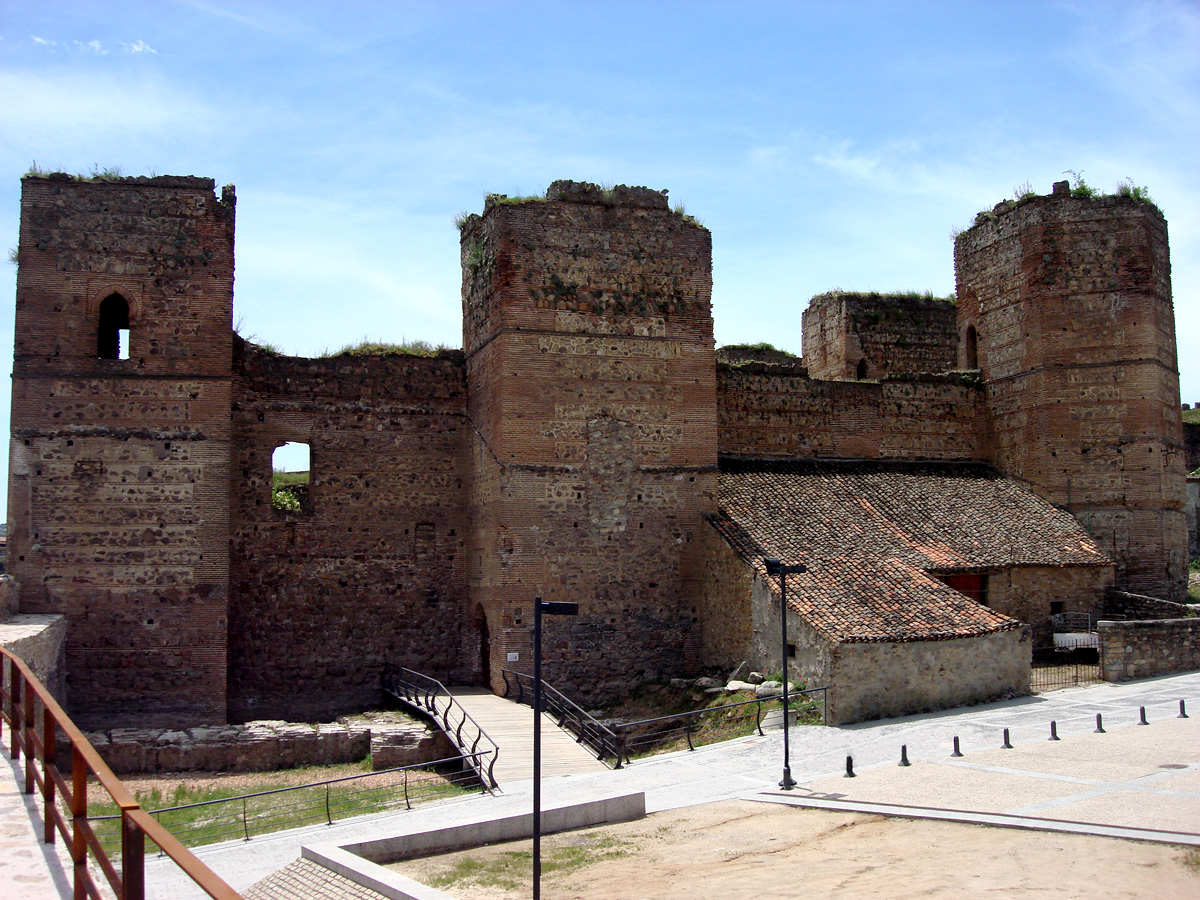
Lâu đài Buitrago del Lozoya

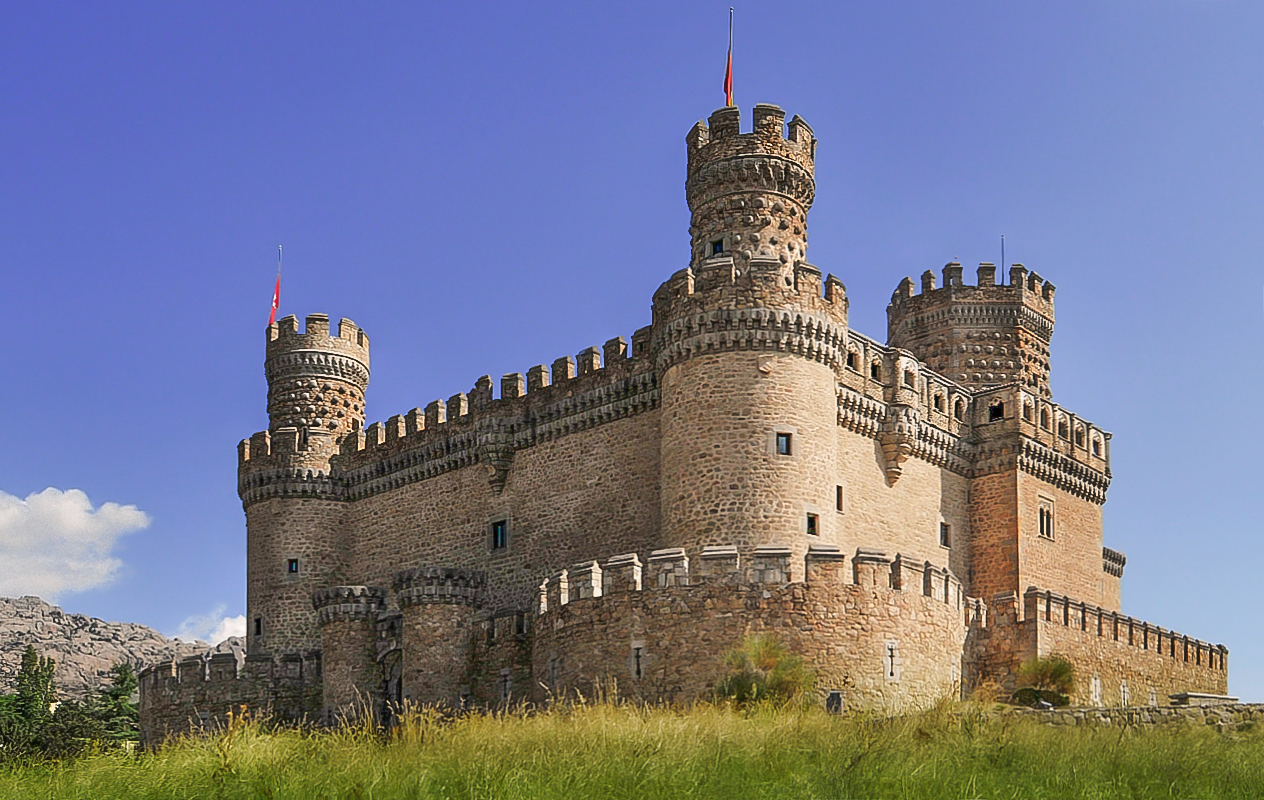
Lâu đài Manzanares el Real

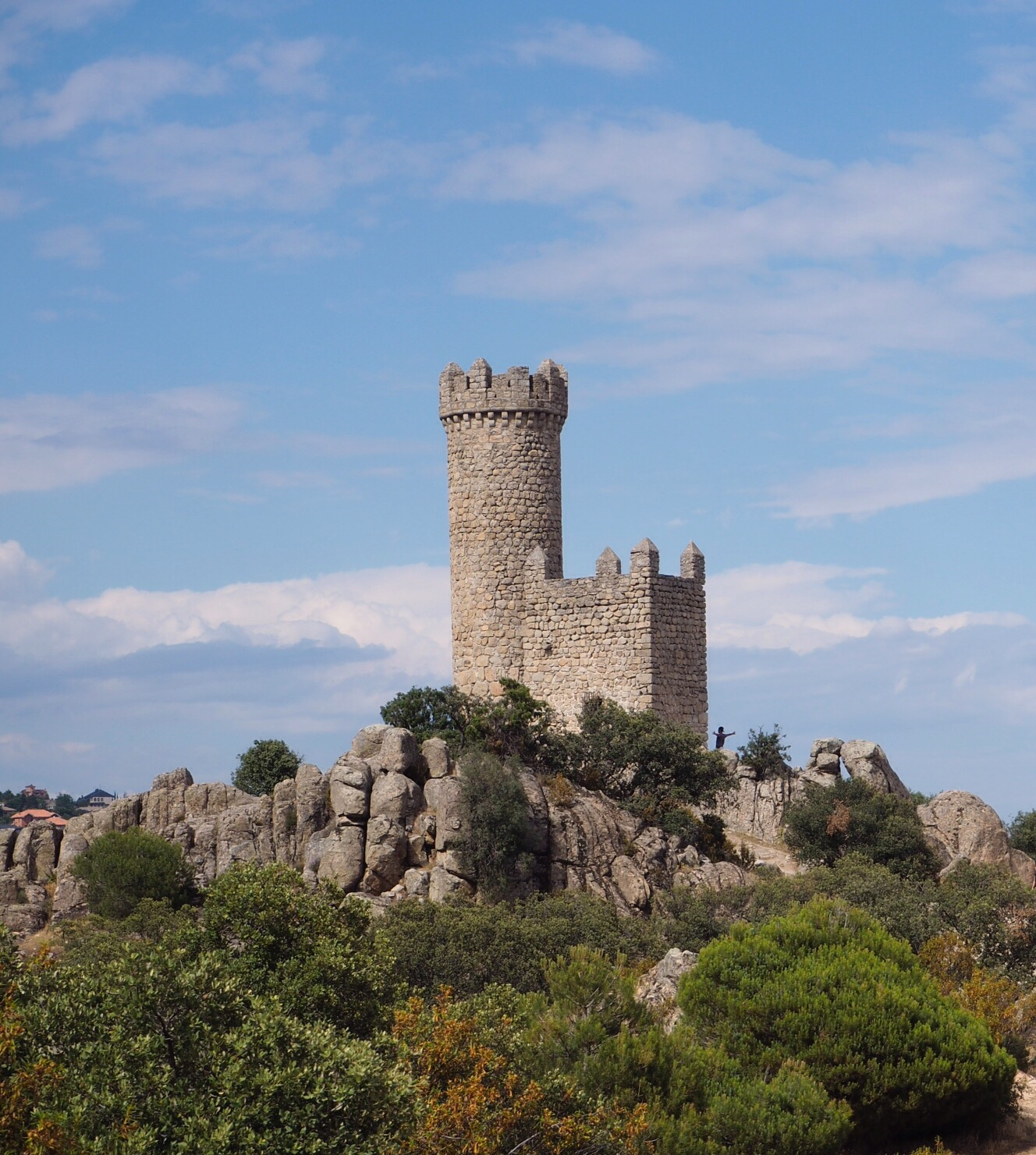
Atalaya de Torrelodones

- Lâu đài Alcalá la Vieja (Alcalá de Henares)
- Lâu đài Aulencia
- Lâu đài Batres
- Lâu đài Buitrago del Lozoya
- Lâu đài Casasola (Chinchón)
- Lâu đài Chinchón
- Lâu đài la Coracera (San Martín de Valdeiglesias)
- Lâu đài Fuentidueña de Tajo
- New Lâu đài Manzanares el Real
- Old Lâu đài Manzanares el Real
- Lâu đài Torrejón de Velasco
- Lâu đài Torremocha (Santorcaz)
- Lâu đài Villarejo de Salvanés
- Lâu đài Villaviciosa de Odón
- Lâu đài Viñuelas
- Atalaya de Arrebatacapas
- Atalaya de El Berrueco
- Atalaya de El Vellón
- Atalaya de Venturada
- Atalaya de Torrelodones
- Torreón of Arroyomolinos
- Torreón of Fuentelámparas (Robledo de Chavela)
- Torreón of Pinto
- Tháp los Huesos (Madrid)
- Tháp Mirabel
- Tường thành Buitrago del Lozoya
- Christian Walls of Madrid
- Muslim Walls of Madrid
- Royal Alcázar of Madrid

## Vùng Murcia
- Lâu đài Aledo
- Lâu đài San Juan de las Águilas
- Lâu đài Lorca
- Lâu đài Xiquena in Lorca
- Lâu đài Tirieza in Lorca
- Lâu đài Felí in Lorca

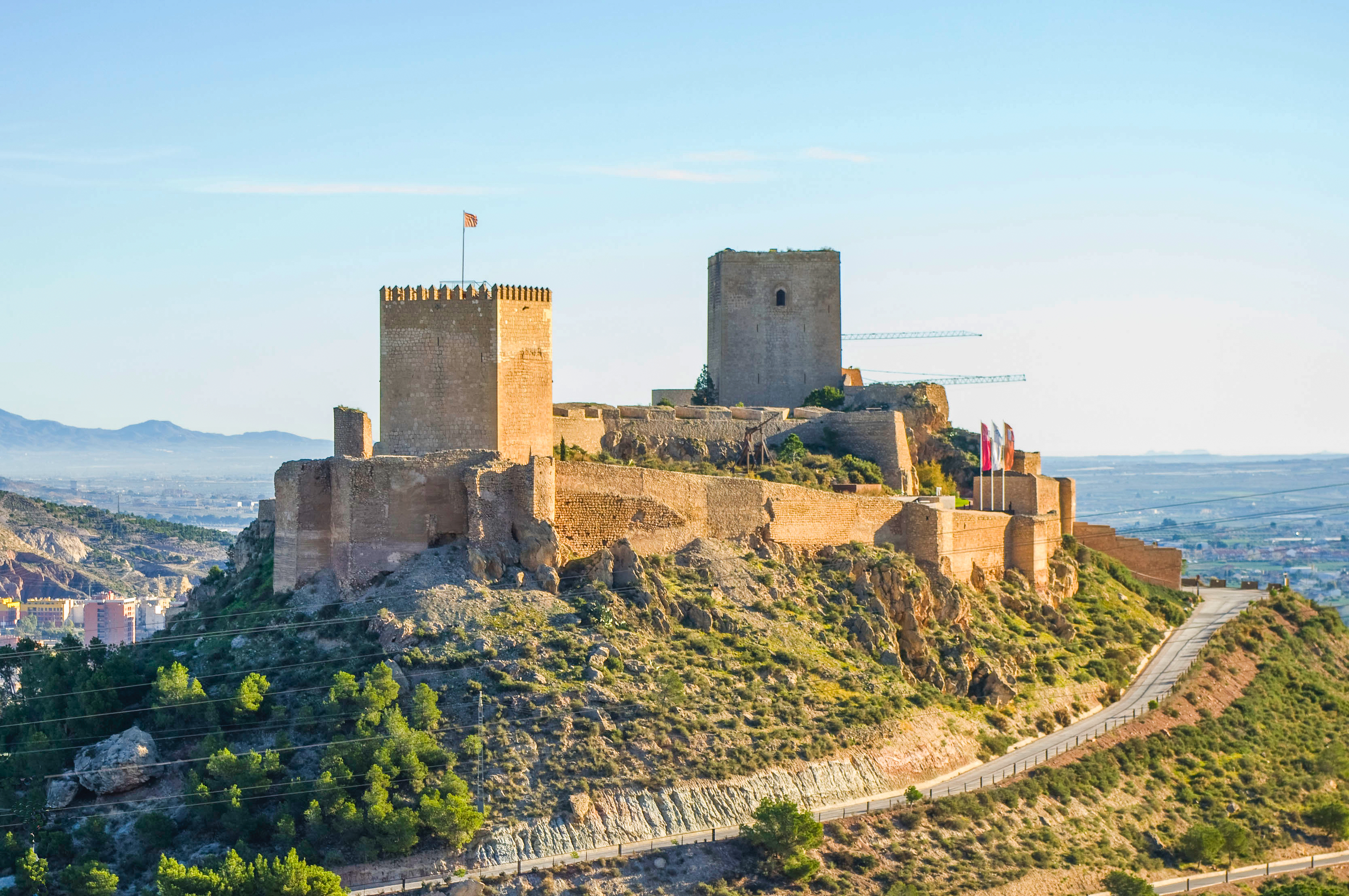
Lorca Castle

- Lâu đài la Concepción of Cartagena
- Lâu đài la Atalaya (Cartagena)
- Lâu đài Galeras of Cartagena
- Lâu đài San Julián (Cartagena)
- Lâu đài los moros of Cartagena
- Lâu đài Jumilla
- Lâu đài Monteagudo
- Lâu đài los Vélez in Mula
- Lâu đài Moratalla
- Tháp fortress of Alguazas.
- Tháp Santa Elena
- Tháp Cope
- Hişn Mulīna
- Tường thành Charles III

## Navarre

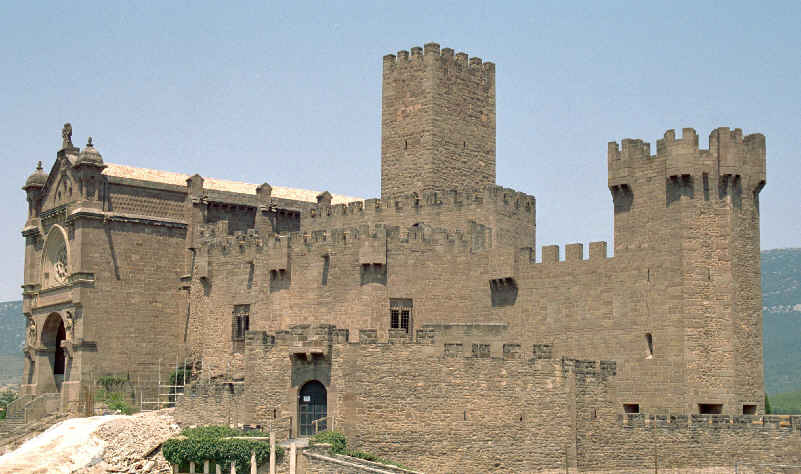
Lâu đài Xabier

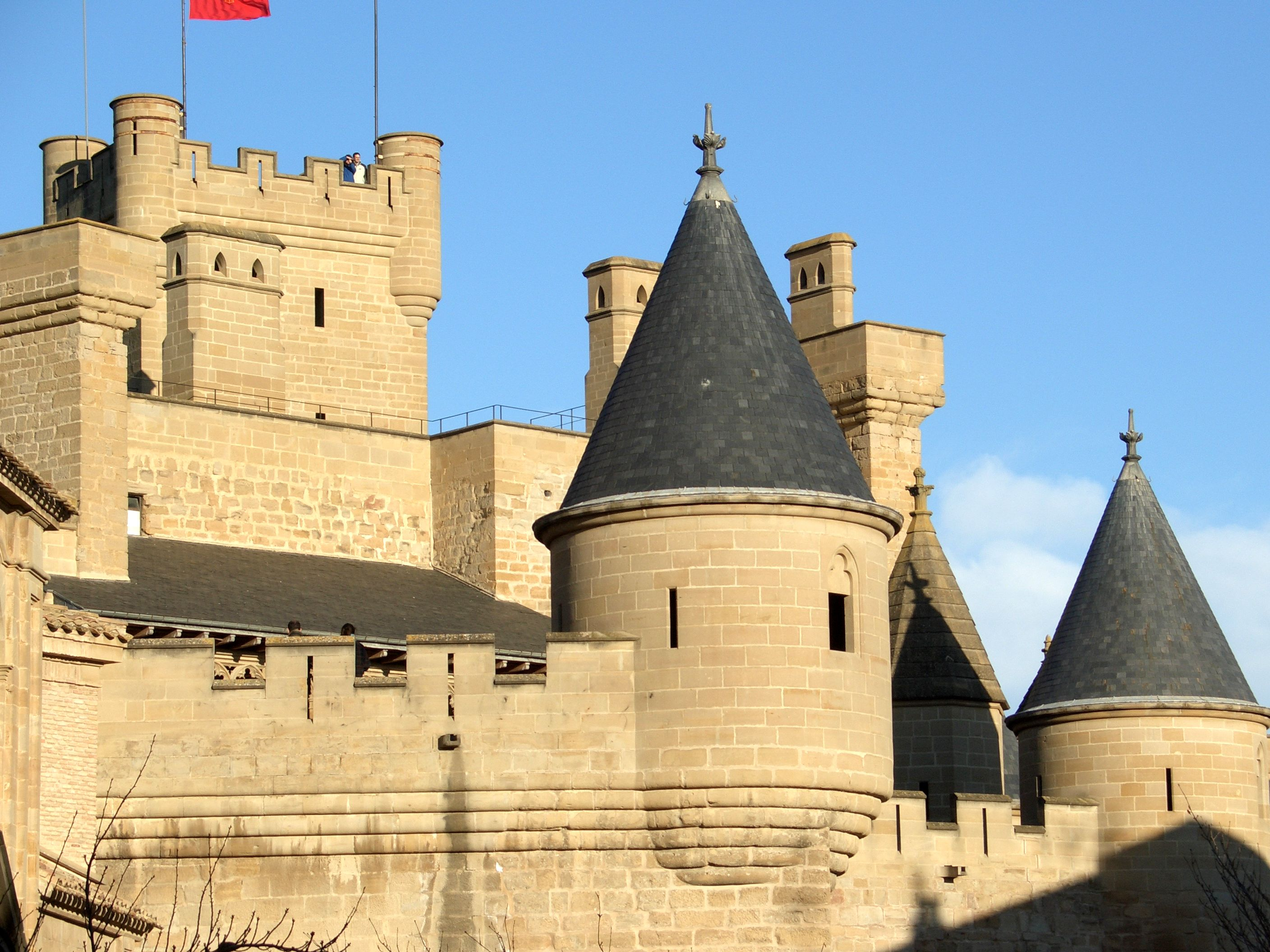
Lâu đài Olite

- Alcazaba and Lâu đài Tudela
- Lâu đài Xabier
- Lâu đài Olite
- Lâu đài Santakara
- Lâu đài Amaiur
- Lâu đài Garaño
- Lâu đài Orzorrotz
- Lâu đài Peña (Navarre)
- Lâu đài Deio
- Lâu đài Zalatambor
- Lâu đài palace of Martzilla
- Citadel of Pamplona
- Tháp Monreal
- Tường thành Tudela
- Cerco de Artajona
- Old town of Pamplona

## La Rioja

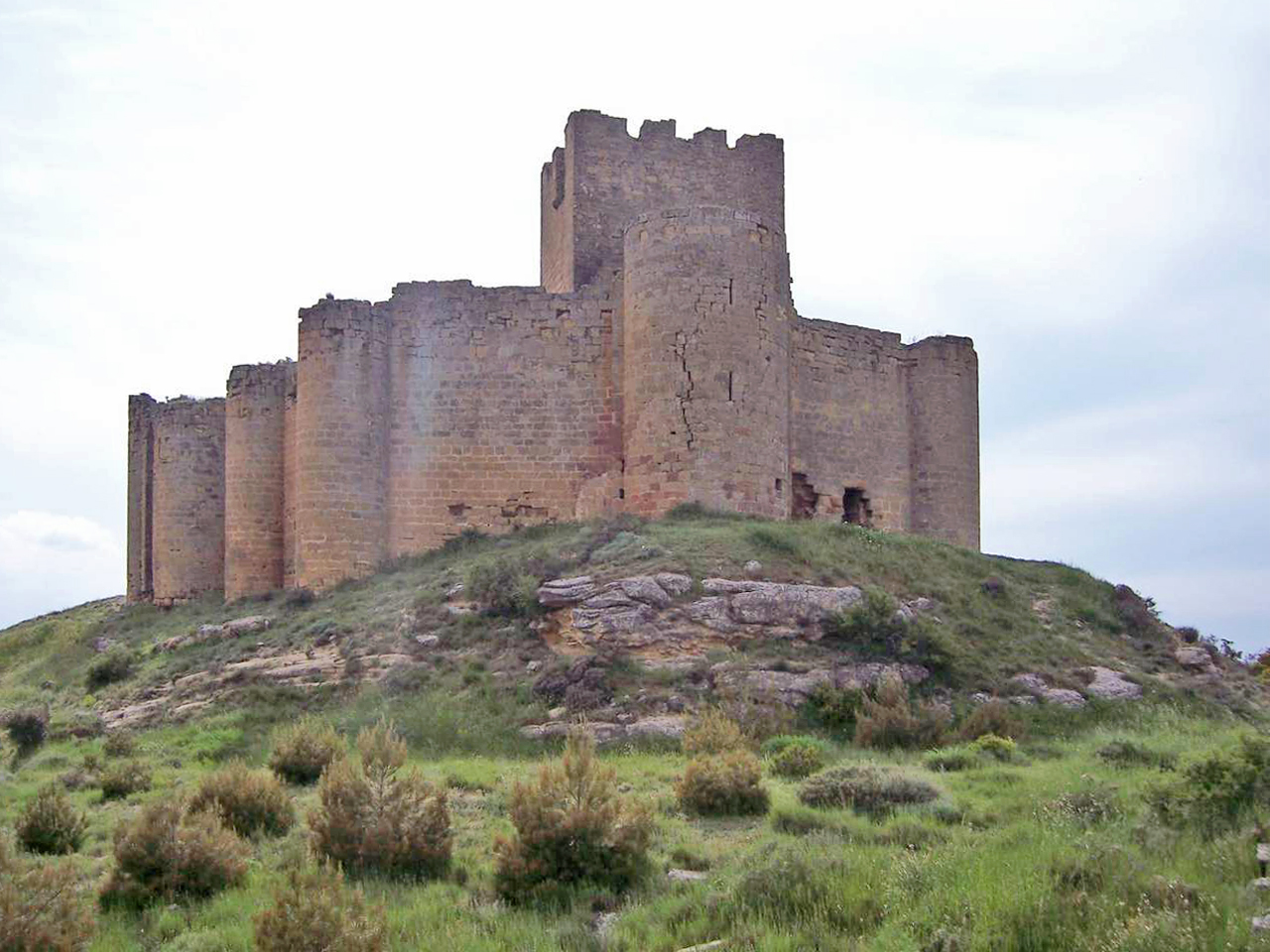
Lâu đài Davalillo

- Lâu đài Aguas Mansas in Agoncillo, restored and converted in the town hall.
- Lâu đài Aguilar del Río Alhama, there are only a few ruins.
- Lâu đài Arnedo
- Lâu đài Autol
- Lâu đài Castañares de las Cuevas
- Lâu đài Clavijo
- Lâu đài Cornago
- Lâu đài Davalillo
- Lâu đài Herce
- Lâu đài Jubera
- Lâu đài Leiva
- Lâu đài Quel
- Lâu đài Sajazarra
- Lâu đài San Vicente de la Sonsierra
- Lâu đài Cuzcurrita de Río Tirón
- Tháp fort of Anguciana
- Tường thành the Revellín (Logroño)

## Valencian Community

### Alicante
- Lâu đài les Atzahares
- Lâu đài Agost
- Lâu đài Agres
- Lâu đài Aigües
- Lâu đài Aixa
- Lâu đài de Alfofra
- Lâu đài Ambra
- Lâu đài Banyeres de Mariola
- Lâu đài Barxell
- Lâu đài Bernia
- Lâu đài Biar
- Lâu đài Castalla
- Lâu đài Cocentaina
- Lâu đài Coix
- Lâu đài Dénia
- Lâu đài Elda
- Lâu đài Forna
- Lâu đài Guardamar
- Lâu đài la Costurera
- Lâu đài la Mola
- Lâu đài la Murta
- Lâu đài del Mascarat
- Lâu đài Monforte del Cid
- Lâu đài Monòver
- Lâu đài Montemar
- Lâu đài Moraira
- Lâu đài Orihuela
- Lâu đài Penàguila
- Lâu đài Penella
- Lâu đài Perputxent
- Lâu đài Petrer
- Lâu đài Polop
- Lâu đài del Riu
- Lâu đài Salvatierra (Villena)
- Lâu đài Santa Bàrbara
- Lâu đài Sant Ferran (Alicante)
- Lâu đài Santa Pola
- Lâu đài Saix

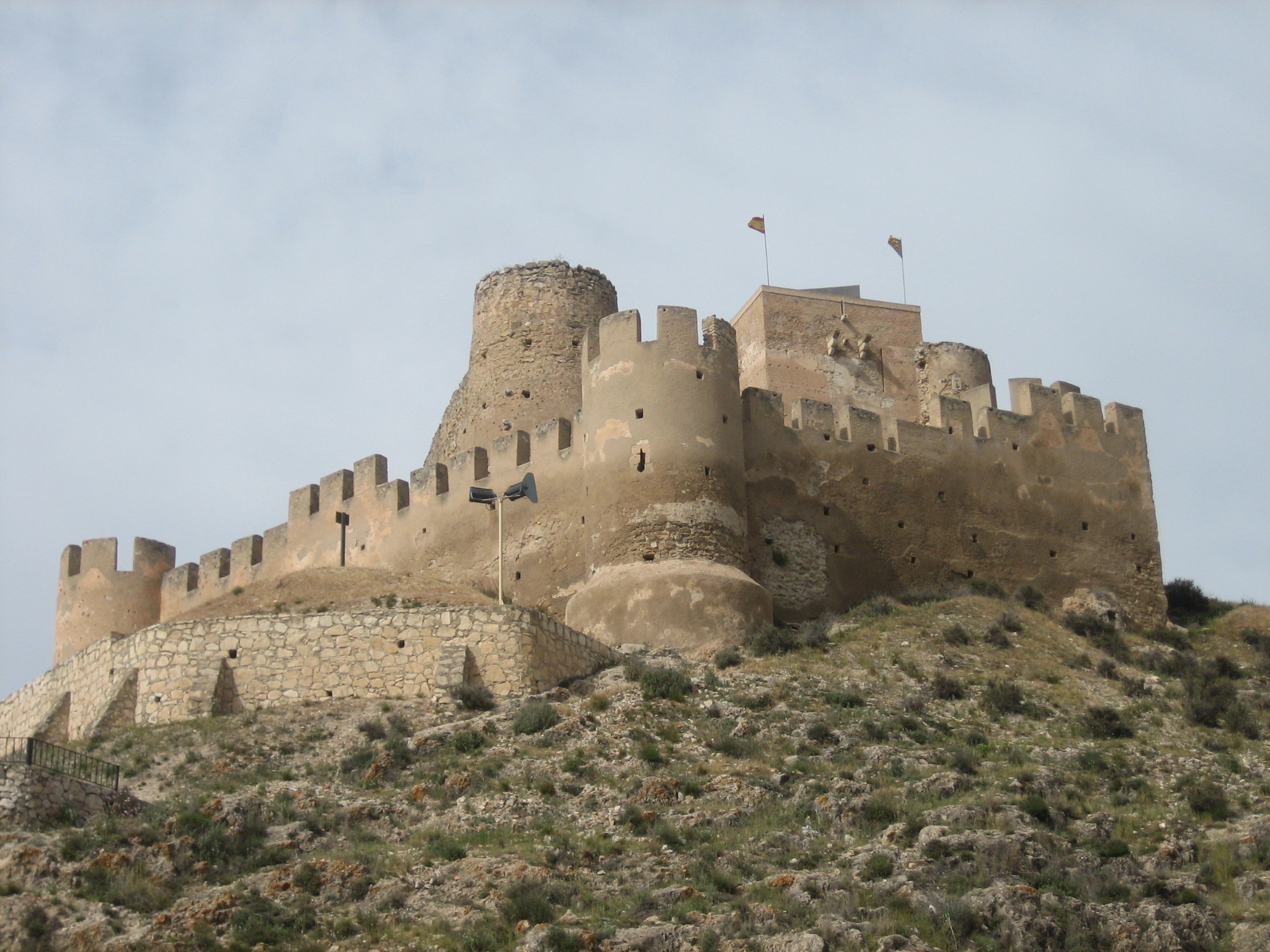
Lâu đài Biar

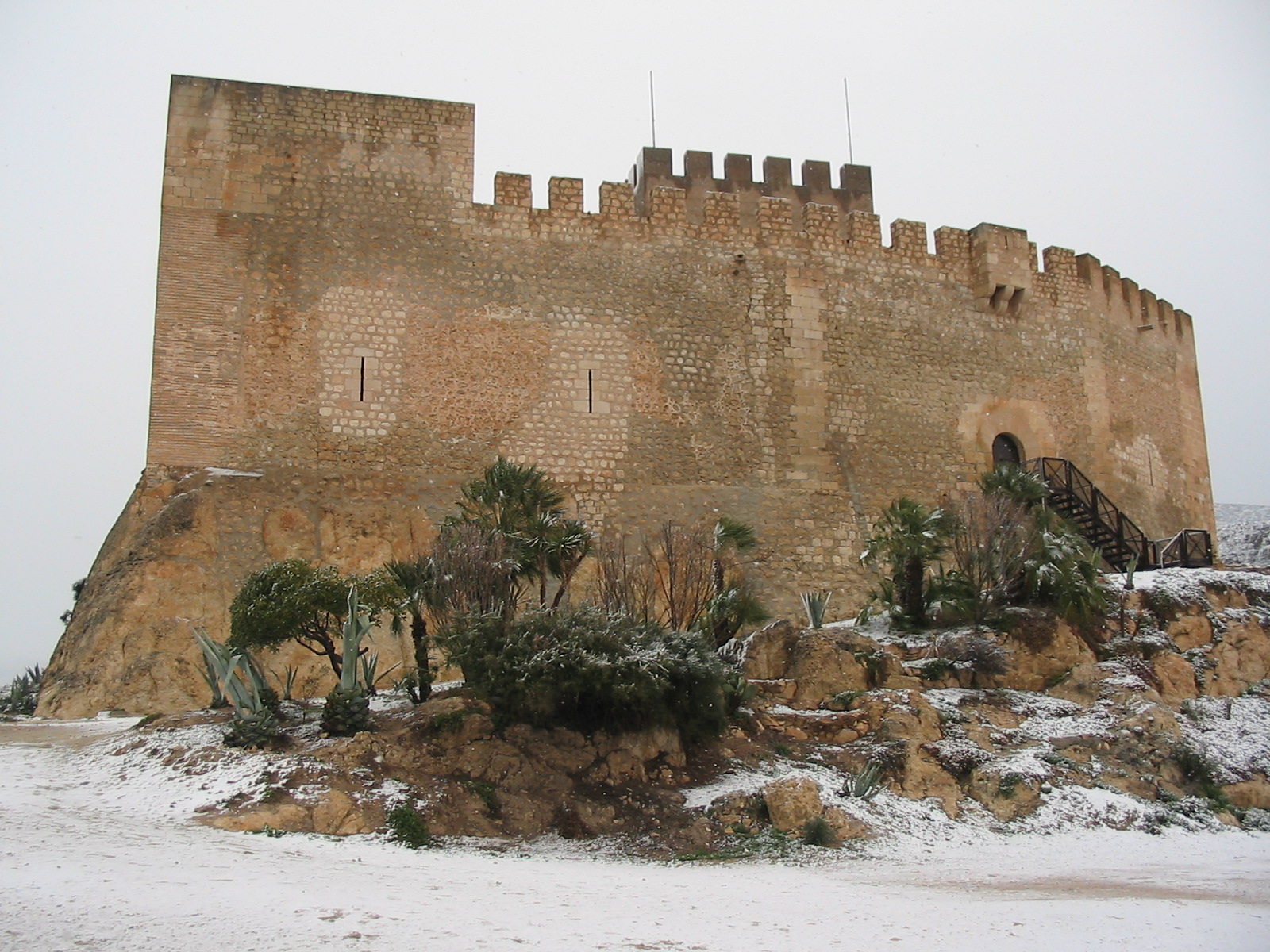
Lâu đài Petrer

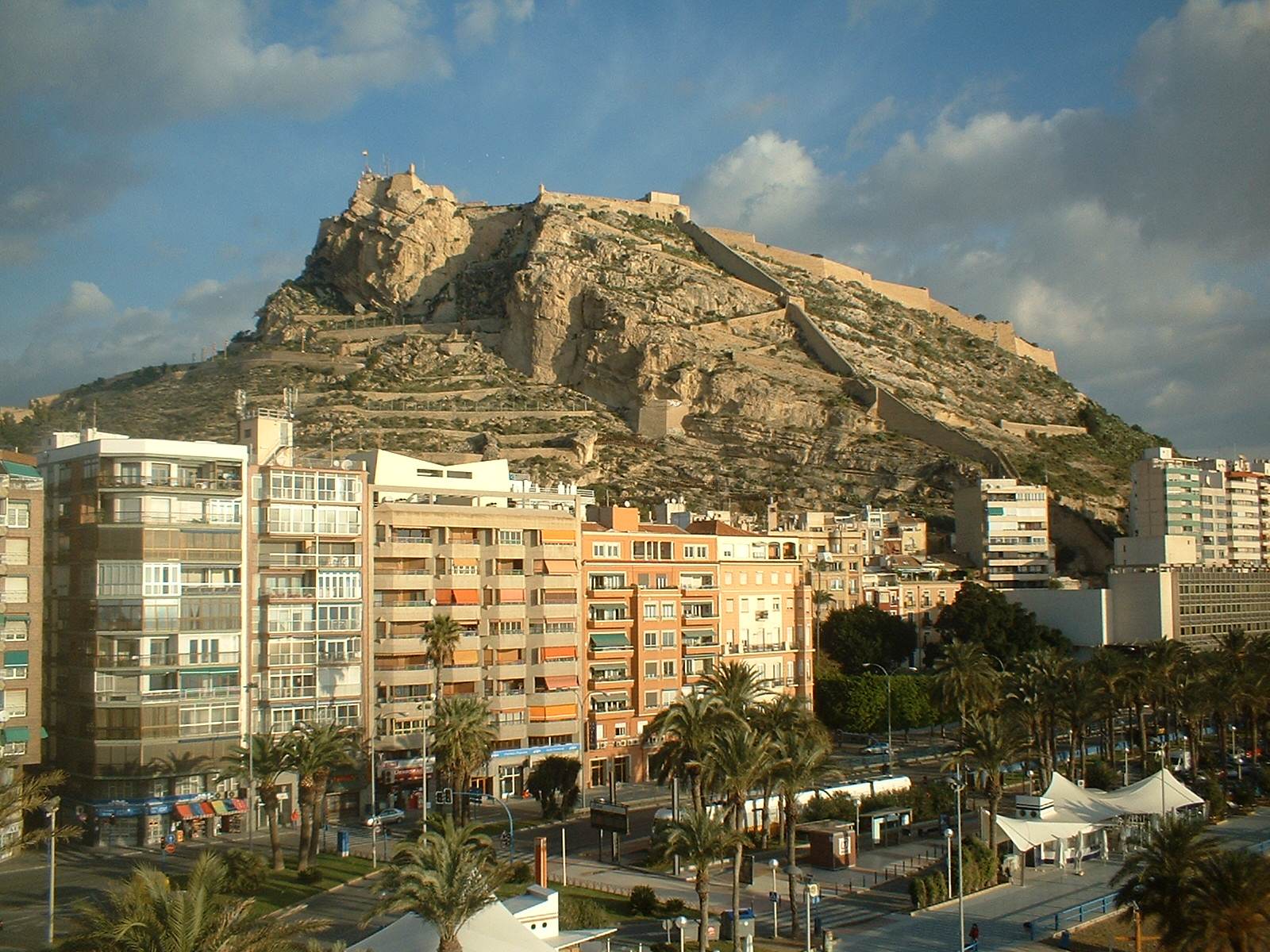
Lâu đài Santa Bàrbara

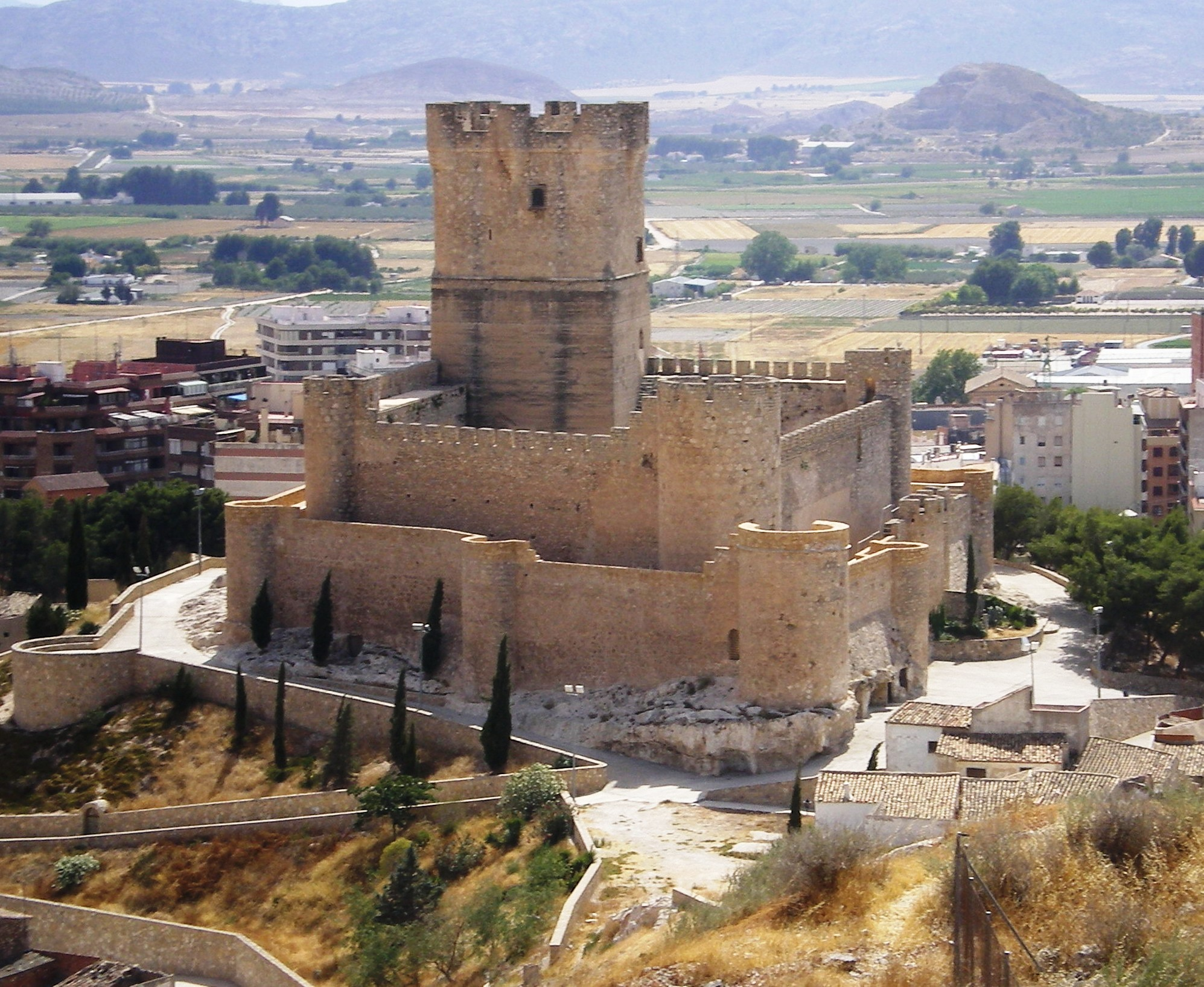
Lâu đài la Atalaya, of Villena

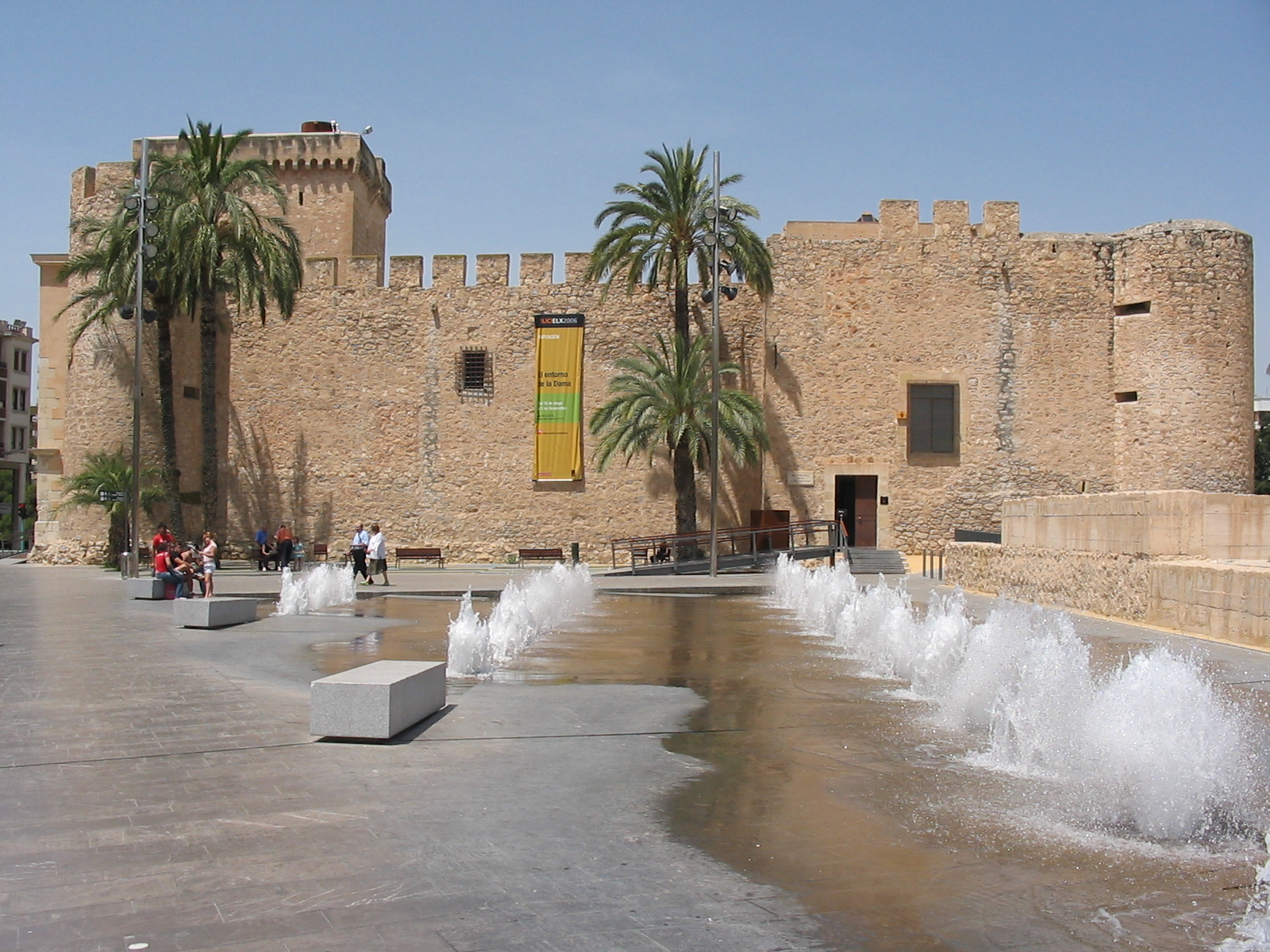
Palace of Altamira

- Lâu đài Villena hoặc Lâu đài la Atalaya
- Lâu đài Tàrbena
- Lâu đài Tibi
- Palace of Altamira
- Tháp Águilas
- Tháp del Aguiló
- Tháp Alcalalí
- Tháp del Barranc d'Aïgues
- Tháp Beneixama
- Tháp Cap Roig
- Tháp del Cap d'Or
- Tháp del Carabassí (Santa Pola)
- Tháp Embergonyes
- Tháp Escaletes hoặc Tower del Pep
- Tháp la Calaforra
- Tháp la Casota
- Tháp la Font Bona
- Tháp la Horadada
- Tháp la Talaiola (Santa Pola)
- Các tháp Monserrate (Orihuela)
- Tháp del Gerro
- Tháp del Moro (Torrevieja)
- Tháp del Negret
- Tháp Tamarit
- Torreta de Canor
- Tường thành Orihuela
- Tường thành Tabarca

### Castellón
- Lâu đài Abenromà
- Lâu đài Adzeneta
- Lâu đài Albocàsser
- Lâu đài Alcalatén
- Lâu đài Alcudia de Veo
- Lâu đài Almenara
- Lâu đài Almonacid
- Lâu đài Artana
- Lâu đài Ayódar
- Lâu đài Azuébar
- Lâu đài Benalí
- Lâu đài Borriol
- Lâu đài del Bou Negre
- Lâu đài Castellnovo
- Lâu đài Castro
- Lâu đài Cervera del Maestre
- Lâu đài El Toro
- Lâu đài Eslida
- Lâu đài Fadrell
- Lâu đài Fanzara
- Lâu đài Ganalur
- Lâu đài Herbers
- Lâu đài La Todolella
- Lâu đài les Torrocelles
- Lâu đài Mauz
- Lâu đài Mirabet (Cabanes)
- Lâu đài Montornés
- Lâu đài Morella
- Lâu đài Olocau
- Lâu đài Onda
- Lâu đài Peñíscola
- Lâu đài Tales
- Lâu đài Toga
- Lâu đài Vialeva
- Lâu đài Villafamés
- Lâu đài Villamalur
- Lâu đài Xinquer
- Lâu đài Xivert

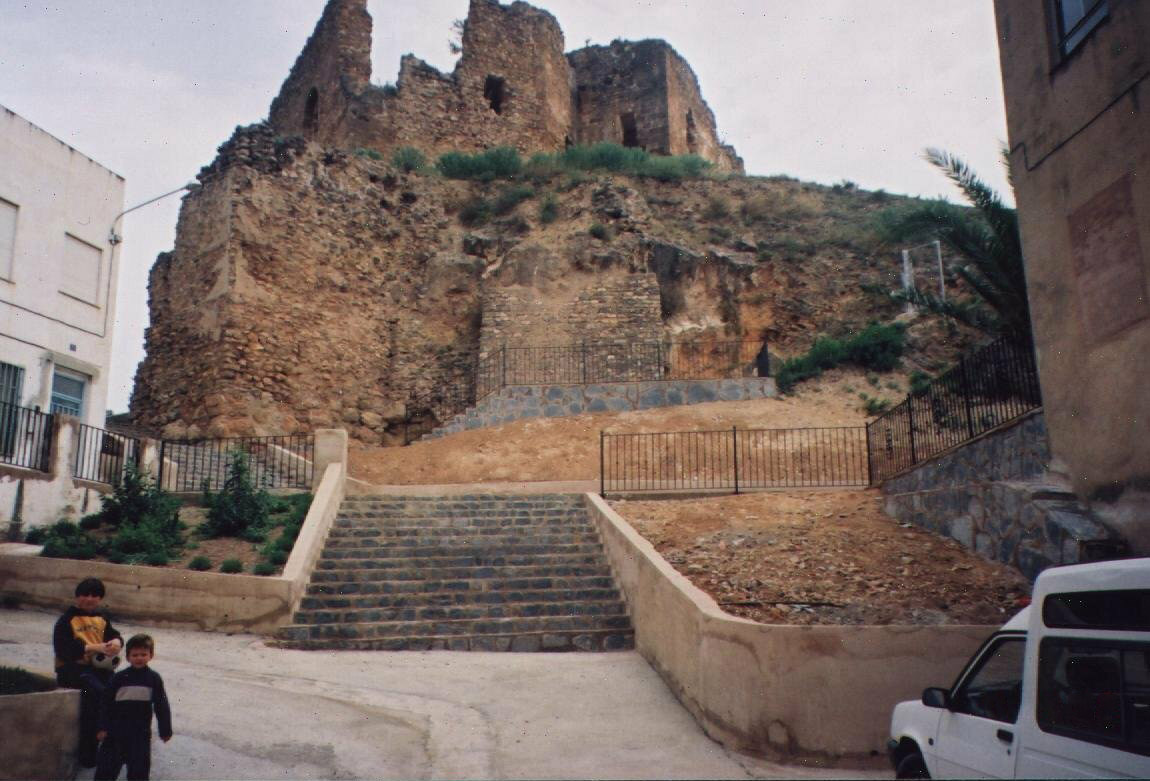
Lâu đài Castellnovo

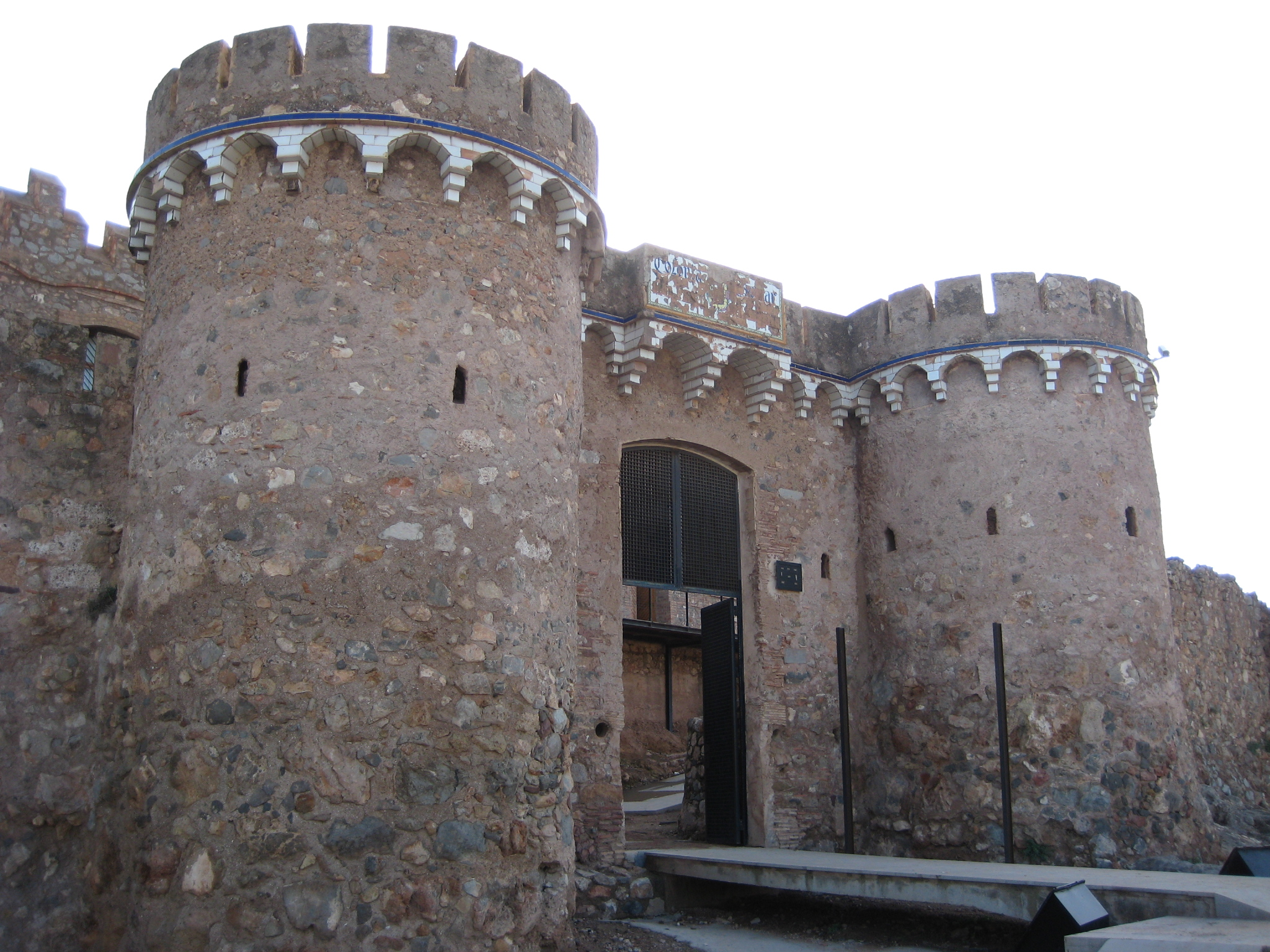
Lâu đài Onda

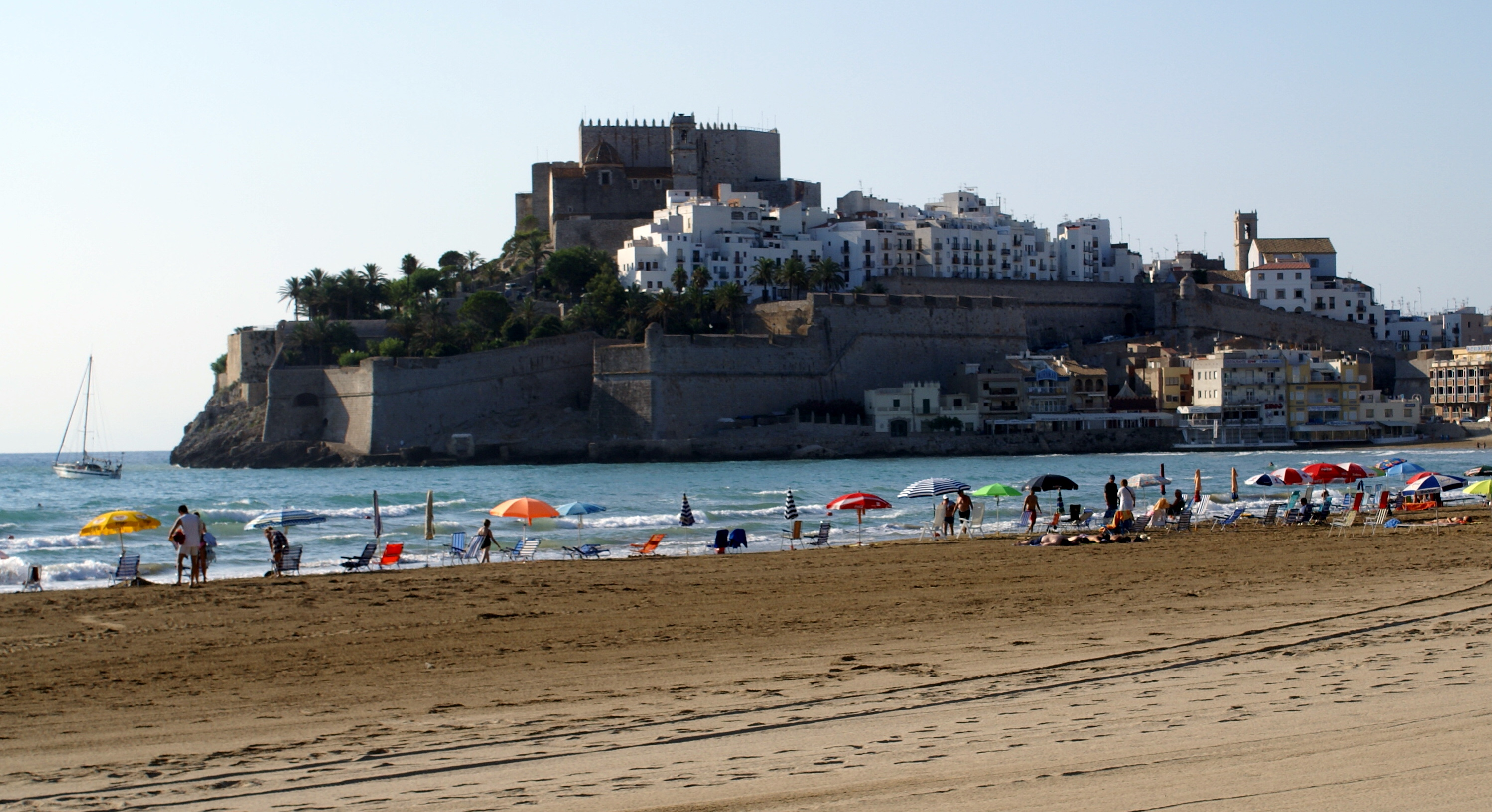
Lâu đài Peñíscola

- Lâu đài-palace of the Ximénez d'Urrea hoặc Lâu đài Urrea
- Palace-Lâu đài Betxí
- Tháp Càlig
- Tháp Cap i Corb
- Tháp del Marqués hoặc Tower of Na Blanca
- Tháp Ebrí
- Tháp L'Oró
- Tháp del Mal Paso
- Tháp dels Moros (Cinctorres)
- Tháp del Pilón
- Tháp Anníbal
- Tháp Quadrada de Argelita
- Tháp Redonda (Argelita)
- Tháp Sant Vicent (Benicàssim)
- Tháp Torrechiva
- Fortified town of Torralba del Pinar

### Valencia
- Lâu đài Ademús
- Lâu đài Aledua
- Lâu đài Bairén
- Lâu đài Benissanó
- Lâu đài Bolbaite
- Lâu đài Castielfabib
- Lâu đài Corbera[1]
- Lâu đài Cullera[2]
- Lâu đài El Puig
- Lâu đài Jalance
- Lâu đài Jarafuel
- Lâu đài Macastre
- Lâu đài Marinyén
- Lâu đài Millares
- Lâu đài Moixent
- Lâu đài Montesa
- Lâu đài Montroy
- Lâu đài Navarrés
- Lâu đài del Piló
- Lâu đài Quesa
- Lâu đài Rugat
- Lâu đài Sagunto
- Lâu đài Segart
- Lâu đài Serra
- Lâu đài Sot de Chera
- Lâu đài Sumacàrcer
- Lâu đài Torres Torres
- Lâu đài Turís
- Lâu đài Vallada
- Lâu đài Villalonga
- Lâu đài Xàtiva
- Lâu đài Xera
- Lâu đài Xio
- Lâu đài Xiva
- Lâu đài Xulilla
- Lâu đài palace of Bicorp
- Palace - Lâu đài Alaquàs

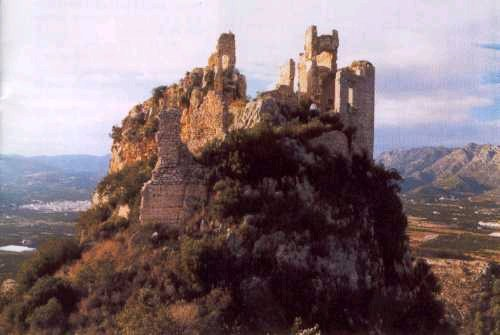
Lâu đài Marinyén

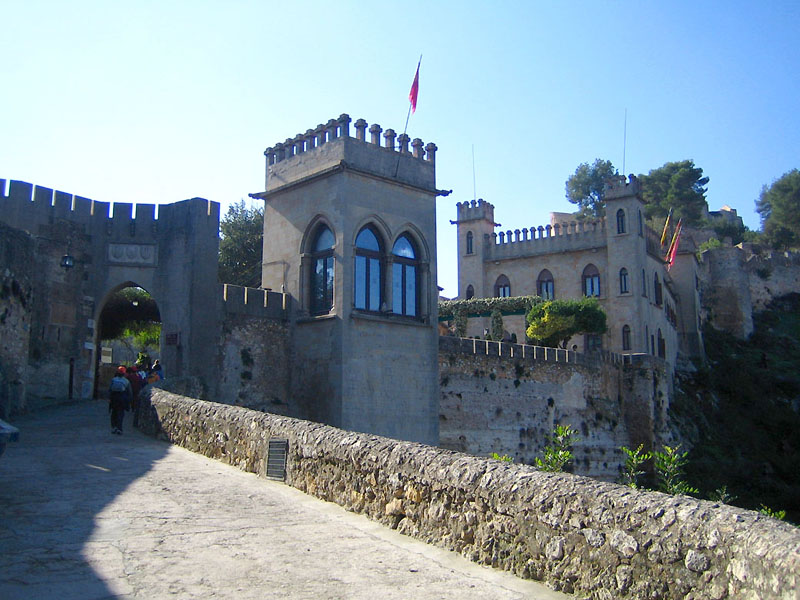
Lâu đài Xàtiva

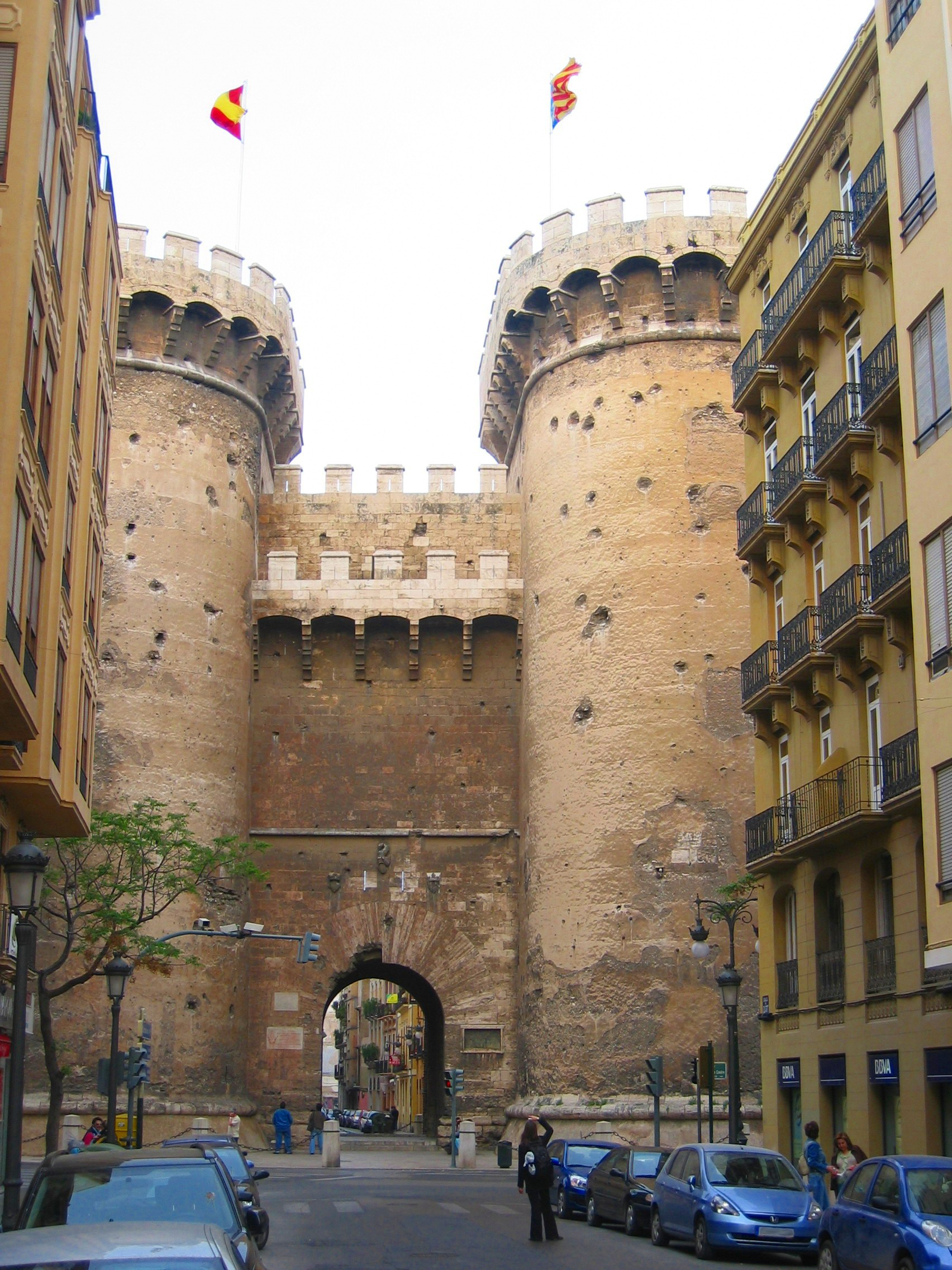
Towers of Quart

- Palace - Lâu đài Albalat dels Sorells
- Palace Lâu đài Aielo de Malferit
- Pháo đài Requena
- Tháp the Lâu đài Torrent
- Torre de la Plaça (Benifaió)
- Tháp del Marenyet
- Tháp Mussa hay Tháp L'Horta
- Các tháp Quart
- Các tháp Serrans
- La Torrecilla (Chelva)
- Tháp Paterna
- Tháp Santa Anna
- Tường thành Alzira